# 御嶽山
御嶽山（おんたけさん）は、長野県木曽郡木曽町・王滝村と岐阜県下呂市・高山市にまたがり、東日本火山帯の西端に位置する標高3,067 mの複合成層火山である。大きな裾野を広げる独立峰である。日本の山では14番目に標高が高く、独立峰としては富士山に次いで2番目に高い。
2014年9月27日の噴火では、山頂付近にいた登山客が巻き込まれ、1991年雲仙普賢岳の火砕流による犠牲者数を上回る事態となった。

## 概要

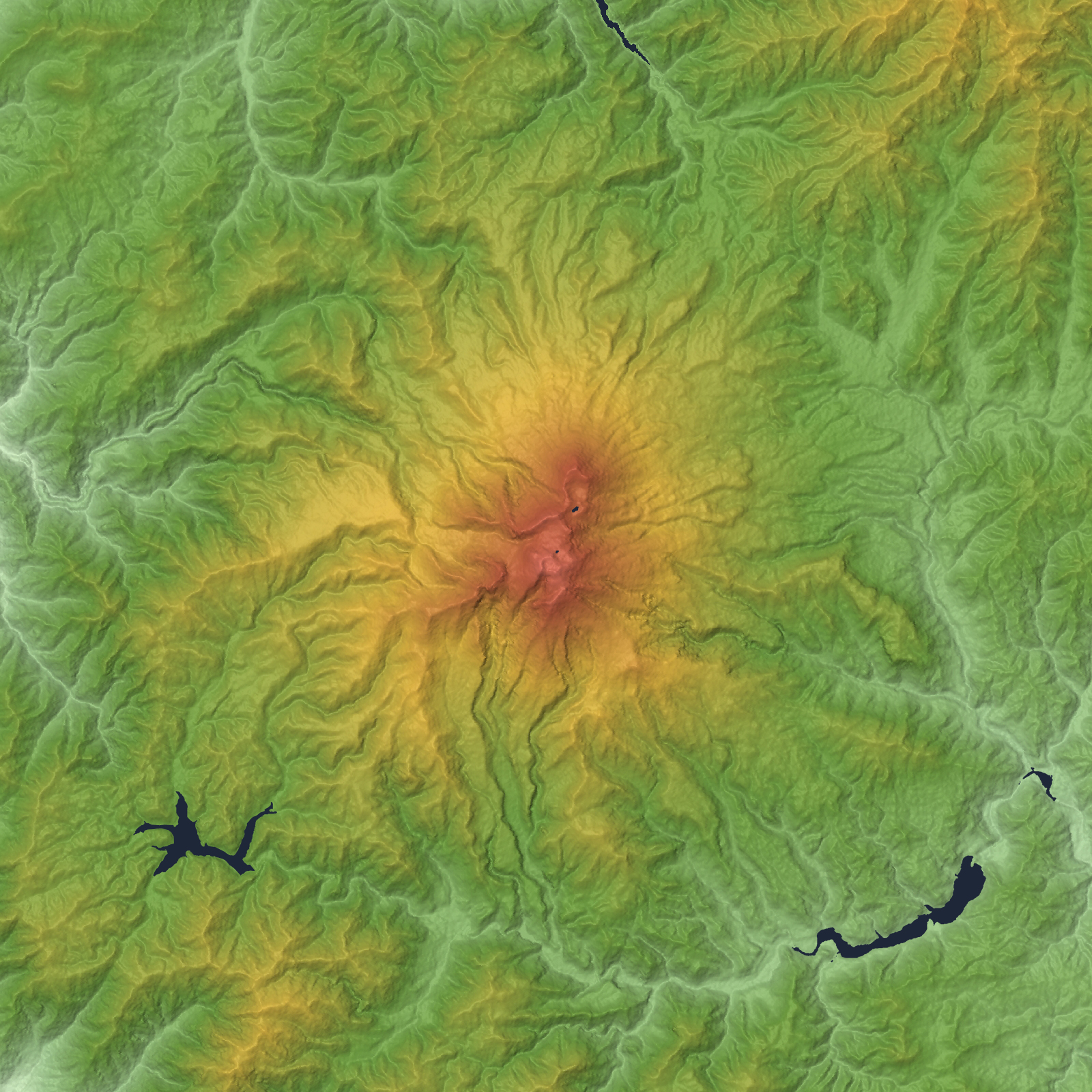
御嶽火山の地形図

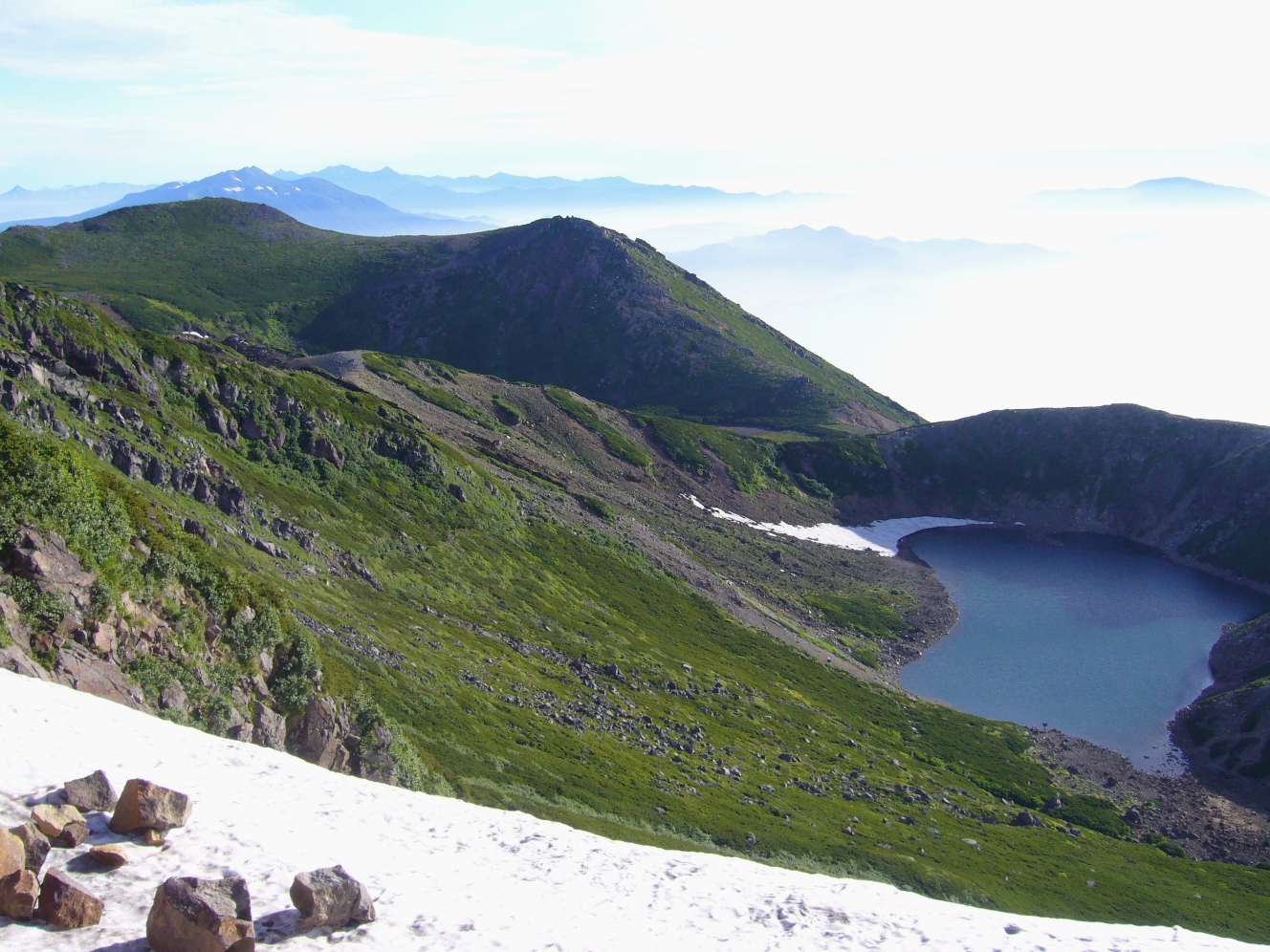
継子岳と三ノ池（火口湖）

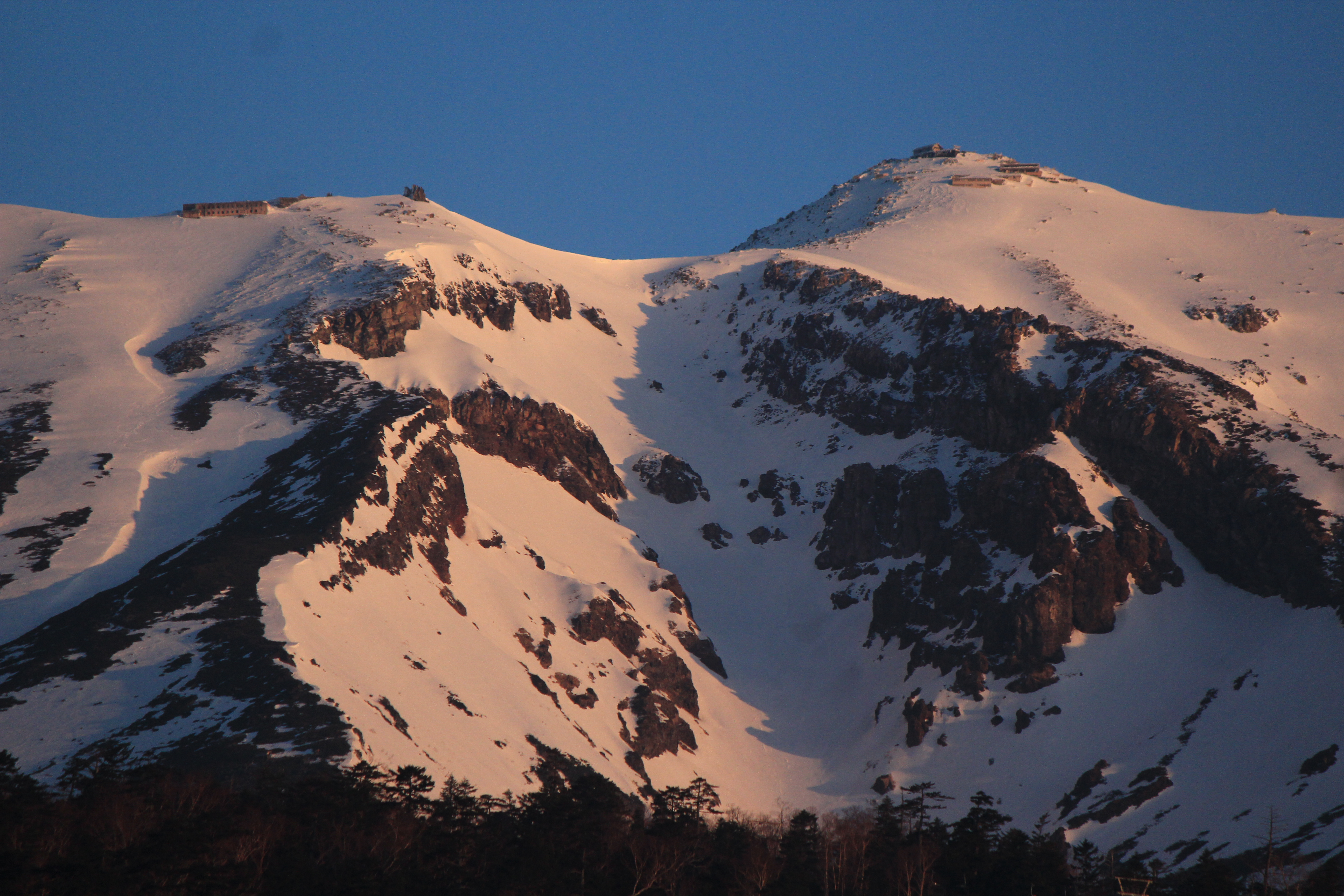
おんたけ2240から望む御嶽山のモルゲンロート

木曽御嶽山（きそおんたけさん）、木曽御嶽（きそおんたけ）、御嶽（おんたけ）、王嶽（おうたけ）、王御嶽（おんみたけ）とも称する。また嶽の字体を新字体で表記し御岳山や、単に御岳と表記されることもある。地元では親しみを込めて「お山」「おやま」とも呼ばれる。標高3,000mを超える山としては、日本国内で最も西に位置する。日本には同名の山（御嶽山・御岳山）が多数あり、その最高峰である。山頂には一等三角点（3,063.61 m、点名「御岳山」）と御嶽神社奥社がある。
古くから山岳信仰の対象の山として信者の畏敬を集めてきた巨峰で、いくつもの峰を連ねてそびえる活火山である。民謡の『木曽節』では「木曽の御嶽夏でも寒い袷やりたや足袋添えて」、『伊那節』では「わしが心と御嶽山の胸の氷は 胸の氷はいつとける」と歌われており、神聖な信仰の山であるとともに木曽を代表する山として親しまれている。東海地方特に尾張地方ではほとんどの場所からその大きな山容を望めることから、「木曽のおんたけさん」として郷土富士のように親しまれている山である。日本百名山、新日本百名山、花の百名山、ぎふ百山のひとつに選定されている。旧開田村を代表する山として飛騨頂上、旧三岳村を代表する山として剣ヶ峰が「信州ふるさと120山」の一つに選定されている。1927年（昭和2年）に、大阪毎日新聞社と東京日日新聞社などにより日本二十五勝の一つに選定されている。
国立公園に指定されている飛騨山脈や赤石山脈、国定公園に指定されている木曽山脈とは異なり、国定公園にさえも指定されていない。長野県の御岳県立公園および岐阜県の御嶽山県立自然公園には指定されているものの、国立・国定公園に指定されなかったのは、木曽ヒノキを主とする林業の盛んな地域であるという事情がある。山腹は深い森で覆われ多くの滝があり、木曽川水系の源流部の山であり、その下流部である中京圏の水がめとなっている。
以前は死火山や休火山であると思われていた山であるが、1979年（昭和54年）10月28日に突如噴火した。気象庁は2008年（平成20年）3月31日に噴火警戒レベル1（平常）と噴火予報を発表した。2014年（平成26年）9月27日に噴火、南側斜面を火砕流が流れ下り、噴火警戒レベルが3（入山規制）に引き上げられた。これに伴い、火口から概ね4 kmの範囲が立入禁止区域に指定された。2015年6月、火山性地震は続くものの2014年10月中旬以降噴火が観測されていないため、噴火警戒レベルが2（火口周辺規制）に引下げられた。これに伴い、立入禁止区域は火口から概ね1 kmの範囲に変更された。2017年8月、噴煙活動や山頂直下付近の地震活動は緩やかな低下が続いており、2014年10月中旬以降噴火の発生がないため、噴火警戒レベルが1（活火山であることに留意）に引下げられた。ただし現在も、火口から概ね1 kmの範囲は立入禁止区域である。
「岐阜県北アルプス地区及び活火山地区における山岳遭難の防止に関する条例」により、御嶽山の火口域から4 km以内の地域に立ち入る場合に登山届の提出が義務づけられている。
長野県では「長野県登山安全条例」により、指定登山道を通行しようとするときはあらかじめ登山計画書を届出なければならない。
また山頂付近には噴火に備えて、登山者向けの屋外スピーカー避難シェルターが設置されている。

## 山名の由来
遠く三重県からも望め「王御嶽」（おんみたけ）とも呼ばれていた。古くは坐す神を王嶽蔵王権現とされ、修験者がこの山に対する尊称として「王の御嶽」（おうのみたけ）称して、「王嶽」（おうたけ）となった。その後「御嶽」に変わったとされている。修験者の総本山の金峯山は「金の御嶽」（かねのみたけ）と尊称され、その流れをくむ甲斐の御嶽、武蔵の御嶽などの「みたけ」と称される山と異なり「おんたけ」と称される。日本全国で多数の山の中で、「山は富士、嶽は御嶽」と呼ばれるようになった。

## 火山・地勢

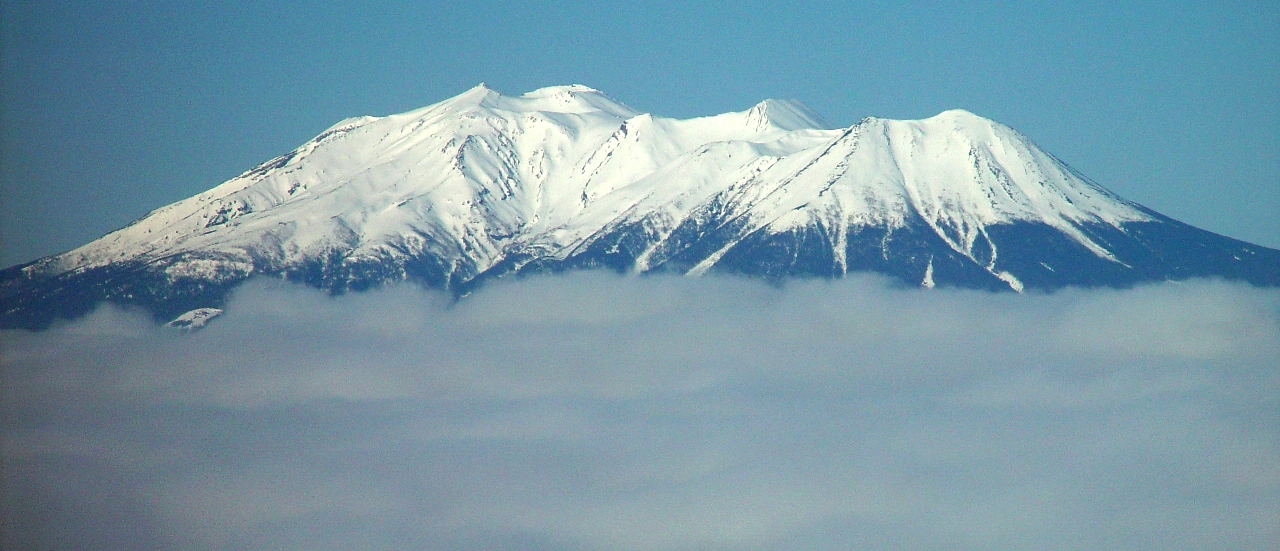
信州松本野麦峠スキー場から望む雲海に浮かぶ山頂部が広い御嶽山、右端が「日和田富士」と呼ばれる継子岳

御嶽山は日本の山の標高順で14位の山であり、火山ならびに独立峰としては富士山に次いで2番目に標高が高い山である。剣ヶ峰を主峰にして、摩利支天山（2,959.2 m）、継子岳（2,858.9 m）、継母岳（2,867 m） などの外輪山があり、南北約3.5 kmの山頂部による台形の山容である。北端の継子岳は比較的新しい山体の成層火山で、北側山麓から見ると、他の峰が隠れて見えないためきれいな円錐形をしており、郷土富士として「日和田富士」とも呼ばれている。なお、長野県側に寄生火山として三笠山（2,256 m）、小三笠山（2,029 m）がある。最高点の剣ヶ峰は長野県に位置し、王滝口登山道の外輪山との合流部が「王滝頂上」（標高点2,936 m）、小坂口との合流部が「飛騨頂上」（標高2,811 m）である。火山灰の堆積した裾野は広く、長野県側の麓の傾斜地では濃い色の火山灰が耕地を覆っていて、高地の開田高原は蕎麦の産地として知られている。岐阜県側の地形は長野県側と比較して複雑で、平坦地が少なく、尾根筋が屈曲している。2007年（平成19年）5月10日に、日本の地質百選選定委員会により「日本の地質百選」の第1期選定（全国83箇所）の一つに選定された。

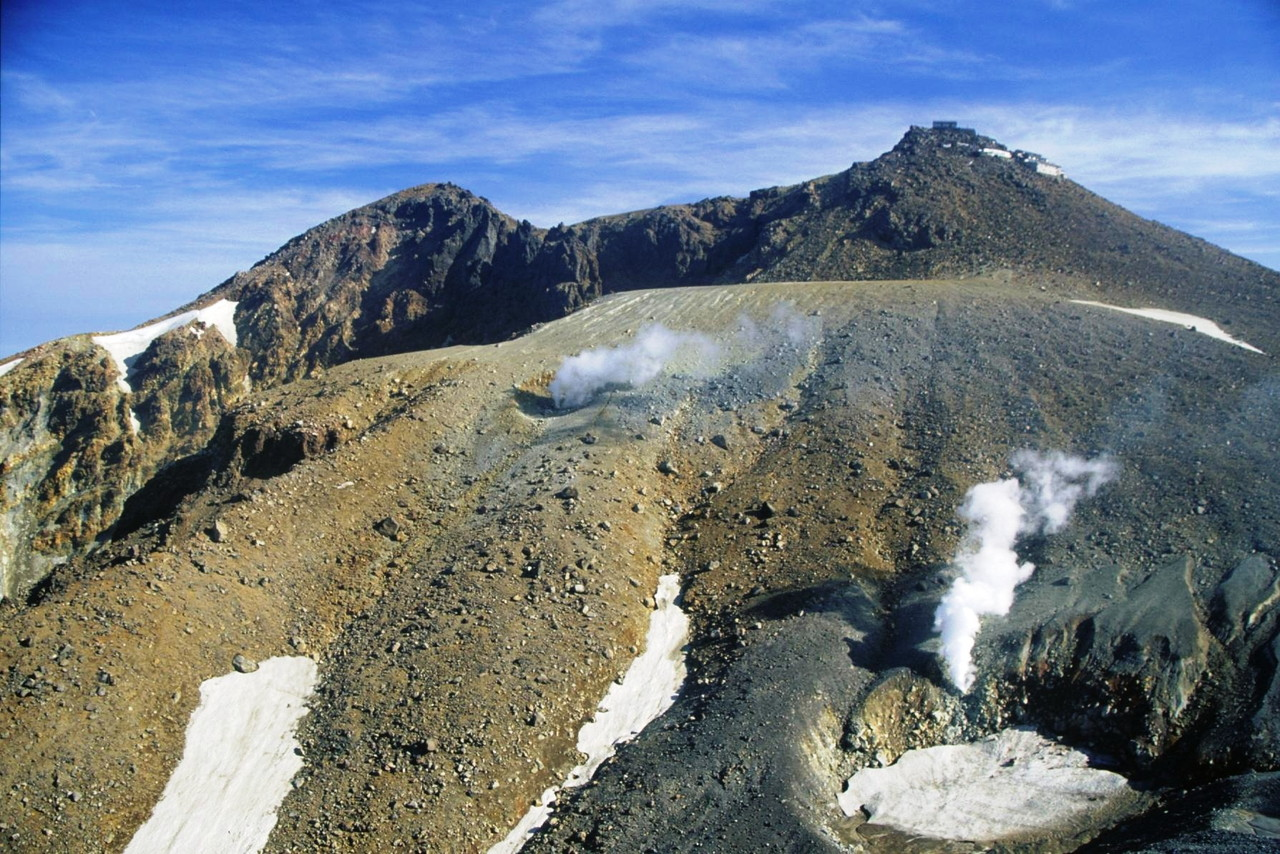
王滝頂上方面から望む御嶽山
1995年6月25日の噴煙の状況

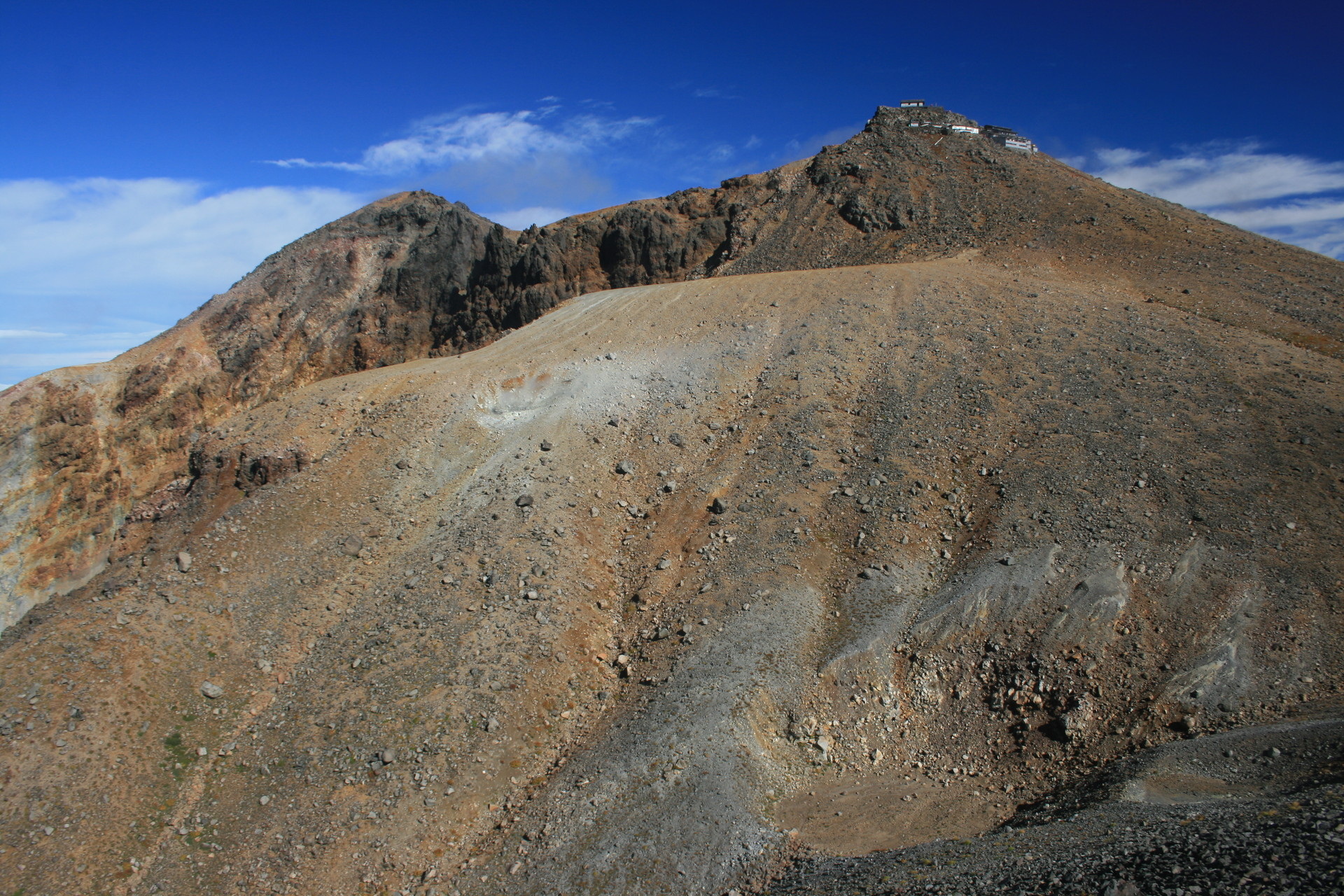
王滝頂上方面から望む御嶽山
2011年9月18日の噴煙の状況

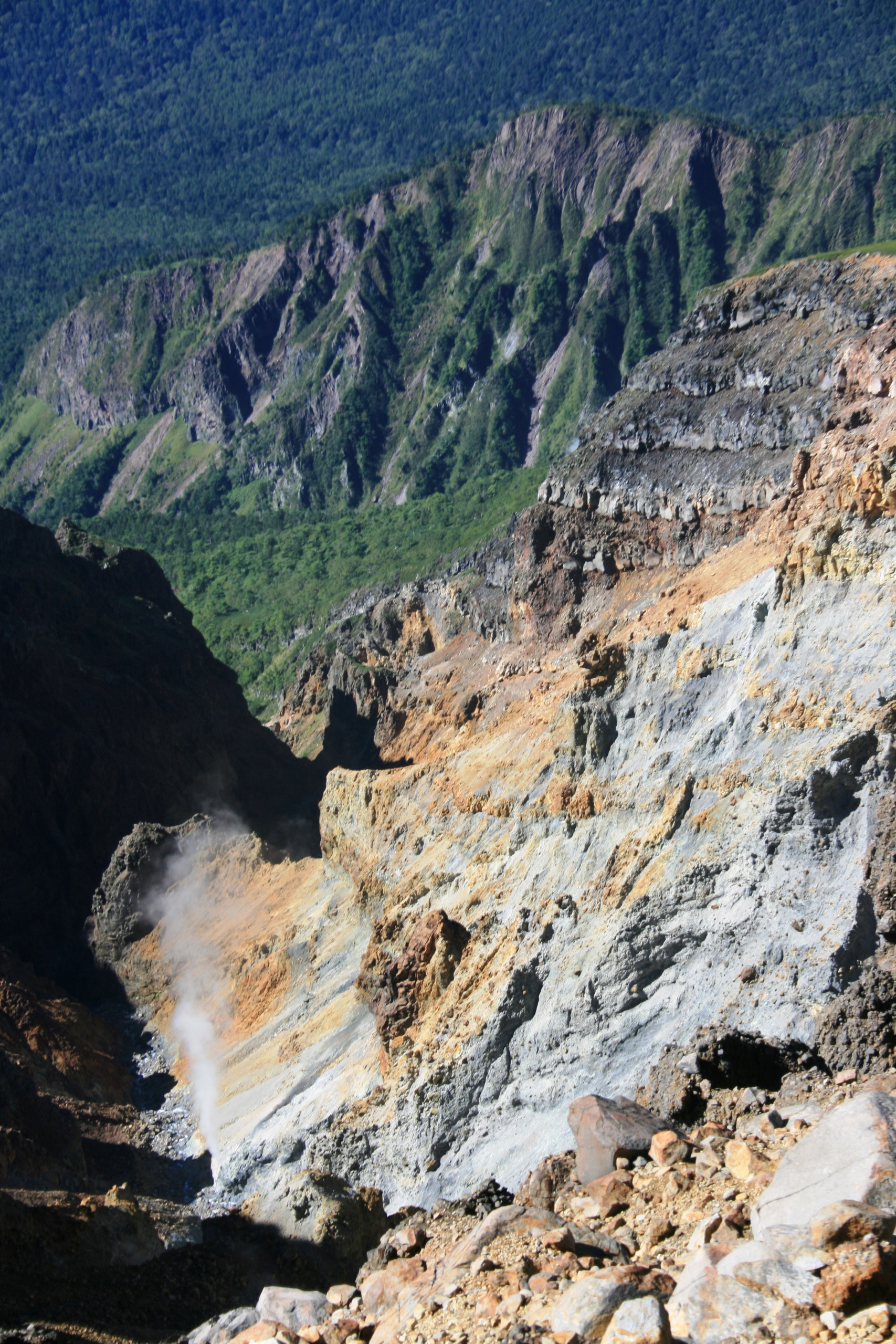
御嶽山の南面の木曽川水系王滝川の支流である赤川最上流部の地獄谷の火山ガスを噴出する噴気孔
2011年9月18日の噴煙の状況

| 山容 | 山名              | 標高 (m) | 三角点等級 基準点名             | 剣ヶ峰からの 方角と距離(km) | 所在地        |
| --- | ----------------- | -------- | ------------------------------- | --------------------------- | ------------- |
| 摩利支天山から望む継子岳、手前に五ノ池と五の池小屋、遠景の左側は乗鞍岳（2013年7月9日）                      | 継子岳            | 2,859.14 | 三等 「継子岳」                 | 北 2.7                      | 高山市 木曽町 |
| 南側から望む摩利支天山と賽ノ河原（2014年9月6日）                                                            | 摩利支天山        | 2,959.45 | 三等 「御岳」                   | 北北西 1.4                  | 下呂市 木曽町 |
| 王滝頂上から望む剣ヶ峰、山頂部に王滝御嶽神社頂上奥宮本宮と山小屋（2010年8月27日）                           | 剣ヶ峰 （最高点） | 3,067    | （一等） 「御岳山」 (3,063.61m) | 0                           | 木曽町 王滝村 |
| 御嶽山の摩利支天山から望む継母岳、岐阜県下呂市にて、左奥に小秀山、右奥に白草山と箱岩山（2021年10月5日撮影） | 継母岳            | 2,867    |                                 | 西 1.4                      | 下呂市 王滝村 |
| 三笠山、登山口の田ノ原には駐車場と田ノ原山荘、遠景は牧尾ダムの御岳湖（2011年9月18日）                       | 三笠山            | 2,256.1  | 三等 「三笠山」                 | 南東 3.2                    | 王滝村        |

### 火山活動
御嶽山は東日本火山帯の西端（旧区分による乗鞍火山帯の最南部）に位置し、古生層と中生代の濃飛流紋岩類を基盤（基底部は17 km四方の広さ）とし、基盤からの高さが1,400 - 1,900 mのカンラン石、複輝石、安山岩などで構成される成層火山である。各方向に溶岩流を流れ出しているが、西に流れた摩利支天山第6溶岩流は、最も延長が長く約17 kmに及ぶ。末端には安山岩の大岩壁巌立がある。一ノ池を中心として、摩利支天山、継母岳、王滝頂上を結ぶ外輪山の内側がカルデラであると推測され、カルデラ形成前の姿は、富士山に匹敵する高さの成層火山であったと推測される。大爆発によって崩壊した土砂は土石流となって川を流れ下った岐阜県各務原市付近の各務原台地には御嶽山の土砂が堆積しており、水流によってできた火山灰堆積物が地層となっている。この大爆発によって剣ヶ峰、摩利支天山、継母岳の峰々が形成された複成火山であり、その山容はアフリカのキリマンジャロ山に似ている。
1970年代以前の認識では、最後のマグマ噴火は約2万年前で以降は水蒸気爆発と考えられていたが、2006年（平成18年）に行われた岐阜県の調査および2008年（平成20年）に行われた国土交通省多治見砂防国道事務所や産業技術総合研究所（産総研）の調査によれば、約5200年前の火砕流を伴う噴火を含め、2万年間に4回（約1万年前以降、約1万年前、約9000年前、約5200年前、約5000年前）のマグマ噴火を起こしている。『信濃毎日新聞』の2007年（平成19年）4月30日の紙面に掲載された記事によると、岐阜県の調査によって、剣が峰北西6キロの下呂市小坂町内において、約5200 - 6000年前の火砕流が堆積してできた地層が発見され、五ノ池火口からの噴出物と考えられる火砕流の痕跡が確認された。最近の2万年以降の活動は水蒸気爆発と限定していた岐阜県・長野県それぞれにおいて、火砕流も想定しての、ハザードマップなど防災に関する見直しが行われた。
1979年以降は断続的（1991年、2007年）に小規模な噴気活動が続いている。2014年現在、気象庁により「火山防災のために監視・観測体制の充実等が必要な火山」に指定されていて、山頂周辺には火山活動の観測のための地震計、空振計、傾斜計、火山ガス検知器、GPS観測装置、監視カメラなどの観測機器が設置されている。2001年から名古屋大学大学院環境学研究科が、「岐阜・長野両県における火山噴火警戒避難対策事業」として噴火の前兆現象を観測する地震計による御岳火山災害観測を行っている。1979年の水蒸気爆発の6ヶ月前に三ノ池が白濁して池の中から泡が噴き出す音が発生した現象と、6時間前の火口直下での地震は、その前兆現象であったと見られている。2011年（平成23年）7月27日に「御嶽山火山噴火緊急減災対策砂防計画検討会」が開催され、御嶽山火山噴火緊急減災対策砂防計画が策定された。王滝頂上直下西面（八丁ダルミ付近）と地獄谷の噴気孔から硫化水素などの火山ガスを噴出し続けていて、噴気孔から発生する火山ガスの轟音が聴こえることがある。

#### 活火山の定義を見直すきっかけとなった有史以来の水蒸気爆発
1979年（昭和54年）の水蒸気爆発以前において、御嶽山は火山学者の多くと一般大衆から死火山と認識されていた。実際、当該爆発を伝える新聞見出しも「死火山大爆発」などと報道された。しかしそれ以前にも、19世紀前半の文献には実際に噴気活動の証拠を示す現象が記録されており、気象庁も、1968年（昭和43年）刊行の『火山観測指針』において御嶽山を「御岳山」として63座の活火山の一つとしているほか、噴火前の1975年（昭和50年）刊行の『日本活火山要覧』の77活火山にも包含されていた。
1979年当時は、定常的な観測体制が整備されていなかったため明確な前兆現象が観測されず、また活動自体も山麓から噴気が観察できる規模ではないまま同年10月28日に水蒸気爆発を起こし、約1,000 mの高さにまで噴煙を噴出した。同日5時頃に発生した噴火は14時に最大となり、その後衰退した。噴出物の総量は約二十数万トン。噴煙は北東方向に流れ、長野県軽井沢町や群馬県前橋市にまで降灰が観測された。
この噴火をきっかけとして、日本国内における火山の分類（死火山、休火山、活火山の定義）そのものが見直されるに至った。現在では「活火山」以外の用語は使用されない。

#### 火山史

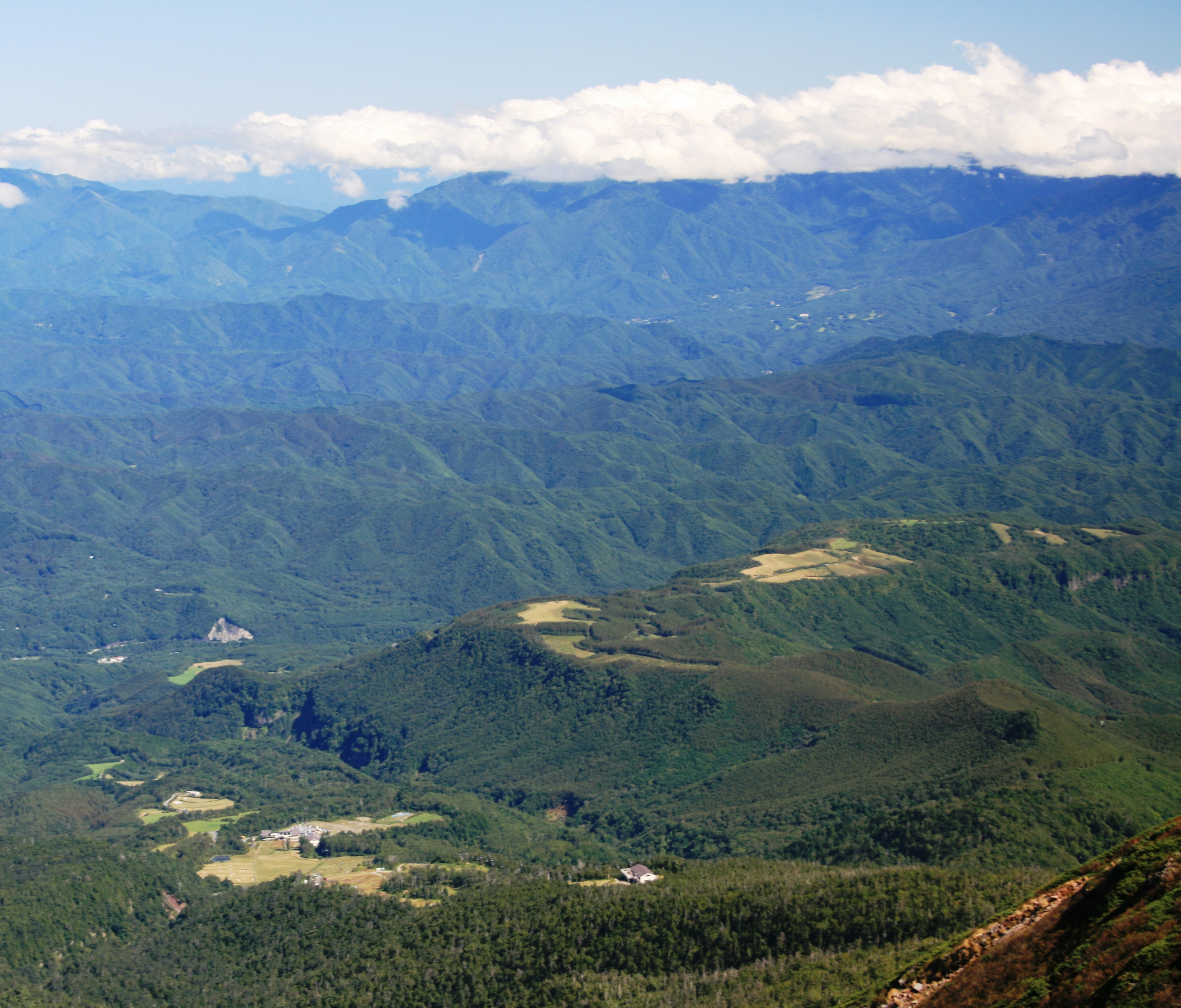
御嶽山の東山腹にある倉越高原

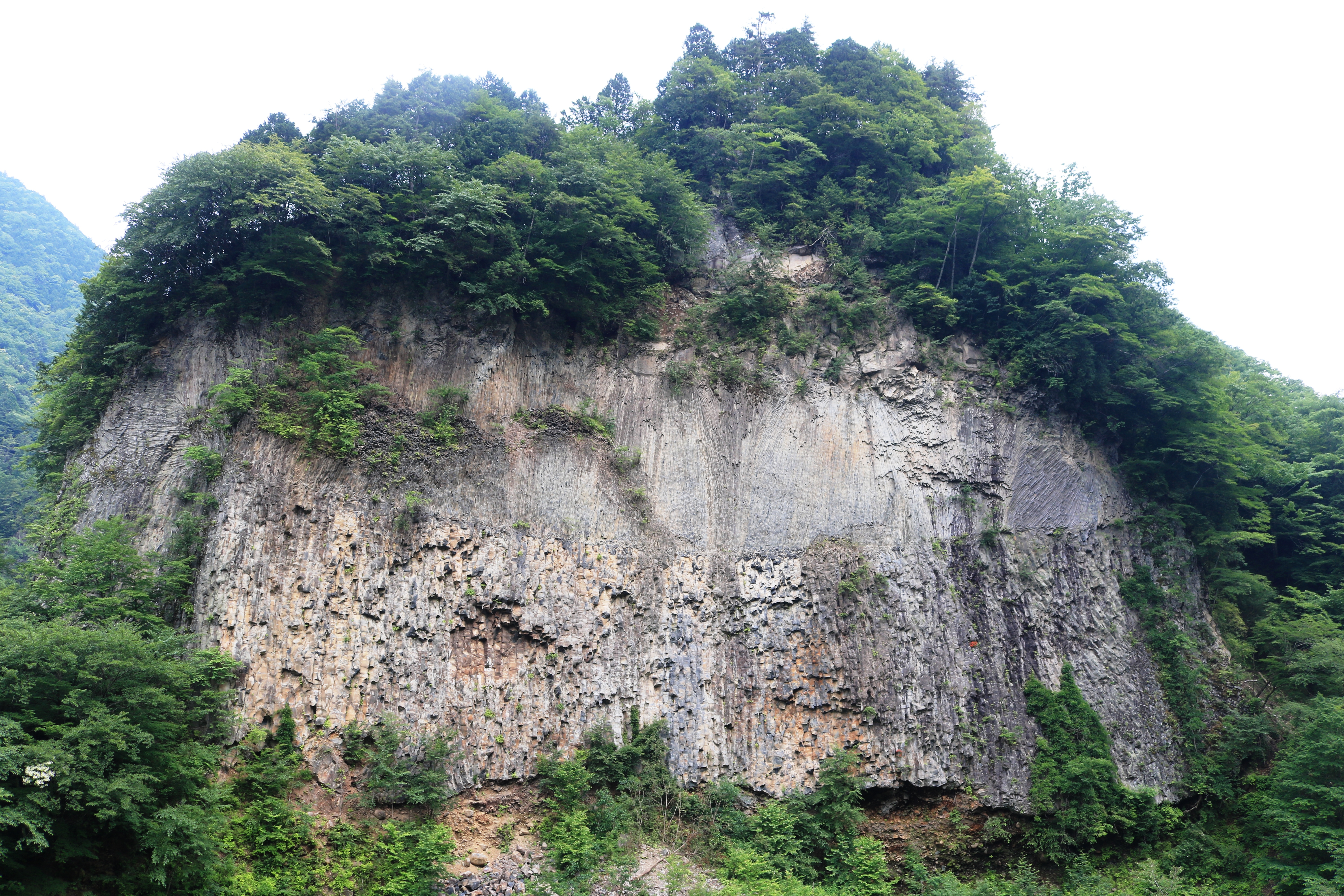
御嶽山の西山腹にある巌立の柱状節理

御嶽火山の活動史は休止期を挟み古期と新期の2つの活動期と新期以降から現在までの静穏期の3つに分けられる。なお、各々の始まりと終わりの年代に関しては研究者により5万年程度の差違がある。また、最後のマグマ噴火は三ノ池を埋めた五ノ池のスコリア噴火と考えられているが噴火年代は不明である。
古期御嶽火山（78万年前以前から39万年前）
古期御嶽火山は現在と同じ位置に噴火口を有する中心火山により形成された、標高3,200-3,400 mほどの玄武岩、安山岩、デイサイトにより構成される複成火山群。古期御岳火山は、溶岩層の年代値と岩石学的特徴から、約78万年前以前から64万年前の降下テフラが卓越するステージと、約64万年前から39万年前の溶岩流が卓越するステージに大きく区分される。降下テフラが卓越するステージは更に3つのサブステージに細分される。また、溶岩層の年代値と分布から4つの火山体が推定されている。広域テフラとして、湯川テフラ5と、上浦沢テフラがそれぞれ、上総層群中の白尾テフラ（約77万年前）と、笠森12テフラ（60-58万年前）に対比される。このうち、白尾テフラは松山‐ブリュンヌ逆転の直下に存在し、地磁気逆転の年代を高精度で決定するのに役立ち、チバニアン という地質時代の命名に大きく貢献した。
- 78万年前から65万年前 - 東部火山群
- 68万年前から57万年前 - 土浦沢火山
  - 64万年前 - 東山腹に倉越溶岩を噴出した。周りの地層が浸食されて、堅い溶岩がレリーフ状に残り現在の倉越高原を形成。
- 54万年前から52万年前 - 上俵山火山
- 44万年前から42万年前 - 三笠山火山
  - 東山腹に安山岩質溶岩の三笠山溶岩を噴出。

休止期（約39万年前から10万年前）
約10万年前まで約30万年の活動休止期間が続く。山体は浸食を受けて深い谷と和村泥流を形成。
新期御嶽火山（約10万年前から2万年前）
活動域からは摩利支天火山群と西側の継母岳火山群に分類される。
- 継母岳火山群 - 約9万年前の爆発的な噴火により、御嶽第1軽石層や塩尻軽石層、Pm-Iテフラを噴出し、広域テフラを関東地方まで降らせた[75]。この活動は、プリニー式噴火で古期御嶽火山の中央部に直径5-6kmのカルデラ形成する活動であり、流紋岩からデイサイトのシン谷溶岩層、湯ノ谷溶岩層、濁滝火砕流堆積物、三浦山溶岩層などを形成。総見かけ噴出量 50 km3（30 km3 DRE）。
- 摩利支天火山群 - カルデラが形成された後の約8万年前から約2万年前の活動では摩利支天火山群の濁河火山、金剛堂火山、奥の院火山、草木谷火山、継子岳火山、およびほぼ南北方向に並ぶ小火山群として四ノ池火山、一ノ池火山、三ノ池火山などの火口から安山岩質の溶岩・火砕物などを噴出[76]。噴出量は四ノ池火口由来が最大で、一ノ池火口と二ノ池火口は山頂の小カルデラ内に形成された。また、現在の御嶽山の最高点の剣ヶ峰の火口丘と南北に並ぶ山頂群が形成された。
- 約6万年前 - 摩利支天溶岩を噴出した。摩利支天第6溶岩が濁河川の支流の大俣川に沿って流下して形成された柱状節理である「巌立」（所在地が下呂市小坂町落合中サキ平）は、1957年（昭和32年）に岐阜県の天然記念物の指定を受けている[46]。
- 約5万年前 - 大規模な山体崩壊を起こし崩壊した土砂は東山麓の西野川から王滝川、木曽川流域を埋め約200km下流の愛知県犬山市にもその泥流の堆積物が残された。

約2万年前から現在までの静穏期
2000年代以前は、約2万年前からはマグマを噴出しない活動が主体で静穏な期間と考えられていたが、近年の研究では最近1万年間で4回のマグマ噴火と10数回の水蒸気爆発が起きたと考えられているほか、東山腹で山腹割れ目噴火も生じている。
- 約1万年前 - カラ谷火砕流で1740万 m3の軽石を中規模に降下した[49][78]。
- 約9,000年前 - 三ノ池溶岩で5億 m3の大規模な噴出をした[49][76]。
- 約6,000年前 - 五ノ池火口が形成された[78]。
- 約5,200年前 - 女人堂スコリアで140万 m3の小規模な噴出をした[49]。
- 約5,000年前 - 濁滝スコリアで35-75万 m3の小規模な噴出をした[49]。

有史以降

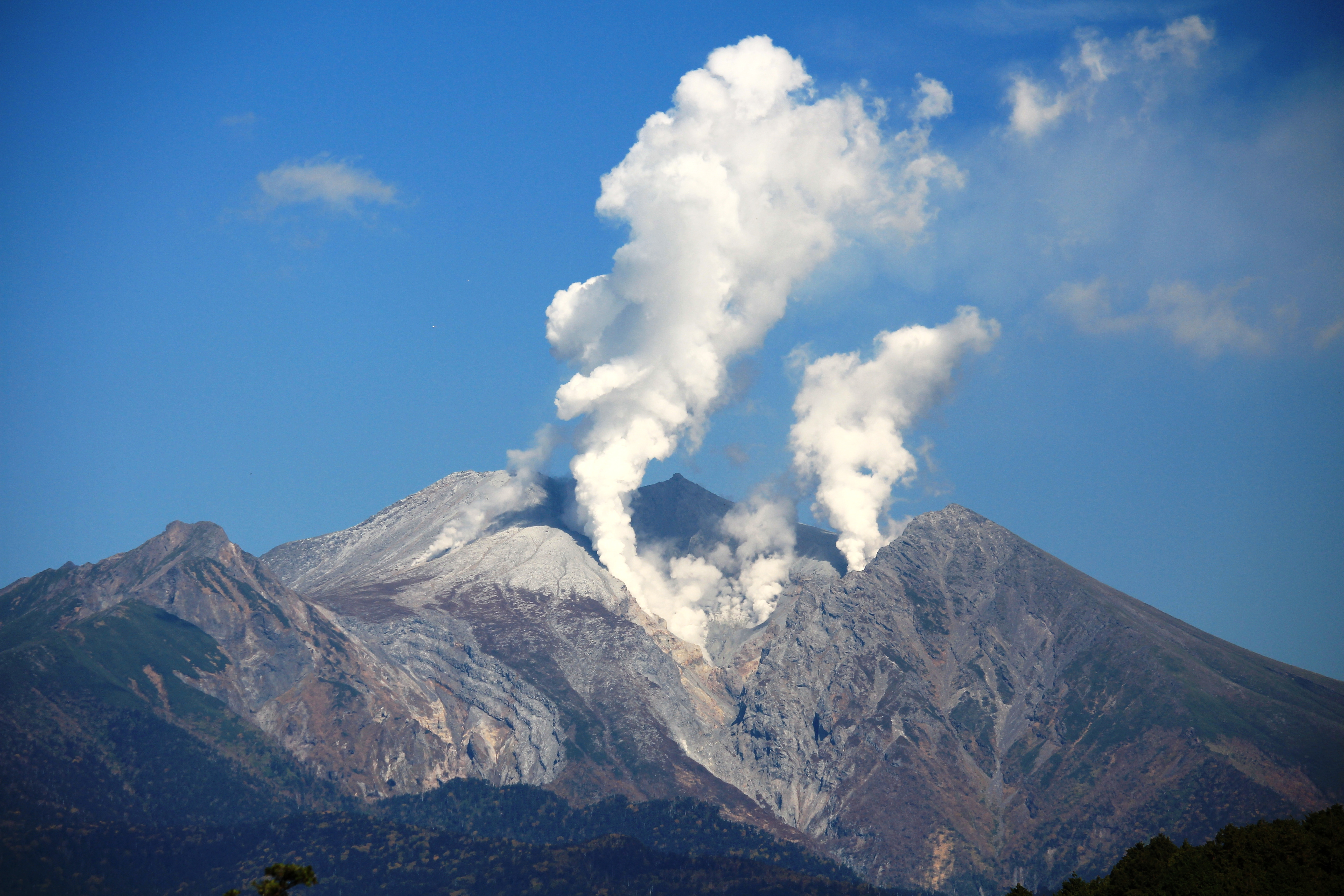
2014年の御嶽山噴火後の火山活動（2014年10月11日）

『御嶽山 地質と噴火の記録』千村出版によれば、774年と1892年に噴火活動があったとされているが、後の研究によりこの2回の噴火は発生していなかったことが明らかとなっている。有史以降最も活発な活動は1979年に始まった。
- 19世紀前半 小規模な噴気活動を示す記録が残る。
- 1968年 気象庁「火山観測指針」 の63活火山に掲載。
- 1975年 気象庁「日本活火山要覧」 の77活火山に掲載。
- 1979年（昭和54年）
地獄谷上部の標高2,700 m付近を西端とし東南東に並ぶ10個の火口群が形成され[9][51]、噴出量は18万トンから20数万トンほどの小規模な噴出量であった[49][80]。最大降灰深度は溫田原で 3cmと報じられた[81]。なお、噴出当初の火山灰は湿り気を帯びハロイサイト、カオリナイト、モンモリロン石などを主成分とする 2 - 3mmkの粒状であった。また、モンモリロン石を含むことから山頂地表下の浅い場所に泥漿溜まりが存在し、その泥漿溜まりが深いところからの高温ガスによって熱せられ爆裂的に噴出したと考えられている[82][83]。約50名の登山者がいたが負傷1名[9]。
  - 4月頃から三ノ池の水の白濁化[57]。
  - 10月28日
    - 噴火の6時間前頃から、山頂直下の地震増加[57]。
    - 5時頃 - 水蒸気爆発が起こり、王滝村役場の職員が頂上付近で高さ150 mの噴煙を確認した[9][61]。
    - 5時15分頃 - 王滝頂上から山頂へ向かった登山者が硫黄臭に気付き、15分後に降灰を受けた[9]。
    - 6時頃 - 王滝口7合目の登山口（田の原）で登山者、頂上付近で黒煙が上昇するのを目撃し、頂上にいた登山者はジェット機に似た音やかなりの煙に気付いた[9]。
    - 9時頃 - 三岳村から白煙が1箇所から上昇しているのが確認され、田の原では白煙が茶色に変わるのが確認された。
    - 9時30分 - 飛行機から山頂の山小屋が黒い火山灰に覆われて、高さ1,000 mの噴煙が東北東に流れているのが確認された。
    - 11時 - 定期航空便が高さ1,800 mの噴煙と下部で灰色の火山灰が上がっているのを目撃し、三岳村では降灰のため暗くなった。
    - 12時 - 長野地方気象台、臨時火山情報第1号発表。
    - 12時30分頃 - キノコ雲状の噴煙が確認された。八合目付近まで噴石が飛ぶ。噴火口付近では、直径1 m程の岩が飛ぶのが確認された。噴煙は、4000mから5000mまで。
    - 15時頃 - 三岳村では降灰が盛ん。開田村では降灰により視界が10-20 m程となり、道路照明自動点灯。
    - 16時頃 - 開田村での降灰徐々に弱まる。
    - 17時頃 - 王滝村から多量の黒い煙が確認され、王滝頂上の山小屋の裏の方では白い噴煙が確認された。王滝口村では多量の降灰が続いていた。
    - 18:45 - 長野地方気象台、臨時火山情報第2号発表。

  - 10月29日 - 噴煙の量は減少して白色に変わり、火山灰の降灰も少なくなった[9][61]。
  - 10月31日 - 噴煙には火山灰が含まれなくなった。

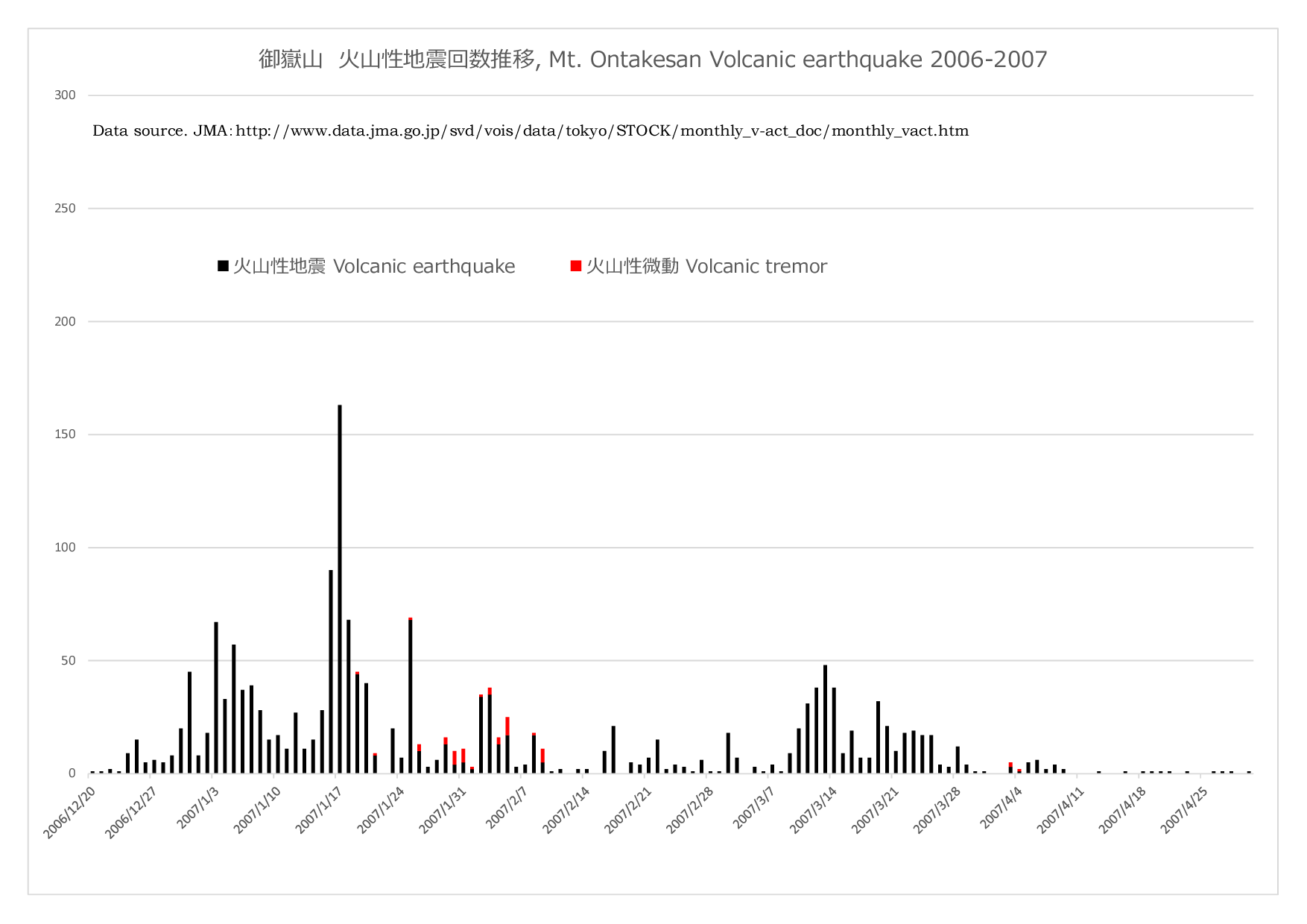
御嶽山 火山性地震回数推移グラフ 2006-2007

- - 11月4日 - 白色噴煙 100m、活動小康状態続く。
  - 12月2日 - 深夜から山頂付近で微小地震と鳴動を観測。微小地震は数日間続く。
  - 12月末 - 噴煙極めて少量。
- 1984年 気象庁『日本活火山総覧』の77活火山に掲載。
  - 9月14日 長野県西部地震
- 1991年（平成3年）5月中旬 - 79-7火口でごく小規模な噴火が起きて、10トン程度の火山灰を噴出した[51]。約1ヶ月前から火山性地震[84]。79火口群の一部の八丁ダルミ直下南と山頂直下南面の地獄谷の上部の噴気孔から噴気活動が続いている。粉体流（火砕流）が発生していたとする報告がある[80]。
- 2004年 微弱な地震と噴気活動[85]。
- 2007年（平成19年）3月16日頃[86] - 79-7火口でごく小規模な噴火が起きた[51][87]。約4ヶ月前から火山性地震と山体膨張、約2ヶ月前から低周波地震と火山性微動[57][88]。
- 2008年（平成20年）3月31日 - 気象庁は、噴火警戒レベルの導入に伴い、噴火予報（噴火警戒レベル1、平常）を発表した[24]。

- 2014年（平成26年）
  - 8月末より火山性地震を観測。
  - 9月27日 - 11時52分に噴火[89]。

### 長野県西部地震による大規模崩壊

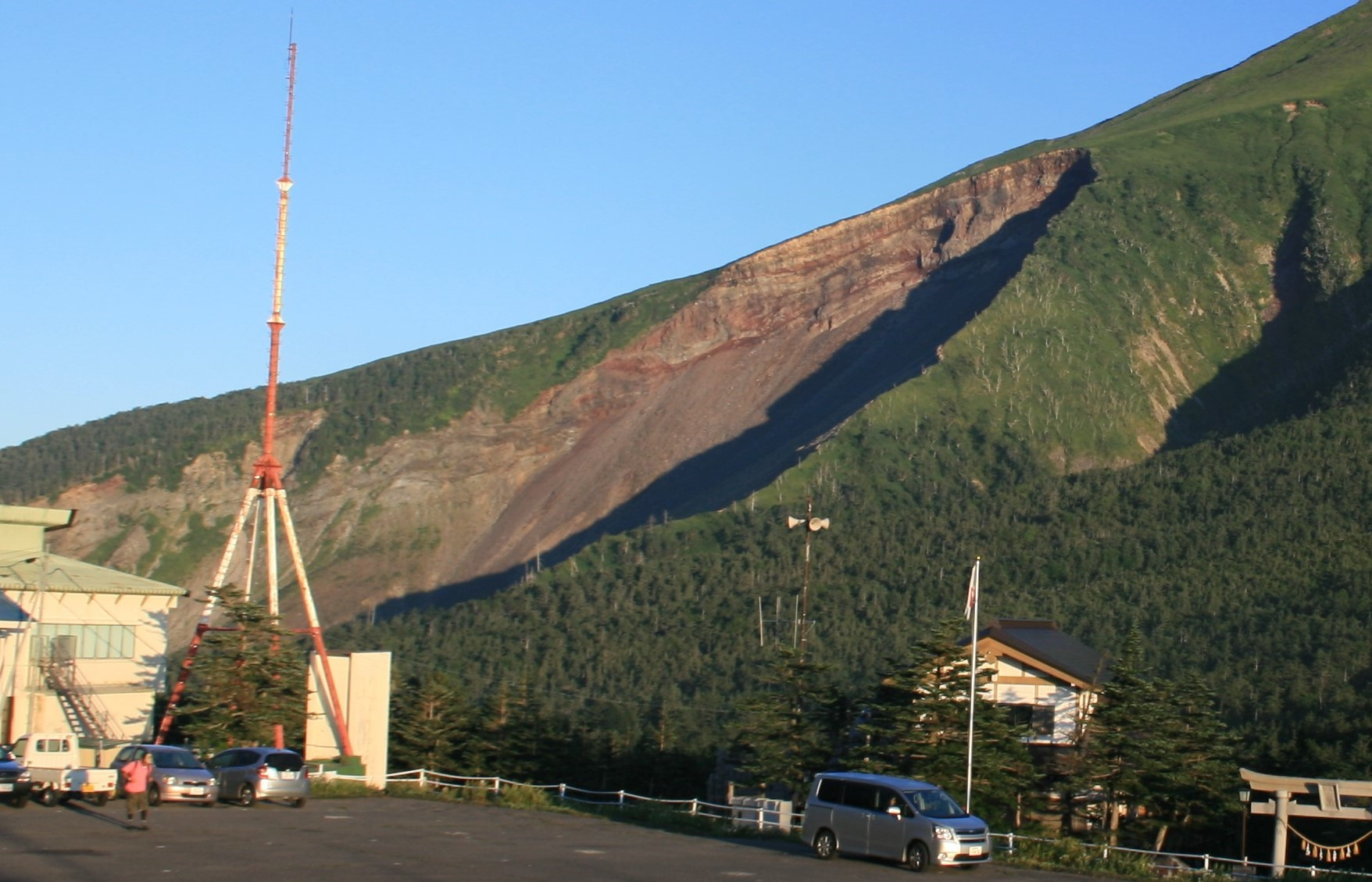
田の原の駐車場から望む御岳崩れと呼ばれる山体崩壊した最上部（2010年8月撮影）

1984年（昭和59年）9月14日8時48分49秒に南山麓で発生した長野県西部地震（M6.8）により、御嶽山南斜面で大規模な山体崩壊が発生した。地震によって崩壊した大量の土砂は木曽川水系の濁川上流部の支流伝上川をかけ下り8分間で王滝川にまで達した。平均80-100 km/h、延長距離約3 kmで、「御岳崩れ」と呼ばれることがある。濁川温泉、住宅、営林署の建物を流失させ、15人が犠牲となった。

### 5つの火口湖
1929年（昭和4年）に、京都大学地理学者の田中阿歌麿が湖沼の調査を行った。御嶽山には、5つの火口湖があり、一ノ池から五ノ池の名前が付けられている。
二ノ池
二ノ池は日本で最も高いところ (2,905 m) にあるお盆形状の水深3.5 mの湖沼とされ、集水面積は湖面の数倍あり、ミクリガ池などの飛騨山脈の火口湖と比べて水位の日変化が40 cm程と大きいのが特徴とされていた。昼夜の気温差による雪解け量の差がその原因である。夏でも雪渓が残り、北西斜面の雪渓の雪解け水・天水・伏流水を集め、水位が極端に上昇した場合には、東端にあるニノ池小屋付近から北東に排水される。1979年の噴火活動の際に、ニノ池に大量の硫黄が流れ込み池の水は酸性度が強くなった。周辺の山小屋ではこの湖水をポンプで送水して宿泊者のためのお風呂の水に利用していた時期もある。
二ノ池については2014年の御嶽山噴火以降に火山灰の堆積が進み、2024年（令和6年）10月に干上がり消滅したと報じられた。
三ノ池
三ノ池は御嶽山で最大の池で、湖盆の平均斜度14.4度、水深が13.3 m、8月初旬の平均水温が表面で9.7 °C低層で9.5 °Cである。三ノ池畔には荒神と白龍王初春姫大神などの神々が祀られていて、三ノ池の湖水は信者の御神水（ごしんすい）とされている。王滝村御嶽神社里宮御神水とともに「信州の名水・秘水」の一つに選定されている。
四ノ池
四ノ池は高層湿原となっていて、小川が流れており、高山植物の群生地となっている。なお、二ノ池北西の斜面の下、賽の河原との間に小さな窪地があり、多雨期には水がたまる。これを六ノ池と呼ぶことがある。賽の河原の西端、シン谷へ落ち込むところに日本最高所の滝 (2,800 m) がある。この谷は兵衛谷となり濁河川と合流して小坂川となって、飛騨川に注いでいる。三ノ池のみにオンダケトビケラ（学名：Pseudostenophylax sp.）の幼虫が生息する。
| 画像 | 名称   | 標高 (m) | 水深 (m) | 備考                                          | 座標                                                                          |
| --- | ------ | -------- | -------- | --------------------------------------------- | ----------------------------------------------------------------------------- |
| 山頂の剣ヶ峰から望む一ノ池とその外輪山（2020年9月28日撮影）                                                     | 一ノ池 | 2,990    |          | 涸れていることが多い                          | （北緯35度53分42.9秒 東経137度28分42.4秒 / 北緯35.895250度 東経137.478444度） |
| 御嶽山の山頂（剣ヶ峰）から望む二ノ池、2014年の御嶽山の噴火に伴い、多くの範囲に火山灰が堆積（2021年10月5日撮影） | 二ノ池 | 2,905    | 3.5      | 日本の最高所の湖沼 北東岸にニノ池小屋         | （北緯35度53分51.4秒 東経137度28分52.0秒 / 北緯35.897611度 東経137.481111度） |
| 摩利支天山方面から望む三ノ池（2014年9月6日）                                                                    | 三ノ池 | 2,720    | 13.3     | 湖岸線の延長が705 m 湖盆平均斜度14.4度        | （北緯35度54分27.1秒 東経137度29分11.3秒 / 北緯35.907528度 東経137.486472度） |
| 三ノ池方面から望む四ノ池と継子岳（2013年7月9日）                                                                | 四ノ池 | 2,690    |          | 高層湿原から東に沢が流れる                    | （北緯35度54分41.8秒 東経137度29分14.8秒 / 北緯35.911611度 東経137.487444度） |
| 摩利支天山から望む五ノ池と五の池小屋（2014年9月6日）                                                            | 五ノ池 | 2,790    |          | 残雪期と降水後に水がある 池の北側に五の池小屋 | （北緯35度54分32.5秒 東経137度29分1.3秒 / 北緯35.909028度 東経137.483694度）  |

### 滝が非常に多い山
「御嶽山は滝の山である」と言われるほど、御嶽山を源とする河川には滝が多い。地形が急峻で高低差が大きいこと、独立峰で山体が大きいこと、降水量が多いこと、豊かな森林を育んでいて水が涸れることがないことなどがその成因となっている。人が近づきにくいところにあるものが多いが、黒沢口から油木尾根の遊歩道沿いにある百間滝（西野川の支流の南俣川）、開田高原の尾ノ島滝、王滝口の滝・清滝、濁河温泉付近の仙人滝・緋の滝、日本の滝百選に選ばれた根尾の滝など、比較的簡単に目にすることができる滝もいくつかある。新滝と清滝は御嶽教の行場で、新滝には洞窟がありここに籠って断食を行い滝に打たれる行場となっている。冬に新滝（落差約30 m）と清滝は氷柱となる。黒沢口四合目の霊神場周辺には、日ノ出滝、明栄滝、大祓滝、松尾滝などがあり不動明王などの神霊が祀られた行場となっている。下呂市小坂町には落差5 m以上の滝が200以上あり、多数の小坂の滝めぐりコースが紹介されている。

### 御嶽山は飛騨山脈に含まれるのか

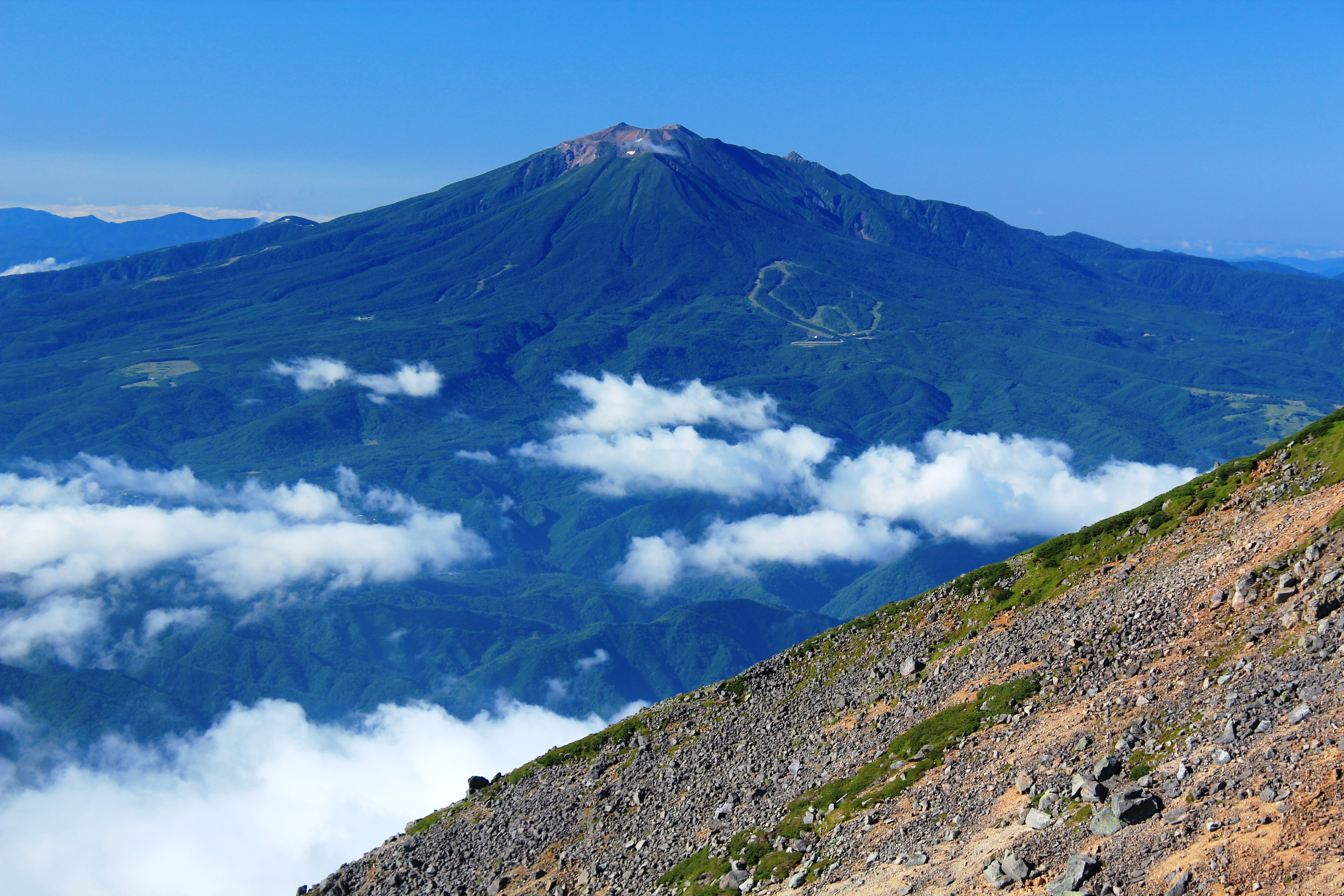
飛騨山脈南部の乗鞍岳から望む御嶽山

御嶽山は北アルプス（飛騨山脈）の延長線上にあり、北アルプスに含めるという説もあるが、北側の乗鞍岳との間には稜線らしき峰々はほとんどないため、一般的には御嶽山は飛騨山脈には含まれないというのが定説である（ただし、旧乗鞍火山帯には含まれる）。しかし、間を横切る河川は1本もないのも事実であり、明確な結論は出ていない。著名登山家でも意見は分かれている。なお、ガイドブック等で日本アルプスを3つに分けて紹介する場合、中央アルプスの山数が少ないので御嶽山を中央アルプスと合わせて掲載されるケースが多々ある。このため、御嶽山を中央アルプスの山と思いこんでいる人も数多く存在するが、中央アルプスとの間には木曽川が流れており、明らかに中央アルプスには属さない。国土地理院の日本の主な山岳標高の一覧では、鎌ヶ峰までが「飛騨山脈南部」、御嶽山は「御嶽山とその周辺」とされている。御嶽山と鎌ヶ峰との鞍部には長峰峠（標高約1,350 m）がある。

## 歴史・信仰
御嶽山は山岳信仰の山である。通常は富士山、白山、立山で日本三霊山と言われているが、このうちの白山又は立山を御嶽山と入れ替えて三霊山とする説もある。日本の山岳信仰史において、富士山（富士講）と並び講社として庶民の信仰を集めた霊山である。教派神道の一つ御嶽教の信仰の対象とされている。最高点の剣ヶ峰には大己貴尊とえびす様を祀った御嶽神社奥社がある。鎌倉時代御嶽山一帯は修験者の行場であったが、その後衰退していった。室町時代中期に神沢杜口の随筆『翁草』巻162で
と記載されていて、山頂の御嶽神社奥社登拝に当たり麓で75日または100日精進潔斎の厳しい修行が必要とされ、この厳しい修行を行った者だけに年1回の登拝が許されていた。この「道者」と呼ばれる木曽谷の人々による登拝が盛んとなった。1560年（永禄3年）6月13日に木曽義昌が、従者と共に武運を祈願するために御嶽神社の里宮で100日の精進潔斎を終えた後に登拝した。江戸時代前期の行脚僧円空も登拝し、周辺の寺院で多くの木彫の仏像を残している。1785年（天明5年）に尾張春日井郡出身の覚明行者が、旧教団の迫害を退けて地元信者を借りて黒沢口の登拝道を築き、軽い精進登山を普及させるに成功し、厳しい修行をしなくても水行だけで登拝できるようになった。その後、普寛行者が王滝口を開いた。江戸時代に、王滝口、黒沢口および小坂口の3つの道が開かれることにより、尾張や関東など全国で講中（普寛講他）が結成されて御嶽教が広まり、信仰の山として大衆化されていった。江戸時代末期から明治初期にかけて毎年何十万人の御岳講で登拝され賑わっていた。江戸時代末期の『信濃奇勝録』で、
と記載されている。1868年（明治元年）に黒沢口の8合目には「女人堂」が御嶽山で最初に山小屋としての営業を開始し、この上部への女性の立ち入りが禁止されていたが、1872年の太政官通達により他の国内の山と比較して早くから女人禁制が解かれた。

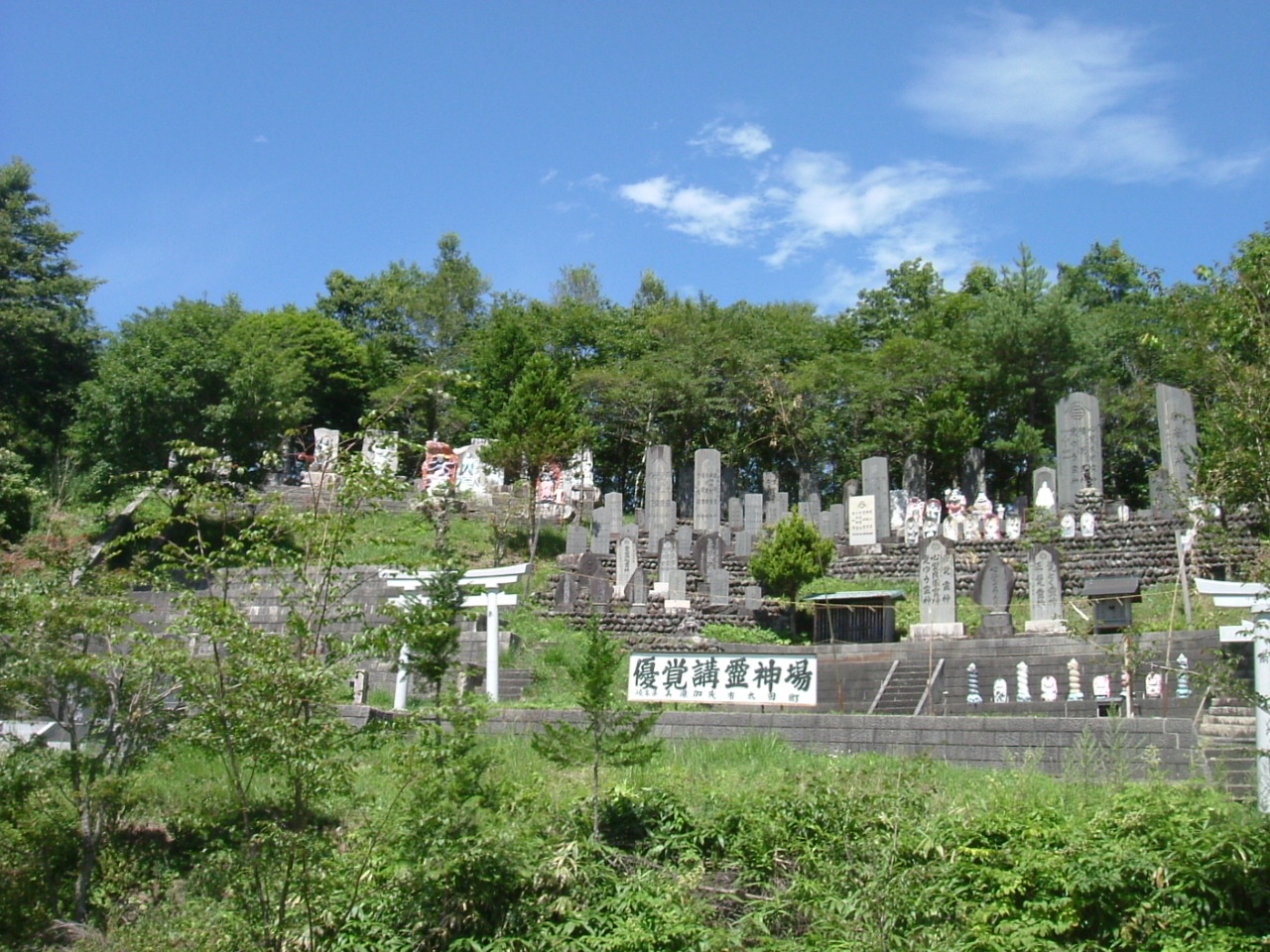
登山道沿いにある優覚講霊神場

王滝口と黒沢口の参道には多数の霊場と修行場跡がある。御嶽信仰では自然石に霊神（れいじん）の名称を刻印した「霊神碑」を建てる風習がある。黒沢口の参道には登拝者を祀った約5,000基の霊神碑があり、王滝口の参道にも多数の霊神碑が並ぶ。御嶽神社には蔵王権現が祀られていて、遠く離れた鳥居峠や和田峠などの遥拝所に御嶽信仰の石碑や祠が設置されている。江戸時代後期の絵師谷文晁が『日本名山図会』この山を描いて、名山として紹介した。林道黒石線と白崩林道の有料道路や御岳ロープウェイの開業に伴い、ひのき笠と金剛杖の白装束の信者で埋め尽くされていた登拝道に、一般の登山者が混じるようになってきた。1985年（昭和60年）以降に山腹に4つのスキー場が建設された。

### 御嶽神社
御嶽大神と呼ばれる国常立尊、大己貴命、少彦名命を祭神とする。王滝口に里宮と黒沢口に里宮と若宮があり、木曽御嶽神社王滝口の奥社は王滝頂上、木曽御嶽神社黒沢口の奥社は山頂の剣ヶ峰にある。1882年（明治15年）6月に、小谷分喜が『御嶽神社社略縁起』を出版した。1944年（昭和22年）に御嶽教などの教団と御嶽神社が「木曽御嶽山奉賛会」を設立し、その後「御嶽山奉賛会」と改称し神社の運営を行っている。1984年（昭和59年）9月14日の御嶽山直下を震源とした長野県西部地震で一合目の里宮の拝殿と末社が半壊し、行場の清滝は滝つぼが土砂に埋まった。御嶽神社黒沢口では太々神楽が奉納されている。
- 木曽御嶽神社黒沢口

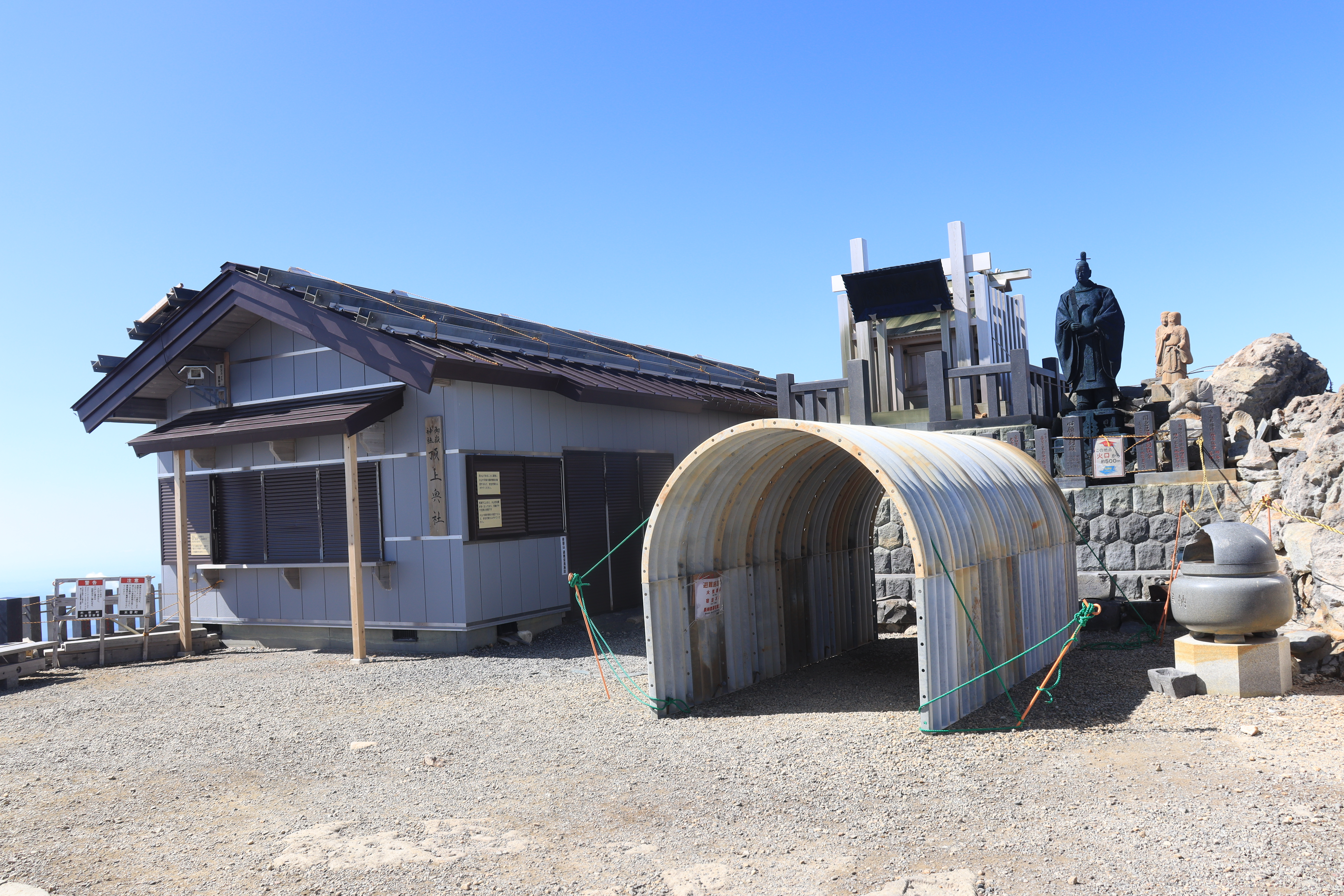
最高点の剣ヶ峰にある御嶽教総本山の御嶽神社黒沢口奥社本宮と避難シェルター（2020年）

  - 里宮 - 黒沢口、所在地は木曽町三岳6687、少彦名命を祭神とする。
  - 若宮 - 1385年（至徳年間）黒沢口に再興された[121]。大己貴命を祭神とする。
  - 頂上奥社本宮 - 御嶽山頂上（剣ヶ峰）、大己貴命と少彦名命を祭神とする[122]。
- 木曽御嶽神社王滝口
  - 里宮 - 王滝口1合目にあり、1484年（文明16年）に再建され、御嶽山登拝前の精進潔斎の参籠のための行場であった。古くは、「岩戸権現」と呼ばれ[123][113]、明治以前は王御嶽岩戸座王権現が祀られていたが[122]、現在は国常立尊、大己貴命、少彦名命を祭神とする。王滝頂上にある木曽御嶽神社王滝口頂上奥社本宮

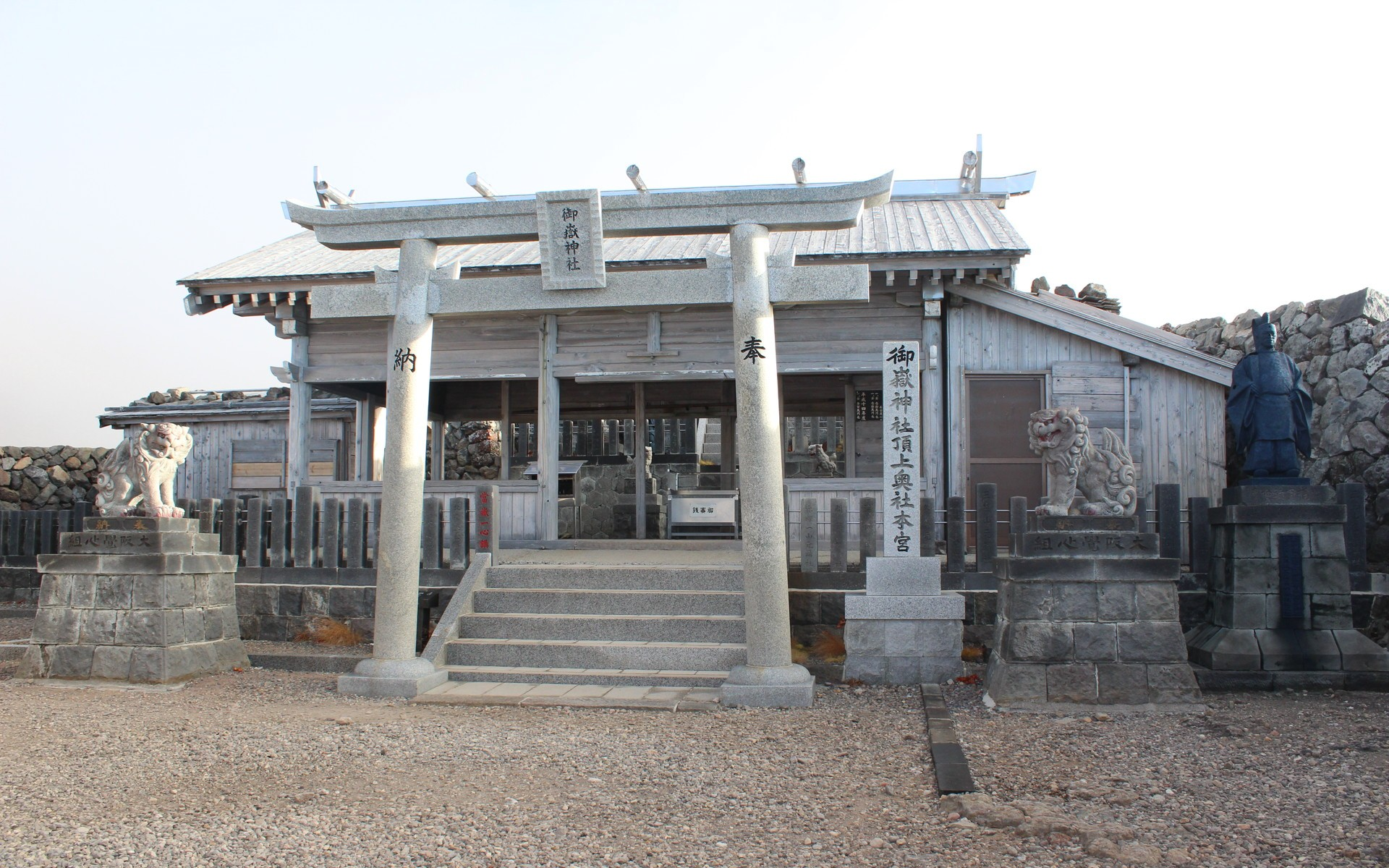
王滝頂上にある木曽御嶽神社王滝口頂上奥社本宮

  - 頂上奥社本宮 - 頂上の剣ヶ峰、かつては日ノ権現が祀られていたが、現在は国常立尊、大己貴命、少彦名命を祭神とする[124]。
- 八海山神社 - 王滝口5合目、眼病平癒
- 三笠山神社 - 王滝口7合目の三笠山頂上、道中安全、交通安全
- 田ノ原大黒天 - 王滝口5合目の田の原、商売繁盛、開運
- 御嶽神社飛騨口里宮 - 濁河温泉登山口

### 御嶽の四門
遠方から御嶽の登拝にやってきて最初に御嶽山を望むことができる場所が「御嶽の四門」と呼ばれていて、鳥居などが設置された御嶽山の遥拝所がある。これらは仏教の四門として、岩郷村神戸が発心門、長峰峠が菩薩門、三浦山中が修行門、鳥居峠が涅槃門にたとえられていた。木曽福島から黒沢口への古道の合戸峠や姥神峠などにも御嶽遥拝所があった。
- 岩郷村神戸 - 中山道を京方面から最初に御嶽山を望める箇所[127]、現在の木曽町、山頂の東南東19.8 km。
- 長峰峠 - 鎌ヶ峰との鞍部 - 覚明行者系の空明行者によって再興された御嶽大権現の碑が設置されている[125][127]。山頂の北北東10.4 km。
- 三浦山中 - 戦乱で焼失したと記録されている[127]。阿寺山地の拝殿山、山頂の南西17.2 km。
- 鳥居峠 - 中山道、山頂の東北東29.2 km。木曽義元が戦勝祈願のため、御嶽遥拝の鳥居を建造した。普寛行者系の一心行者の石像が設置されている。

### 御嶽信仰を広めた行者

#### 覚明行者

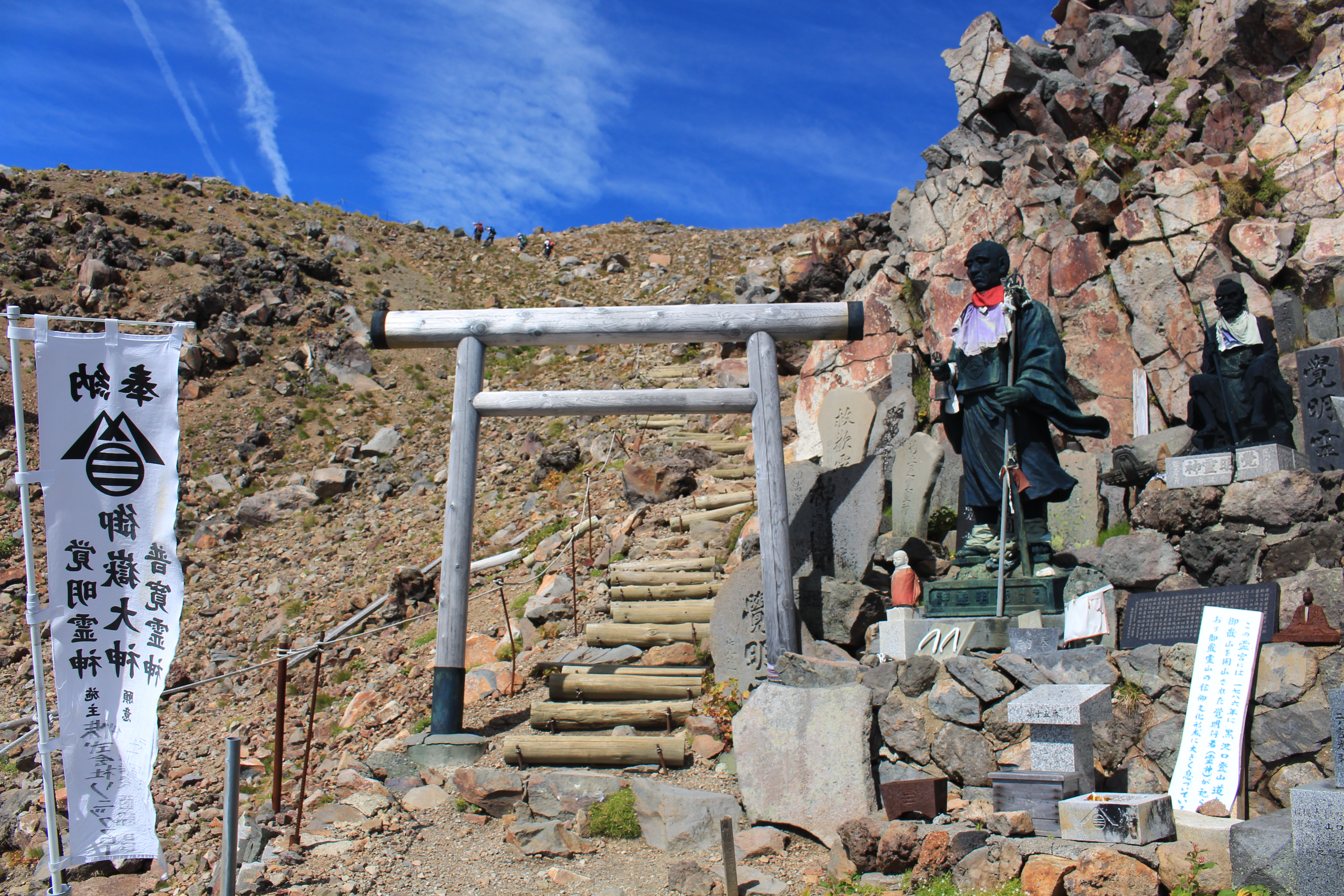
黒沢口の登山道の九合半にある覚明行者の霊場。覚明行者は1785年（天明5年）に黒沢口を開き、翌年登山道の改修中にニノ池畔で病に倒れ、覚明堂（山小屋）の傍らにあるこの場所に埋葬された。

覚明行者（かくめいぎょうじゃ）は、1718年（享保3年）3月3日に尾張国春日井郡牛山村皿屋敷の農夫丹羽清兵衛（左衛門）と千代の子として生まれ、幼名は源助で後に仁右五衛門に改名、幼少期は新川村土器野新田の農家で養われていた。出身地の愛知県春日井市立牛山小学校の校歌で、「北に御岳見はるかす 覚明行者の産湯の街に」と歌い込まれている。1818年（文政元年）10月の『連城亭随筆』で「医師の箱持ちをした後お梅と結婚し餅屋を開き商いをしていた」と記録されている。ある時予期せぬ出来事（盗みを働いたと疑われたことがきっかけとする説がある）が起こり、各地で巡礼修行をして行者となった。木曽谷の村々で布教活動を行い信者を増やした。1782年（天明2年）御嶽山を管轄する神職武居家と尾張藩木曽代官山村氏に登山許可の請願を行ったが、数百年に渡る従来の登拝型式（精進潔斎）を破ることになるため却下された。しかし登山許可がないまま1785年（天明5年）6月8日に地元住民8名と、6月14日には尾張の38名の信者らと、6月28日には約80名を引き連れて強引に登拝を行った。登拝したものは罪を受け、覚明行者も21日間拘束を受けたとされている。1786年（天明6年）にも多数の同志を引き連れて登拝を強行し黒沢の登山道の改修を行ったが、その最中の6月20日にニノ池畔で病に倒れ、その直下にある黒沢口九合目の覚明堂の宿舎上の岩場に埋葬された。山小屋「覚明堂」の横に覚明行者の霊場が現存する。その後覚明行者の志を受け継いだ信者により黒沢口の登山道の改修が完結され、覚明行者が強行登拝したことによって事実上の「軽精進による登拝解禁」となった。信者が増加し福島宿に経済効果が生まれるようになったこともあり1791年（寛政3年）6月には麓の庄屋が連名で武居家に軽精進登拝の請願を提出し、1792年（寛政4年）1月1日に許可が下された。6月14日から6月18日まで間に、入山料200文を徴収し、軽精進による登拝を認めるという規定が作られた。1850年（嘉永3年）に上野東叡山日光御門主から菩薩号が授与された。覚明行者は麓の開田西野で村人に「アカマツの苗が育てば必ず稲ができる」と教え、村人が苗を植えたら育ったことから開田の地名が生まれ、その由来が1806年（文化3年）に設置された稗田の碑に刻まれている。御嶽山を中興開山させた先駆者とされている。

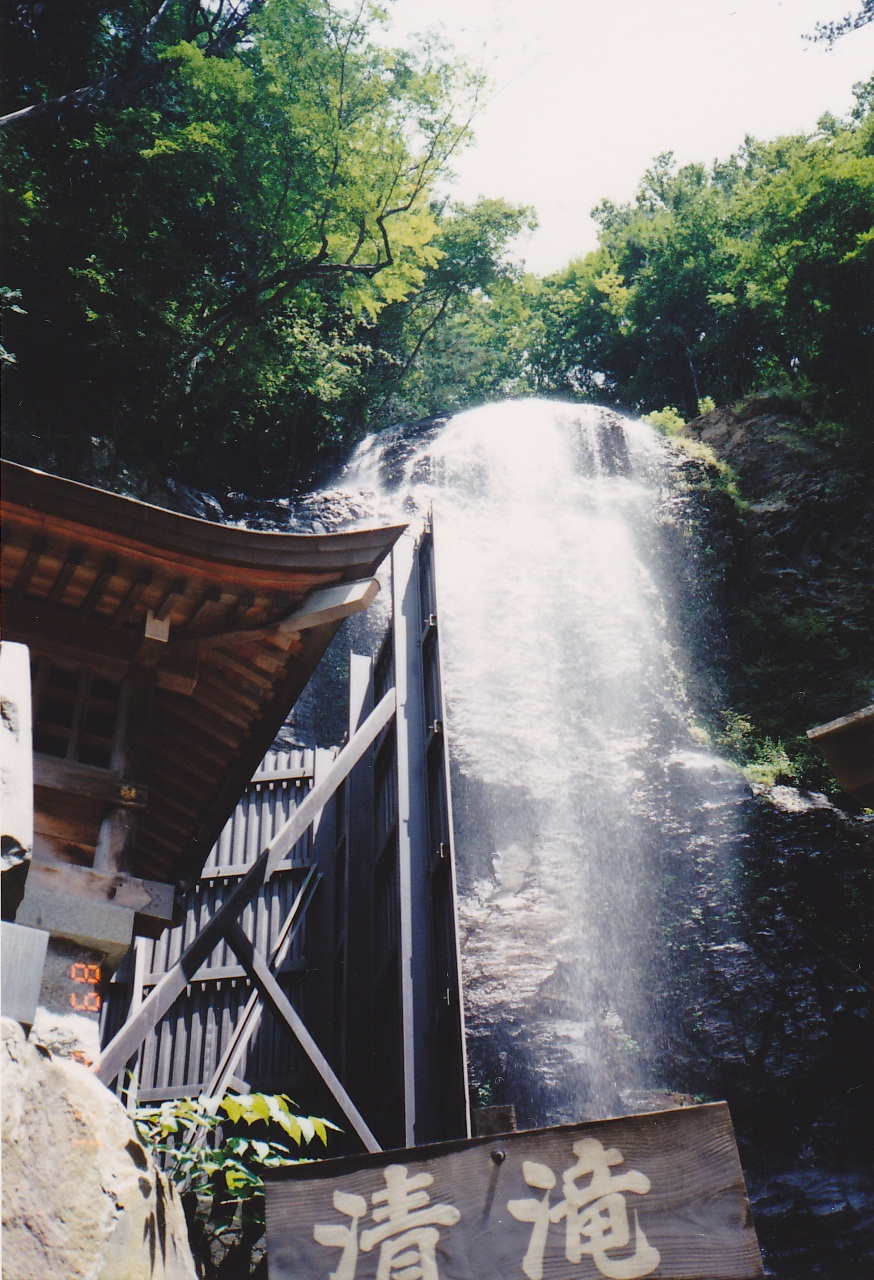
王滝口三合目の清滝、清滝不動明王が祀られ、登拝者が水行を行う行場となっている。

#### 普寛行者
普寛行者（ふかんぎょうじゃ）は、1731年（享保16年）に武蔵国秩父郡大滝村落合で生まれ（本名が本明院普寛）、青年期に江戸へ出て剣術を学び、酒井雅楽頭家に仕えたと伝えられている。1764年（明和元年）三峯神社に入門した本山派の修験者となった。1792年（寛政4年）5月に江戸などの信者を引き連れて開山のために旅立ち、6月8日から山に入り各地で御座（おざ）を行いながら6月10日に登拝し王滝口を開いた。その後江戸方面での御嶽講を組織し御嶽信仰を普及させた。1794年（寛政6年）には上州の武尊山、1795年（寛政7年）には八海山の開山を行い霊山の開山活動を続けた後、1801年（享和元年）9月、巡錫中に武州本庄宿で病に倒れた。普寛行者は
の辞世の歌を残している。王滝口3合目の清滝上の花戸には普寛行者の墓塔がある。1850年（嘉永3年）に上野東叡山日光御門主から菩薩号が授与された。1890年（明治23年）王滝村で普寛行者百年祭が開催され記念碑が建立された。普寛行者の直弟子として広山行者、泰賢行者、順明行者などがいて、その後次々に有力な行者が現れて御嶽講が広まった。

### 御嶽講
御嶽山の登拝は行者と信者が一緒にその聖地を巡礼する旅（御嶽参り）でもある。講者ごとに先達（せんだつ）に導かれて集団で登拝されることが多い。普寛行者の没後有力な行者が次々と現れ、この信仰により病苦が救われると信頼され、最初に江戸など関東地方に普寛行者系の御嶽講社が開かれた。その後、普寛行者の弟子である儀覚行者（きかくぎょうじゃ、1769-1841年）が東海地方に宮丸講を初めて開き、覚明行者系の講社が愛知県を中心に西日本へと広まった。濃尾平野の農民は木曽川の水源となる御嶽山を水分神の山として尊崇していた。木曽谷の地域でも普寛行者系の講社が次々と結成された。各講の先達の魂は霊神として、その碑が御嶽山の登拝道に鎮められている。この「死後我が御霊はお山にかえる」という信仰に基づく霊神碑が御嶽山信仰の特徴の一つである。江戸時代から関東や尾張から中山道が利用されていたが、1919年（大正8年）の中央本線が全線開通すると木曽福島駅から御嶽山へ歩き始めるようになった。1923年（大正12年）に木曽森林鉄道が敷設された後、木曽福島駅から黒沢と王滝までおんたけ交通の乗合バスが利用されるようになった。1966年（昭和41年）に有料道路林道黒石線が全線開通すると貸切バスで直接王滝口の田の原へ入ることができるようになり、1971年（昭和46年）有料道路白崩林道が全線開通すると貸切バスで直接黒沢口の中の湯まで入ることができるようになった。現在は天気が安定している7月下旬から8月中旬頃に1泊2日または2泊3日で登拝が行われることが多い。黒沢口から8合目の女人堂を経て山頂を往復するか、黒沢口から山頂を経て王滝口へ下るルートで登拝されるか、王滝口から山頂を往復するか、王滝口から山頂を経て8合目の女人堂を経て黒沢口へ下るルートで登拝されることが多い。

### 宗教教団

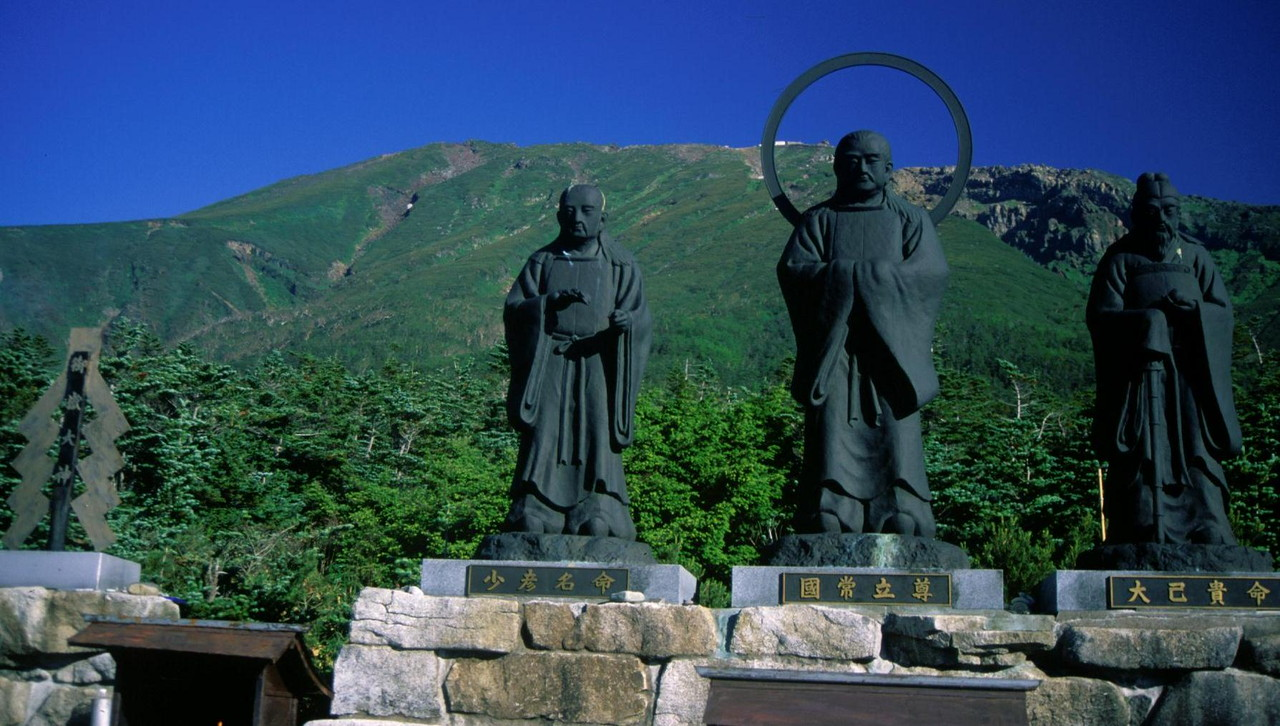
王滝口7合目から望む御嶽山、御嶽大神と呼ばれる少彦名命、国常立尊、大己貴命の祭神。

御嶽教、木曽御嶽本教、神進大教、神理教、禊教、大成教、神道修成派、丸山教、稲荷教、天台宗寺門派や古くは講社と呼ばれていた旧教派神道系の教団などの御嶽信仰の教団がある。

#### 御嶽教
御嶽教（おんたけきょう）は、奈良県奈良市に教団本部（御嶽山大和本宮）を置く教派神道で、神道十三派の一つ。御嶽教の山の本部である木曽大教殿が長野県木曽町福島新満郡にある。1984年（昭和59年）4月に、日本全国に御嶽教の教会、枝教会、布教所が978（愛知県263、岐阜県98、埼玉県47、長野県40など）ほどあった。

#### 木曽御嶽本教
木曽御嶽本教（きそおんたけほんきょう）は、1946年（昭和21年）に覚明行者系の講社などが結集して設立された御嶽信仰の宗教教団。総本庁と天昇殿事務所が木曽町三岳にある。御嶽神社を宗祠とし、初代の管長は黒沢御嶽神社宮司の武居誠。

### 御嶽山の人間史
- 702年（大宝2年）6月 - 役小角が開山し[5]、高根道基が山頂の剣ヶ峰に御嶽神社奥社を創建したとされている[37][113]。
- 774年（宝亀5年） - 信濃国司の石川望足 （石川朝臣）が勅を受けて登頂し、大己貴命と少彦名命の二神を祀り悪疫退散を祈願した[37][121]。
- 925年（延長3年） - 白河少将重頼が登拝し、御嶽神社奥社の神殿を建造したとされている[113]。

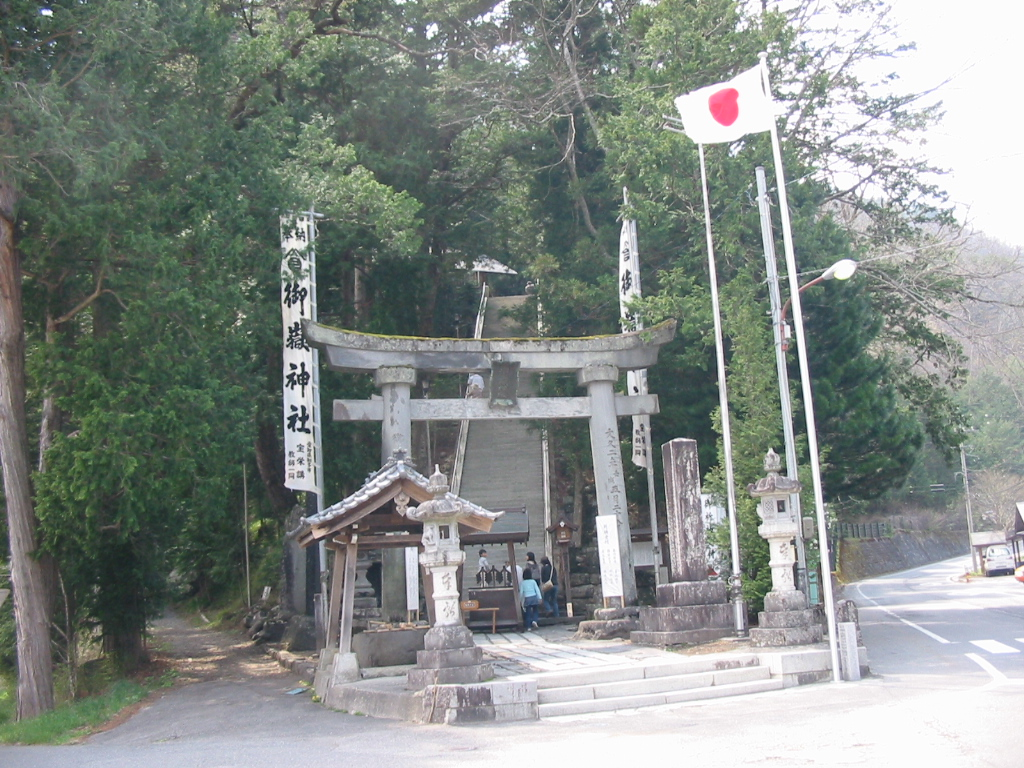
黒沢御嶽神社里宮

- 928年（延長6年） - 醍醐天皇の勅使により、黒沢口に御嶽神社里宮が建造された[121]。
- 1161年（応保元年）- 後白河天皇の勅使が登山参拝されたと伝えられている[121]。
- 1177年-1184年（治承元年-寿永3年） - 木曾義仲が打倒平氏を祈願するために登ったと伝えられている[5]。
- 室町時代 - 修験者の登拝が盛んになった。
- 1492年-1500年（明応-大永年間） - 木曽義元が小笠原氏を打倒し、藪原峠に御嶽遥拝の鳥居を建造した[121]。
- 1503年（文亀3年） - 王滝村祚宜彦五郎が『王御嶽登山清女行法巻』の祭文を書写[121]。
- 1507年（永正4年） - 王滝村祚宜彦五郎が『王御嶽蔵王権現祭祀祝詞』を書写[121]。
- 1560年（永禄3年）6月13日 - 木曽義昌が従者と共に武運を祈願するために登頂した[92][121][注釈 9]。
- 1591年（天正19年） - 王滝村祚宜滝六郎右ヱ門が『嶽由来記』を記す[121]。
- 1593年（文禄元年） - 王滝村祚宜滝六郎右ヱ門が『御嶽山縁記』を書写[121]。
- 1686年（貞享3年）-7月円空上人が修行登拝。
- 1716年-1735年（享保年間） - 本草学者の丹羽正伯らが山域で生薬の採集や調査を行った[154]。
- 1719年（享保4年）6月15日 - 「山村家給人古畑助三郎以下四十一名」の道者が登拝したと記録されている[121][155]。
- 1785年（天明5年） - 尾張の覚明行者によって黒沢口が開かれた[113]。御嶽信仰の山として江戸時代に、一般にも開放されるようになった[5][156]。
- 1791年（寛政3年） - 小坂口が開かれた。
- 1792年（寛政4年） - 代官山村良喬により御嶽山の軽精進登山が許可され、武居家から「登山に付谷中へ通達の事」が通達された[112][157][156]。
  - 6月 - 武蔵の普寛行者が王滝口を開いた[5][113]。
- 1849年（嘉永2年） - 普寛行者の弟子である寿光行者が御嶽山の霊草百種を採り集め、煎じて生薬としたと伝えられている[158]。
- 1861年（文久元年） - 剣ヶ峰の御嶽神社奥社の祠の石垣の改修が行われ、700枚ほどの大観通宝が出土した[159]。
- 1872年（明治5年） - 太政官通達により神社仏閣地の女人禁制が解かれた。
- 1907年（明治40年） - 御嶽山上に御嶽夏季郵便局が開設された[93]。
- 1925年（大正14年） - 御嶽自動車商会（現在のおんたけ交通）が開業[93]。
- 1952年（昭和27年）3月3日 - 長野県側の山域が御岳県立公園に指定される[22]。
- 1954年（昭和29年）3月 - 王滝口、自動車道路の建設開始。
  - 8月8日 - 山頂直下の八丁ダルミに、御嶽教の斎場である「御嶽山頂上祭場」（日本で最高所の火葬場）が造られ、毎年「御嶽山大御神火祭」が斎行されるようになった[152]。
- 1961年（昭和36年）- 南山麓に牧尾ダムが完成し中京圏の水がめとして上水道、工業用水、かんがい用水を供給している。
- 1966年（昭和41年）- 王滝口、有料道路林道黒石線（現在の村道41号線）が田の原まで全線開通。

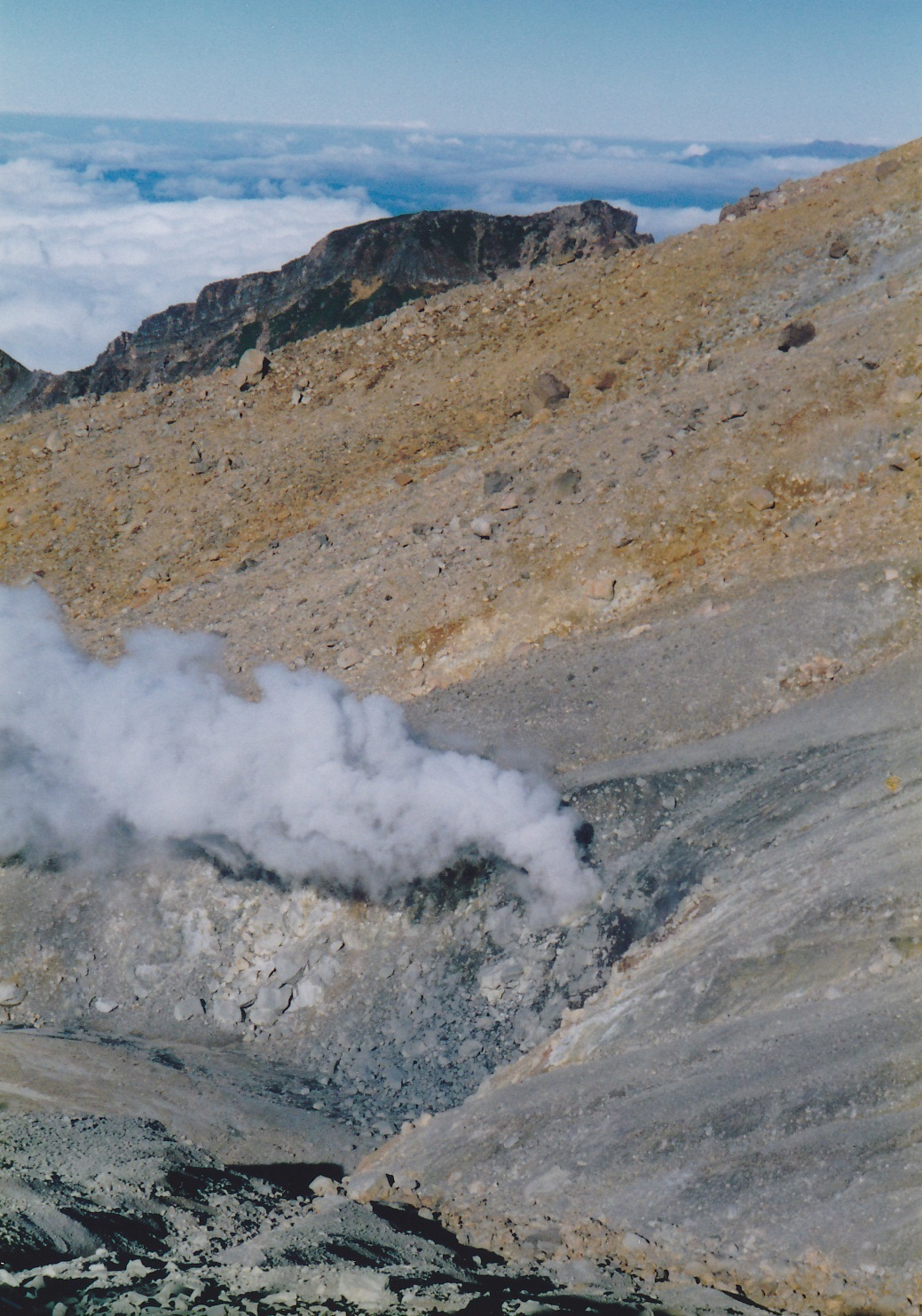
1979年の水蒸気爆発でできた大ダルミ直下南の噴気孔からの噴煙（1990年10月10日）

- 1971年（昭和46年）- 黒沢口、有料道路白崩林道が中の湯まで全線開通。
- 1979年（昭和54年）10月28日 - 南西側斜面で水蒸気爆発が発生し、有史以来の噴火となった[51]。
- 1984年（昭和59年）9月14日8時48分49秒 - 御嶽山直下を震源としたM6.8の長野県西部地震が発生し[58]、剣ヶ峰南南東の伝上川上流で山体崩壊が発生し、岩屑なだれが流れ下った王滝川沿いの山麓に多大な被害をもたらした[160]。この際、濁川温泉（現存せず）が流失し、経営者一家が行方不明になった。
- 1985年（昭和60年）- 東南東山腹におんたけスキー場（現在のおんたけ2240）が開業。
- 1989年（平成元年） - 御岳ロープウェイが開業し、通年運行され、冬はスキー場、その他のシーズンは、観光客や登山者に利用されている。
- 1996年（平成8年） - 東山腹に開田高原マイアスキー場が開業。
- 1997年（平成9年）4月1日 - 有料道路林道黒石線無料開放化。
- 1998年（平成10年）- 北岳山腹にチャオ御岳スノーリゾートが開業。
- 1999年（平成11年）4月1日 - 岐阜県側の山域が御嶽山県立自然公園に指定される[23]。
- 2004年（平成16年）3月1日 - 麓の小坂町及び萩原町、下呂町、金山町、馬瀬村が合併して下呂市が誕生した。
- 2005年（平成17年）2月1日 - 麓の朝日村、高根村及び高山市、丹生川村、清見村、荘川村、宮村、久々野町、国府町、上宝村の1市2町7村が編入合併し新しい高山市となった。
  - 11月1日 - 麓の開田村、三岳村及び木曽福島町、日義村が合併して木曽町となる。
- 2007年（平成19年）11月13日-11月14日 - 木曽町で日本山岳修験学会（木曽御嶽学術大会）が開催される[161][162]。
- 2014年（平成26年）9月27日 - 南東斜面で発生した水蒸気爆発によって、58人が死亡し、5人が行方不明となるという戦後最悪の火山災害が発生した（2014年の御嶽山噴火）。

## 御嶽山の環境
1757年（宝暦7年）に松平君山が『吉蘇志畧』を刊行し、御嶽山について
と記載し、ハイマツ、コマクサ、オンタデ、オコジョなどの解説とホシガラス、ライチョウなどの鳥類の詳細なスケッチを残している。標高3,000 mを越える高山であり、『木曽節』では「木曽の御嶽夏でも寒い袷やりたや足袋添えて」と歌われている。1979年(昭和54年）の噴火による荒廃で黒沢口登山道九合目の石室山荘周辺のハイマツが枯れたが、21世紀初頭の2002年-2003年頃から若芽が確認されている。御嶽山のコマクサの昔話がある。王滝口登山道にある田の原天然公園を中心に約830 haが、木曽御岳自然休養林に指定されている。田中澄江は著書『花の百名山』で、代表する花に一つとしてリンネソウを紹介した。標高1,500m以下の山麓では、ヒノキ、アスナロなどの木曽五木が見られる。1836年（天保7年）に西山麓の下呂市小坂町赤沼田で植栽されたヒノキの人工林が、1993年（平成5年）に林野庁により「赤沼田天保ヒノキ植物群落保護林」の指定を受けた。木曽町三岳では「御嶽黒光真石」と呼ばれる安山岩が産出され、御嶽信仰の霊神碑にも利用されていた。現在も麓の田中石材店などで石材加工が行われている。

### 御嶽山の動物

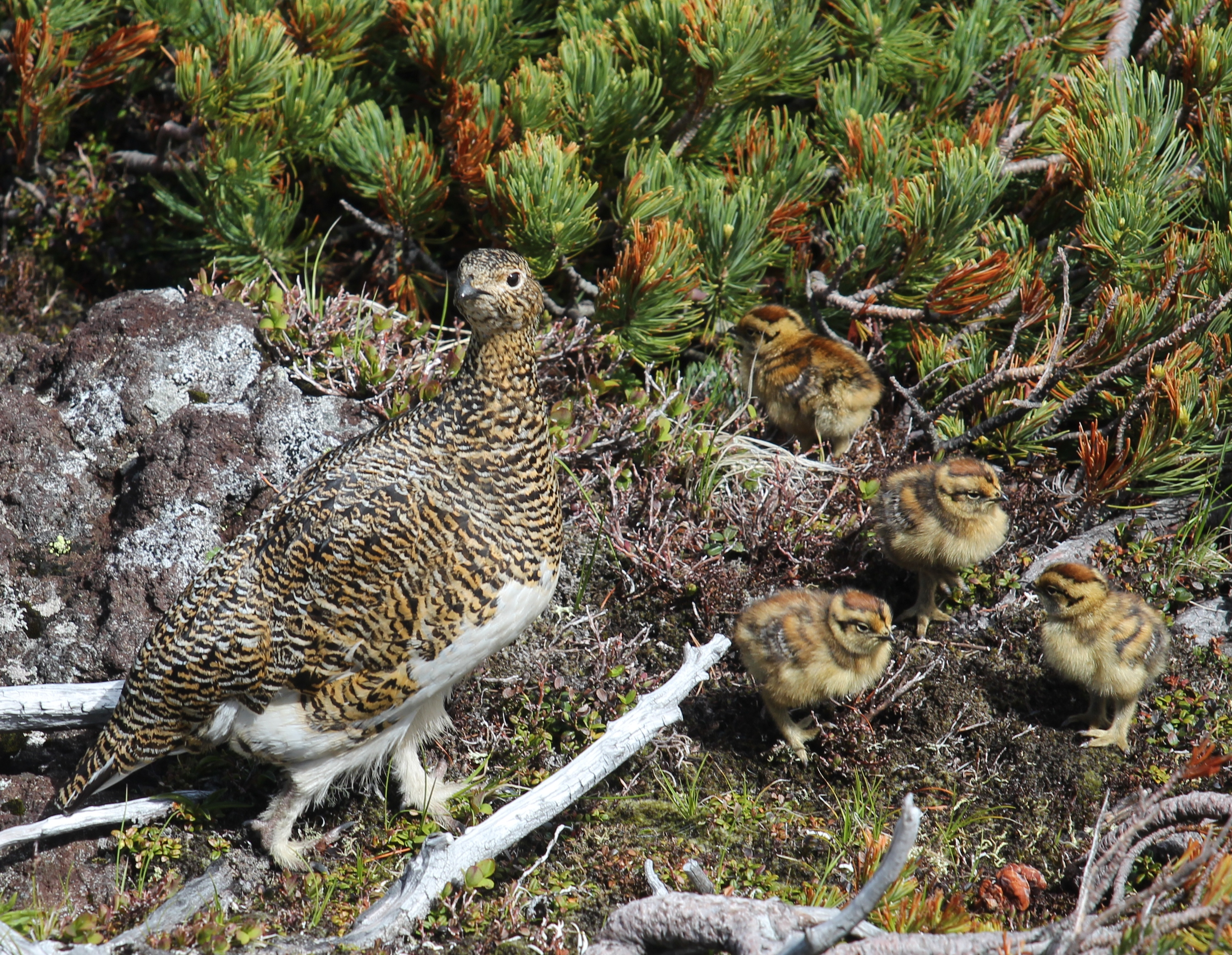
ハイマツ帯に生息する国指定特別天然物のライチョウ（夏羽のメスと4羽の雛）

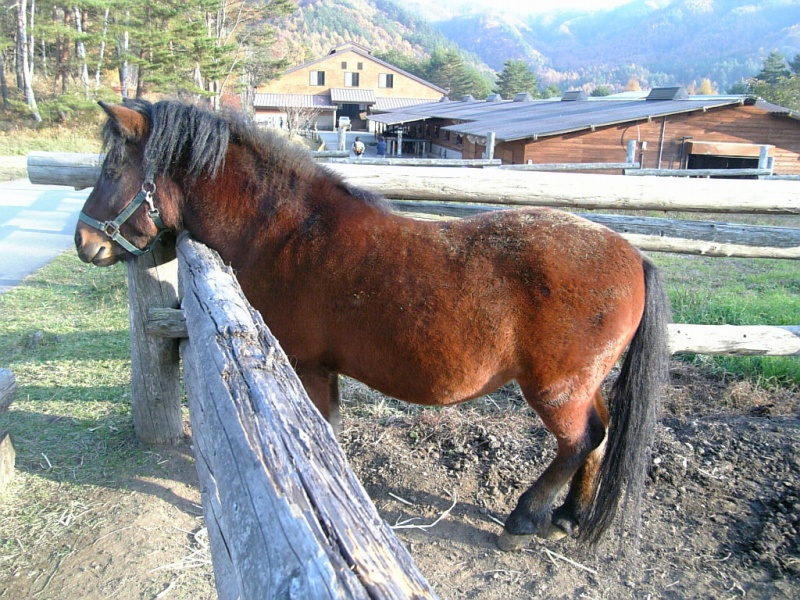
北東山麓の開田高原で飼育されている木曽馬（長野県指定天然記念物）

3万年前の旧石器時代にオオツノジカが生息していて、東山麓の開田高原はその狩猟場であった。柳又遺跡からは石器や土器が出土している。山頂付近の登山道の高山帯に生息するホシガラス、ライチョウ、クジャクチョウなどが見られる。ライチョウ（雷鳥）は日本で特別天然記念物に指定され、環境省によりレッドリストの絶滅危惧IA類、岐阜県では絶滅危惧I類、長野県では絶滅危惧II類に指定され、絶滅が危惧されている。1981年の調査で50箇所あったライチョウの縄張りが、2008年の調査で28箇所に減少している。2012年12月に、西側の前衛峰である御嶽山系の御前山の標高1,500 m付近でライチョウ1羽（冬羽のメス）が確認され、冬期に尾根伝いに高山帯から移動してきたものと見られている。山域にはイタチ、イノシシ、タヌキ、ツキノワグマ、ニホンザル、ホンドギツネなどが生息し、アトリ、イカル、キジ、キバシリ、ヒガラ、ブッポウソウなどの鳥類も豊富である。南東山麓の長野県木曽郡木曽町の「三岳のブッポウソウ繁殖地」は国の天然記念物の指定を受けている。開田高原ではその産地であった木曽馬が飼育されていて、長野県の天然記念物の指定を受けている。チョウ目ヤガ科のオンタケクロヨトウ（学名：Apamea ontakensis Sugi）の高山蛾は、御嶽山の高山帯のみに生息する。本州の限られた山岳地帯に分布するチョウ目シャクガ科のウチジロナミシャク（学名：Dysstroma truncata fusconebulosa Inoue）は、岐阜県では御嶽山のみで分布が確認されている。

### 御嶽山の植物

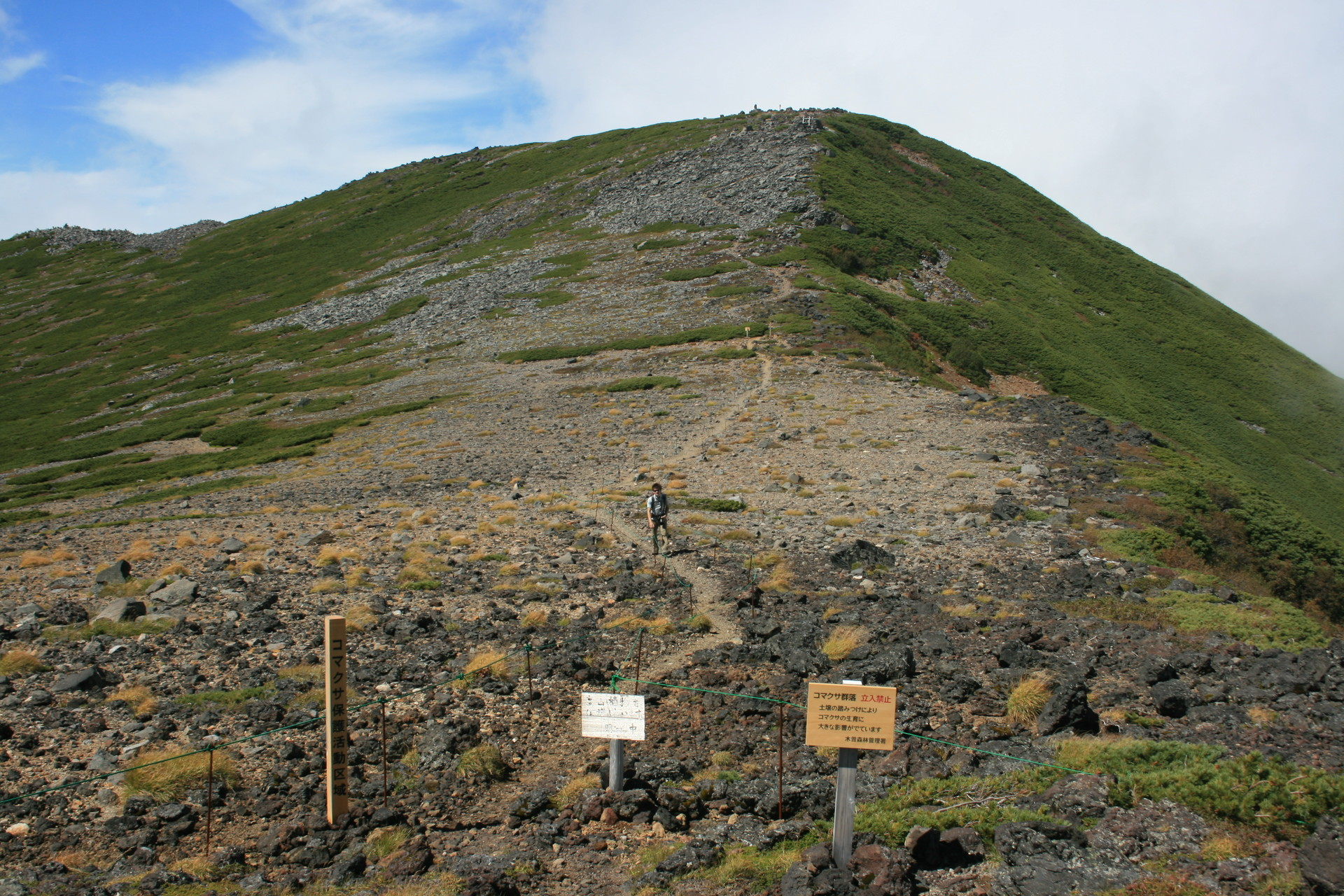
御嶽山の山上のコマクサ保護活動区域、江戸時代末期に「御神草」として採集され多くの自生のものが消滅した。

江戸時代末期に御嶽山の高山植物は「御神草」として珍重され、山頂部の高山帯に自生するコマクサは薬草として採集され、多くの自生のものが消滅した。山頂部のコマクサ群落の再生活動が行われている。1887年（明治20年）7月に植物学者の白井光太郎が登頂して高山植物を採集し、1889年（明治22年）には三好学らも採集し、1933年（昭和8年）に植物学者の中野治房が御嶽山の植物生態を調査した。山の上部の森林限界の高山帯には、アオノツガザクラ、イワウメ、ウラジロナナカマド、オオヒョウタンボク、ガンコウラン、キバナシャクナゲ、クロマメノキ、コケモモ、コメバツガザクラ、タカネナナカマド、チングルマ、ハイマツ、ミネズオウ、ミヤマハンノキなどの樹木とイワギキョウ、イワツメクサ、オンタデ、クモマグサ、クロユリ、コマクサ、シラタマノキ、チシマギキョウ、トウヤクリンドウ、ハクサンイチゲ、ミヤマアキノキリンソウ、ミヤマキンバイ、ミヤマダイコンソウ、モミジカラマツなどの多くの高山植物が自生している。日本の固有種であるオンタデ（御蓼）の和名は、この山で最初に発見されたことによる。ウラジロナナカマドとタカネナナカマドとの雑種のオンタケナナカマド（学名：Sorbus x yokouchii M.Mizush. ex T.Shimizu）が自生している。中腹の亜高山帯では、オオシラビソ、オガラバナ、コメツガ、シラビソ、ダケカンバ、トウヒ、ナナカマド、ハリブキ、ミヤマザクラなどの樹木とオサバグサ、カニコウモリ、キソアザミ、キソチドリ、ゴゼンタチバナ、コバイケイソウ、サンカヨウ、セリバシオガマ、タケシマラン、ツバメオモト、バイカオウレン、マイヅルソウ、ムシトリスミレ、ユキザサなどの草花が自生している。下部の山地帯では、イヌブナ、カエデ類、カツラ、クリ、シラカンバ、シナノキ、ミズナラなどの落葉広葉樹とトチノキ、クロベ、サワラ、ヒノキなどの自然林の針葉樹とカラマツ、スギ、ヒノキなどの人工林、イワカガミ、クガイソウ、ササユリ、ススキ、ツルアジサイ、トリアショウマ、ホタルブクロ、マツムシソウ、ヤナギランなどの草花が分布している。「御岳オサバグサ」（面積18.39 ha）と「胡桃島ハイマツ等」が林野庁により、植物群落保護林の指定を受けている。「木曽ヒノキ」は、「秋田のスギ」と「津軽のヒバ」とともに「日本三大美林」に選定されている。南側は現在も火山活動中であり植物相は貧弱で、北側はコマクサの群生地など豊富な植物相となっている。1910年に植物学者小泉源一がこの山でトリカブト属のオンタケブシ（学名：Aconitum metajaponicum Nakai）を採集しその和名の由来となっている。オンタケチブシは絶滅が危惧されていて、環境省の絶滅危惧IA類の指定を受けている。

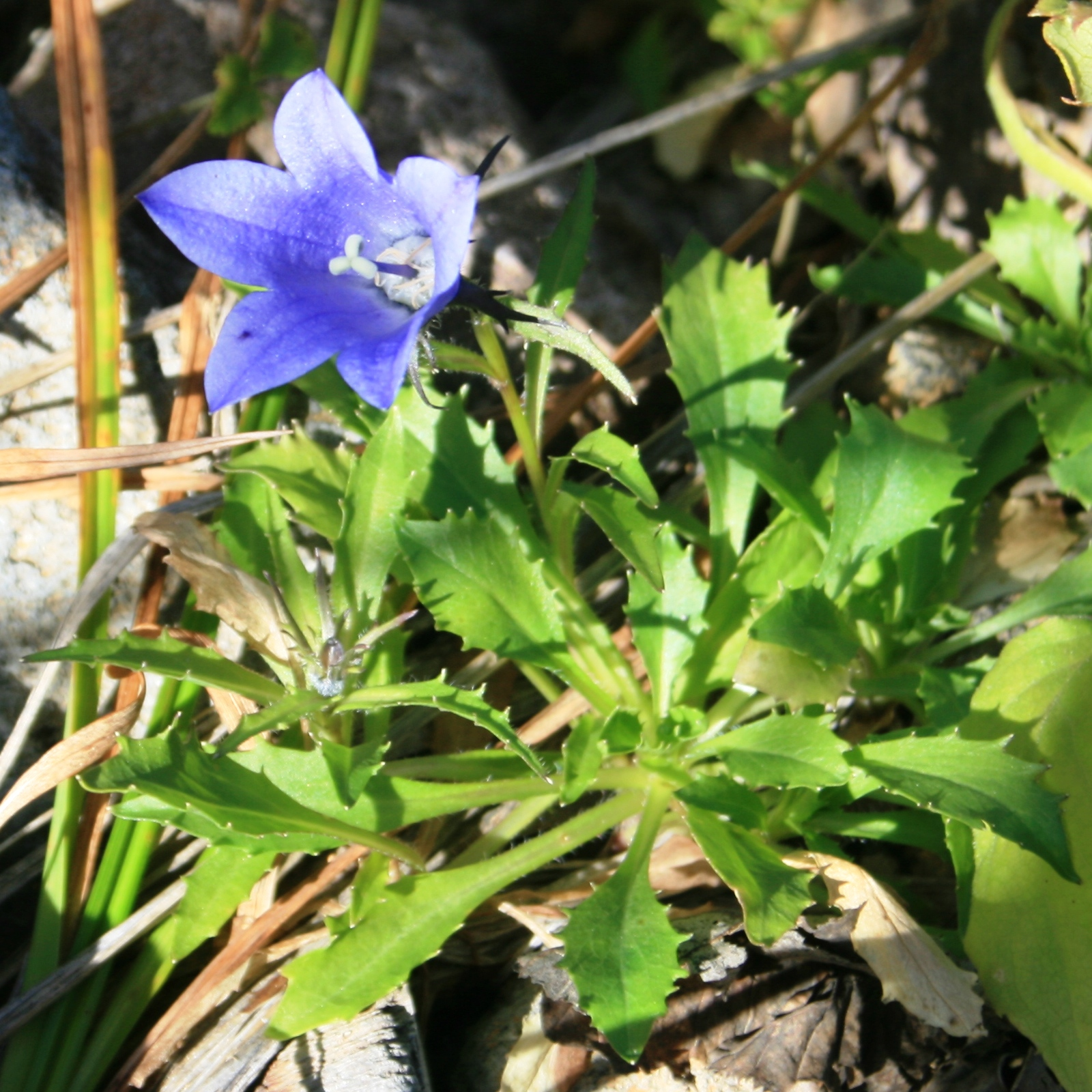
山頂部の高山帯に自生するイワギキョウ
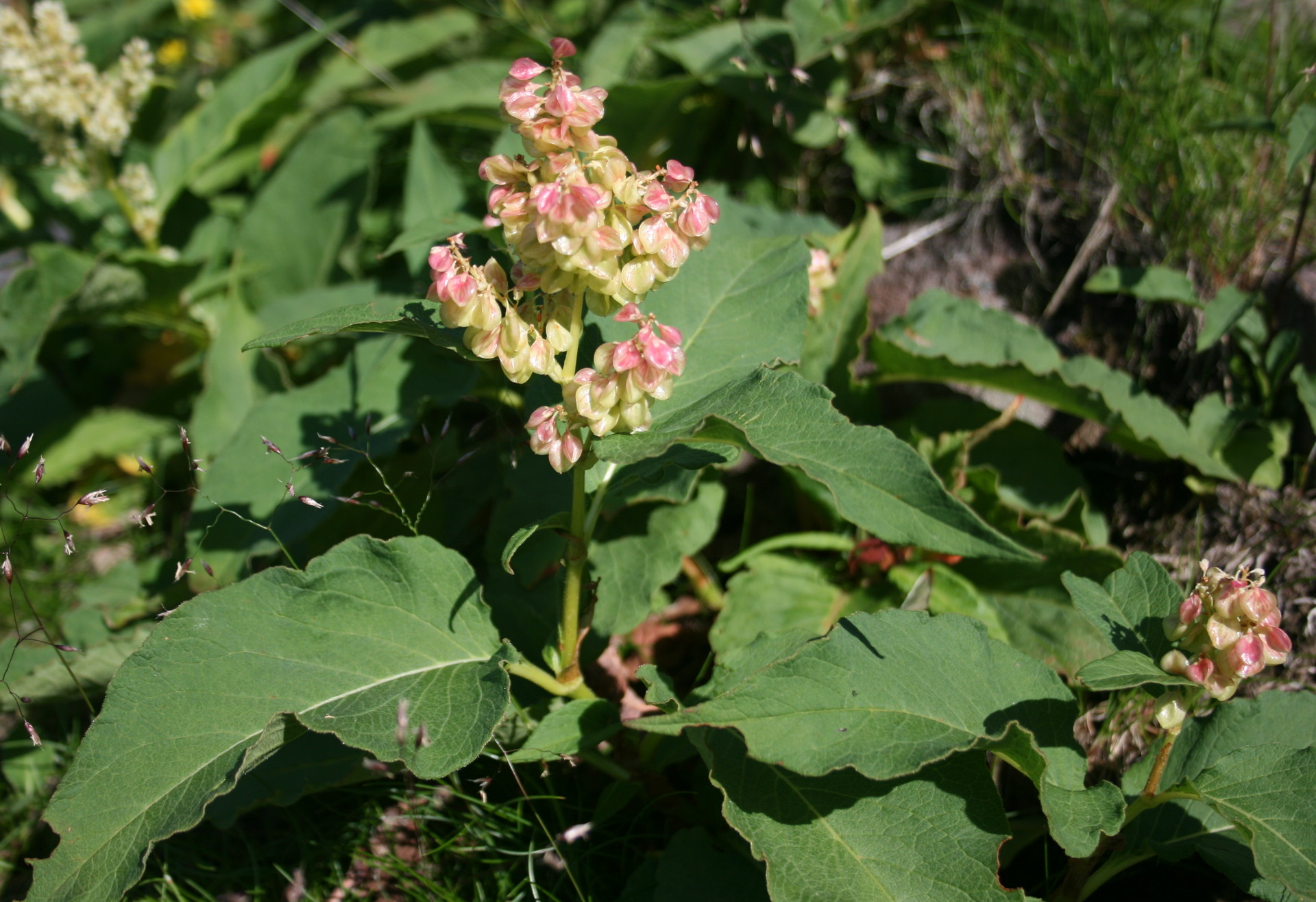
山名が和名の由来となっているオンタデ（御蓼）、高山帯の砂礫地に自生する。
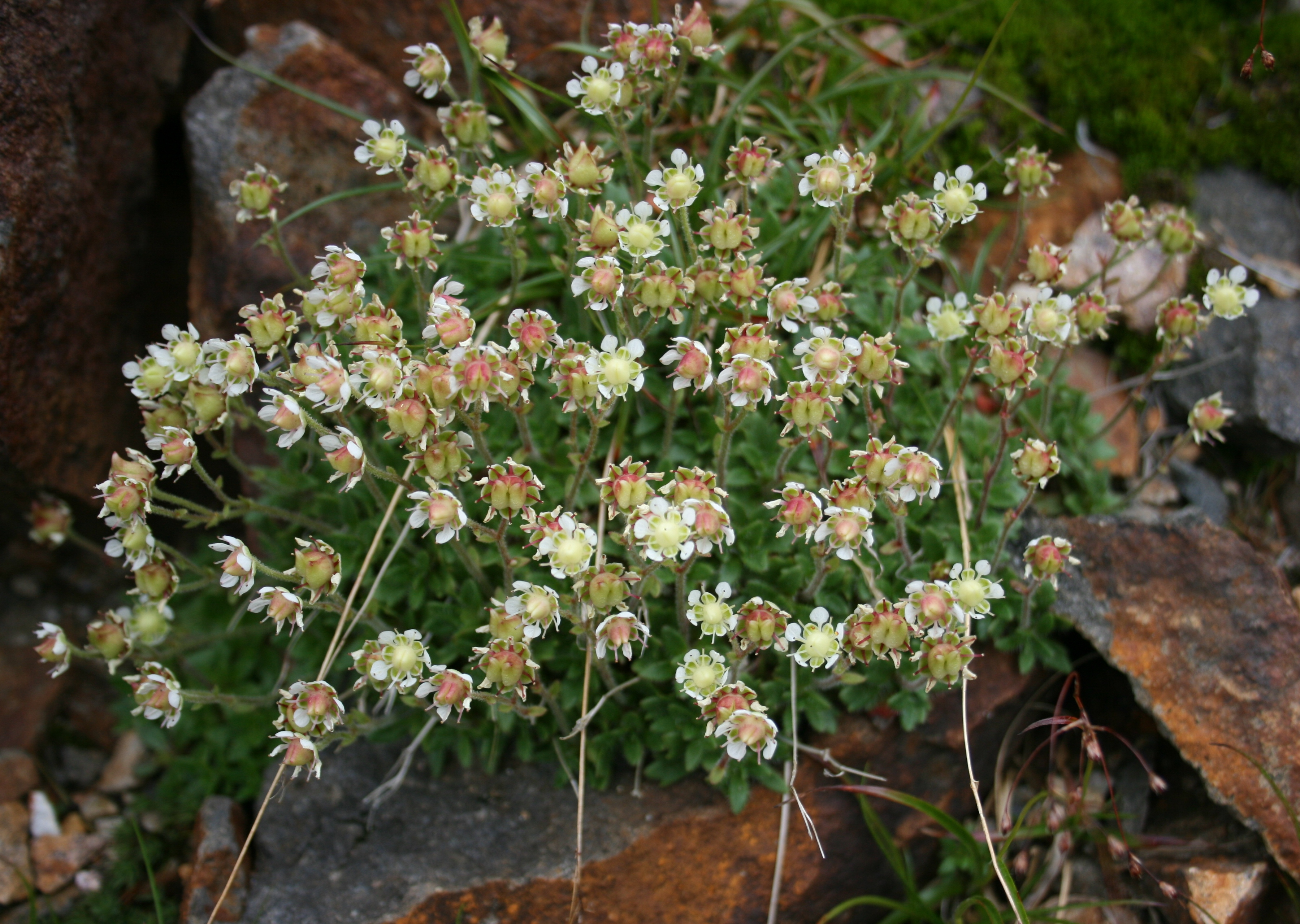
御嶽山と白馬岳に自生する希少種のクモマグサ
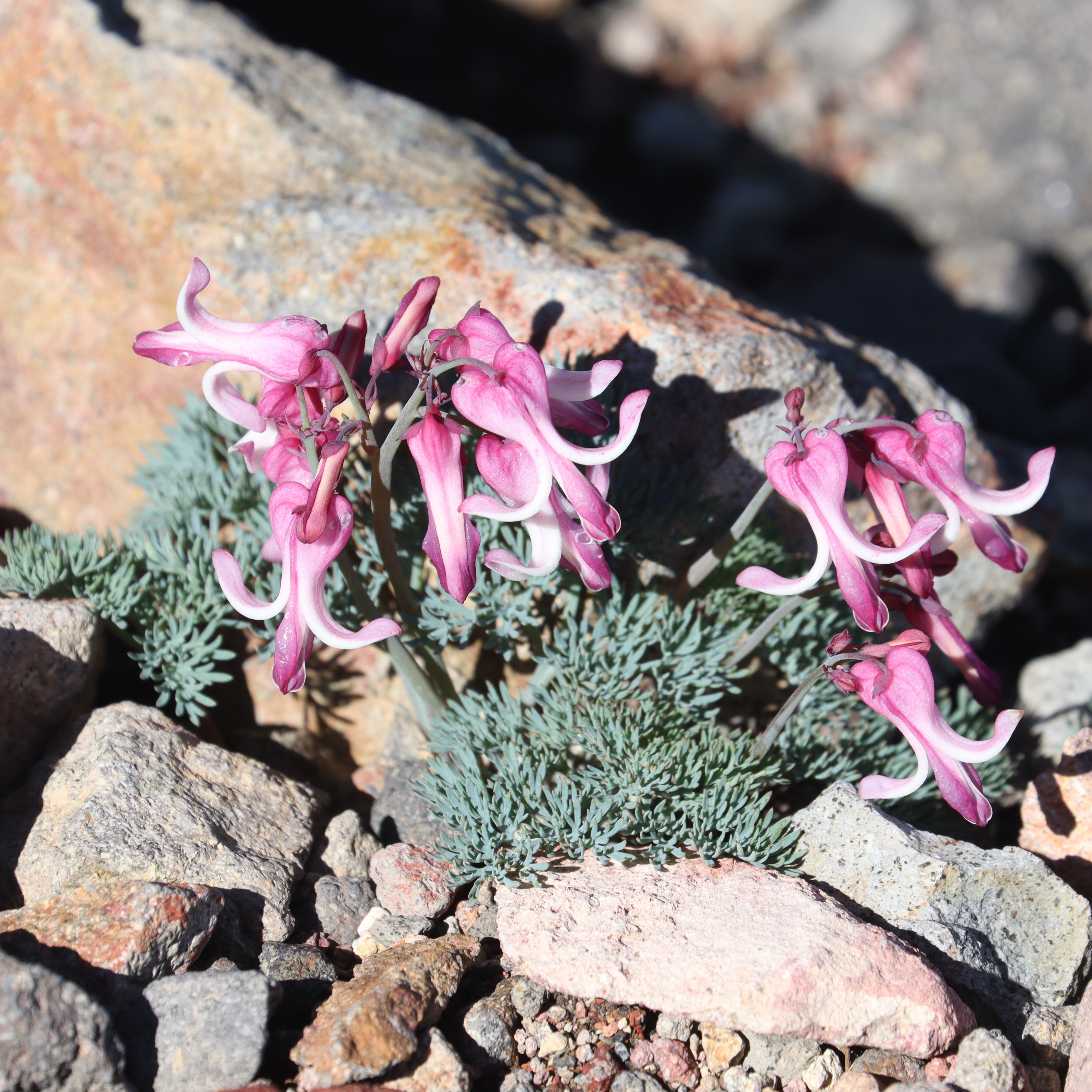
「高山植物の女王」と呼ばれているコマクサ

### 御嶽山の生薬「百草丸」

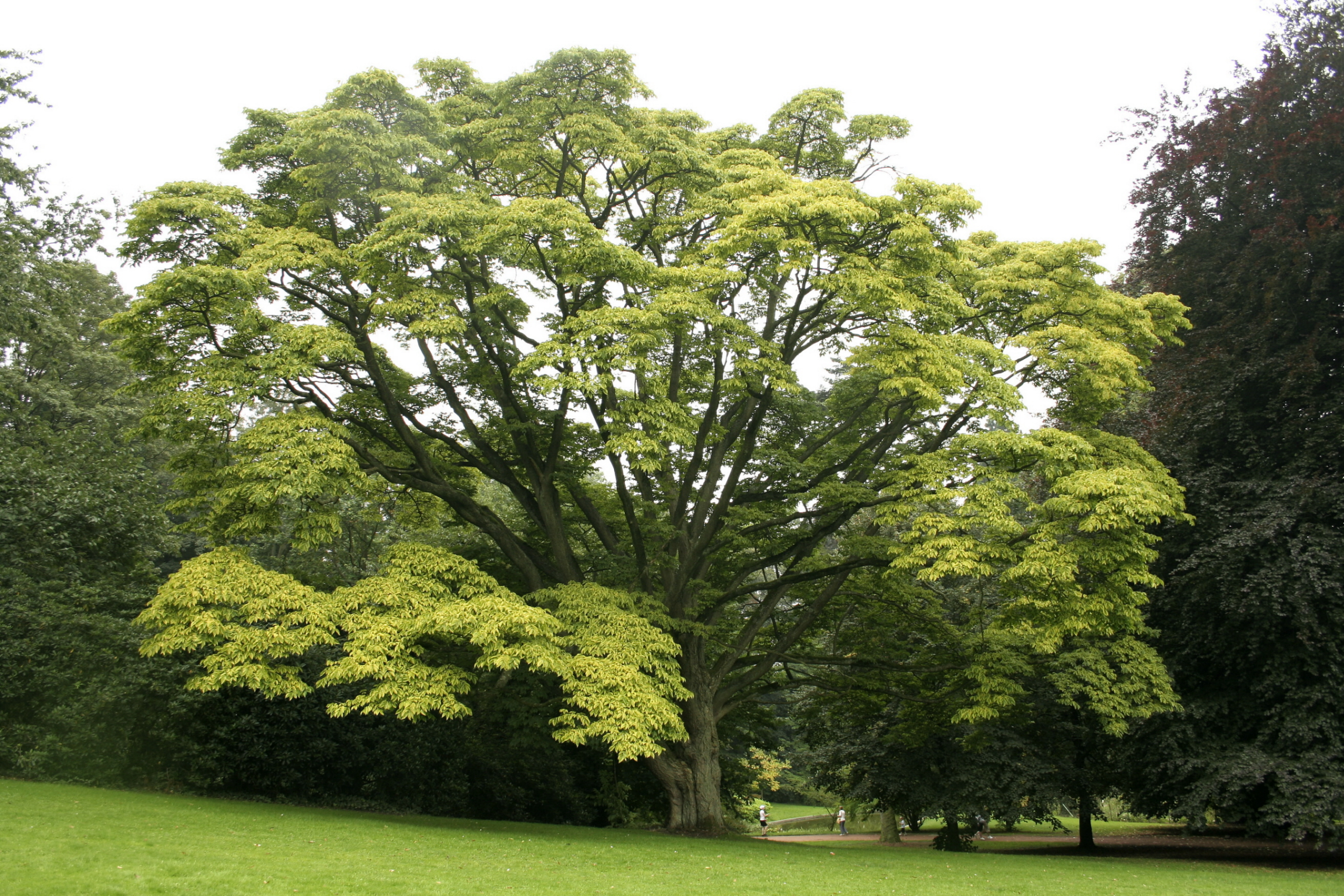
御嶽山の山域に自生しているキハダ。生薬となるオウバクが麓の製薬会社が製造する百草丸（御岳百草丸など）の主成分として利用されている。

多くの薬用植物が分布し、江戸時代に本草学の研究が盛んに行われ、この地域を領有していた尾張藩が薬草の採取を行っていた。1716年-1735年（享保年間）に本草学者の丹羽正伯らが山域で生薬の採集や調査を行った。1804年-1818年（文化年間）に水谷豊文が山麓を中心とする『木曽採薬記』を刊行し、山頂付近にコマクサが自生していることが記載されている。1844年（天保15年）に周辺の木曽谷の山域で採取された植物のおしば帳である『木曽産草花根皮類』が刊行され、アオノツガザクラ、オヤマリンドウ、クロユリ、スミレ、チングルマ、ミズバショウなど50種類などが図鑑型式にまとめられていた。そのうちの24種が現在の和名で記載されていた。本草学が進んでいた尾張藩に属していて、山村代官により薬草の調査、栽培、管理が行われていた。王滝口を開いた普寛行者により、『御嶽山の霊薬百種を採り集めよく煎じて薬を製せば霊験神の如し、これを製して諸人を救え。』と村人などに伝授された。1849年（嘉永2年）に王滝口を開いた普寛行者の弟子である寿光行者が、御嶽山の霊草百種を採り集め煎じて生薬としたと伝えられていて、王滝村には「百草元之碑」には同村の胡桃沢弥七と小谷文七が普寛行者の遺法を基に百草を製造したと記載されている。御嶽信仰の広がりと共に木曽御嶽の「御神薬」の百草が各地に広まった。百草は御嶽参りのお土産とされていた。南山麓では長野県製薬（御岳百草丸）と日野製薬（御嶽山日野百草丸）が、キハダの樹皮の内側の木の層の「オウバク」を主成分とした「百草丸」（胃腸薬）を製造している。この薬箱には「山三丸マーク」と呼ばれる御嶽信仰を象徴するマーク（御嶽神社や登山道の霊神碑の刻印などでも使用されている）が印刷されている。なおこの山三丸マークを使用する商標権について製薬会社間で訴訟「平成9年（行ケ）213号 審決取消請求事件」が行われた。明治以降は兵士の常備薬として需要が高まり、山域のキハダは昭和初期には伐採し尽くされ、他の地域や海外から輸入する事態となり、現在は大半を中国のから輸入に頼っている。百草には「御嶽山の五夢草」であるコマクサ、オンタケニンジン、オウレン、トウヤク、テングノヒゲが含まれ、タカトウグサとゲンノショウコなども利用されていた伝えられている。

### 御嶽山の国有林
鎌倉時代から昭和初期まで山腹から山麓にかけての森林で木曽五木などが伐採され、その伐材は木曽川を利用して川流しが行われていた。山域の森林は江戸時代には尾張藩により管理され、明治になると御料林となり、現在山域の多くは国有林となっている。その大部分が水源かん養保安林に指定されている。御岳特定地理等保護林（旧御岳垂直森林帯植物群落保護林、面積1,540 ha）などで、自然環境の維持や動植物の保護ための国有林の保護管理が行われている。千間樽国有林と胡桃島国有林の一部が、「御岳自然休養林」に指定されている。
- 下呂地区（岐阜森林管理署管内）
  - 落合国有林 - ウラジロカンバ、ミネカエデなどの落葉広葉樹とコメツガ、サワラ、シラベ、トウヒなどの針葉樹林が分布し、ヒノキが植林されている[197]。
- 高山地区（岐阜森林管理署管内）
  - 幕岩下国有林
  - 千間樽国有林
  - 胡桃島国有林 - 胡桃島ハイマツ等植物群落保護林がある。
  - 幕岩下国有林

- 木曽谷地区（木曽森林管理署管内）

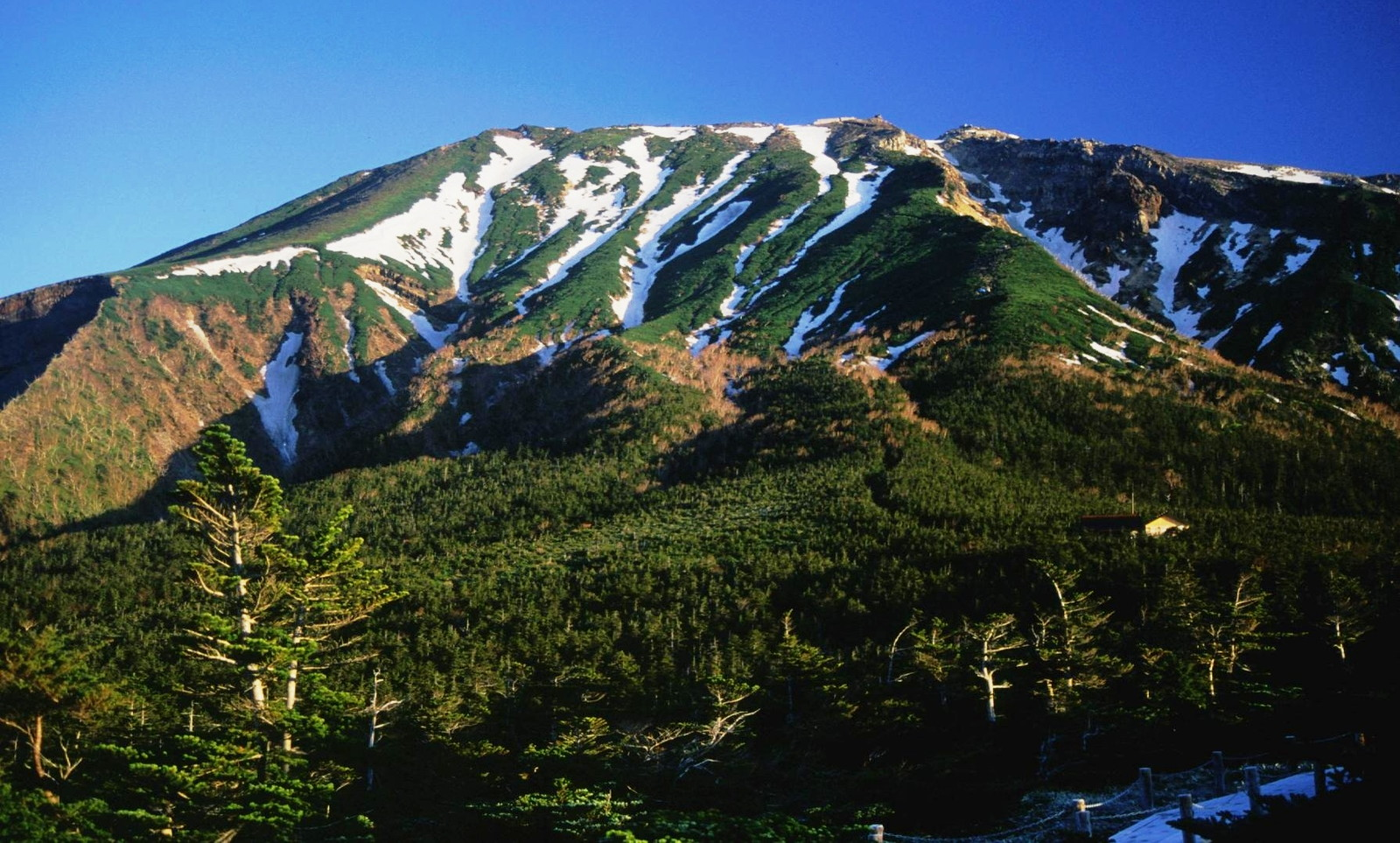
王滝口にある田の原天然公園（木曽御岳自然休養林）から望む残雪を抱いた御嶽山

  - 三浦国有林 - 古くからヒノキの山地として知られ、江戸時代初期に伐採されていて、痕地にチマキザサ（学名：Sasa palmata）などが分布する。阿寺山地上部の隆起準平原で濃飛流紋岩などで構成されている[198]。
  - 王滝御岳国有林
  - 樽沢国有林
  - 浦沢国有林
  - 障子沢国有林
  - 御嶽国有林
  - 黒沢御岳国有林 - 黒沢口の油木尾根沿いの百間滝道には江戸時代に尾張藩が植林した樹齢200年以上のヒノキの美林が広がり「油木美林」と呼ばれている[104][199]。
  - 新高国有林
  - ヤケノ国有林
  - ヌカネ国有林
  - ナガウ原国有林

## 登山

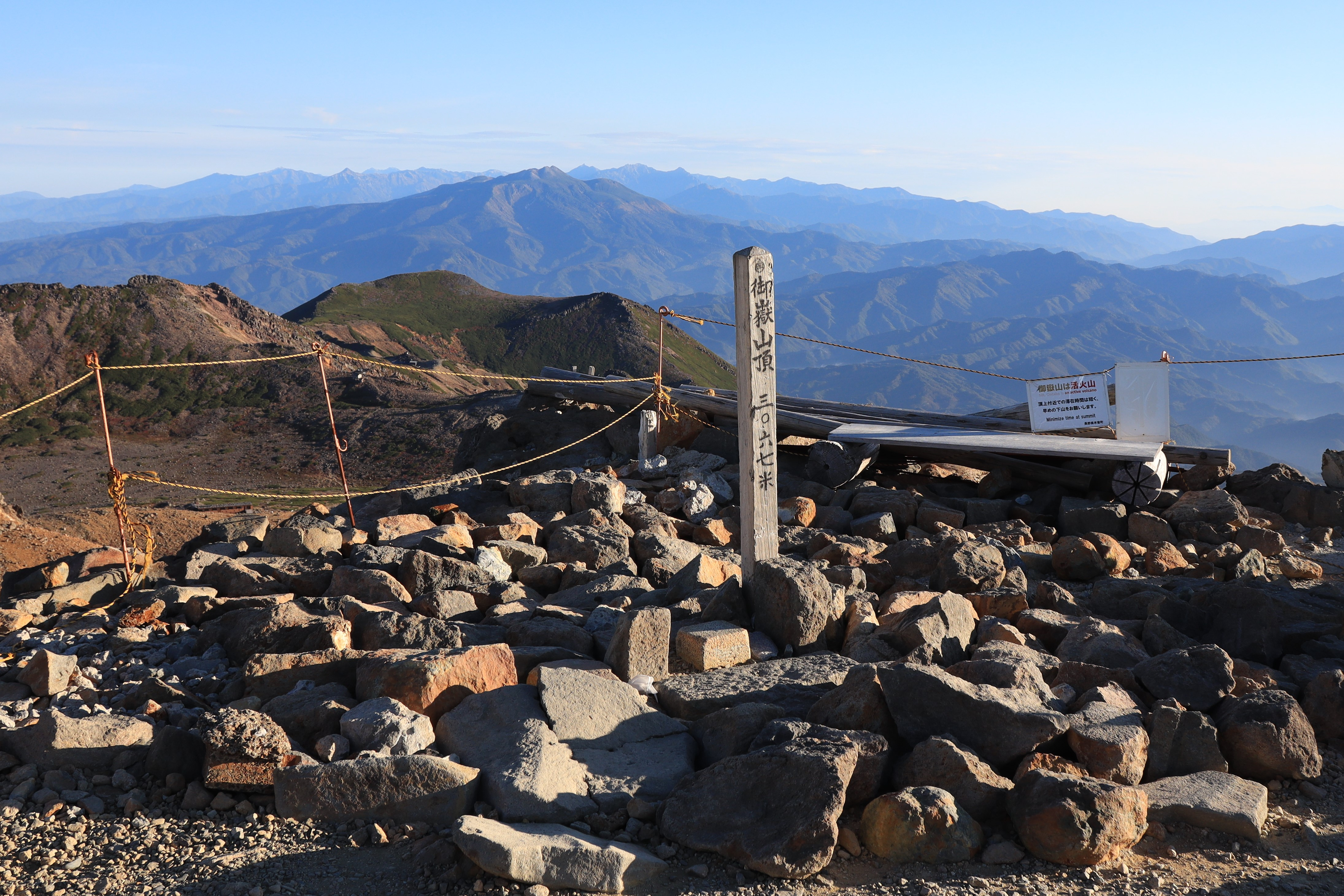
御嶽山頂上（剣ヶ峰）、山頂からは北側に乗鞍岳や穂高岳が望める。登山シーズンの期間に限り、登山道のみ立入規制の緩和されている2021年10月撮影。

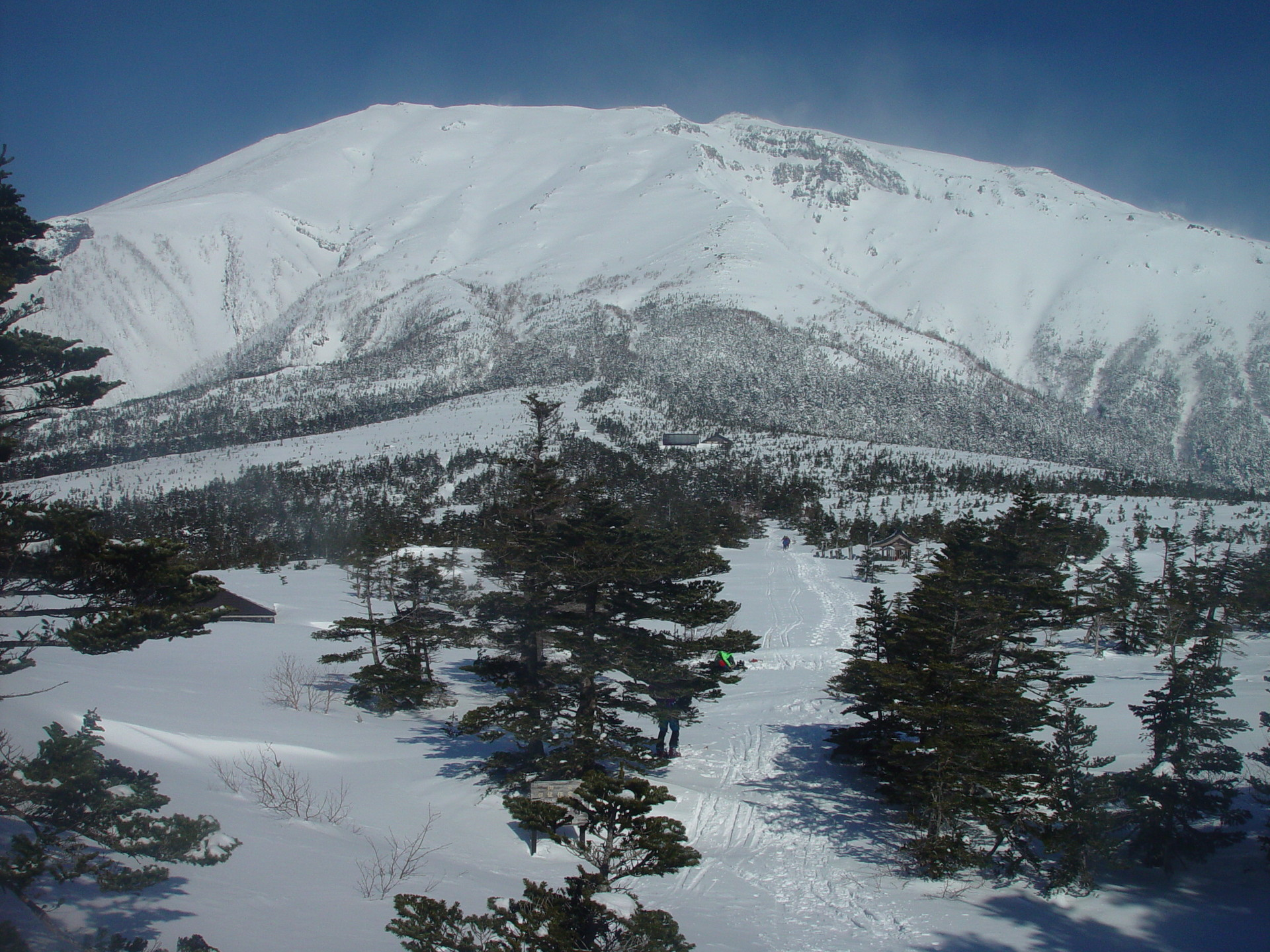
残雪期の春先に王滝口の田の原から山頂に向かう登山者、独立峰であり稜線では強風で雪煙が舞っている。

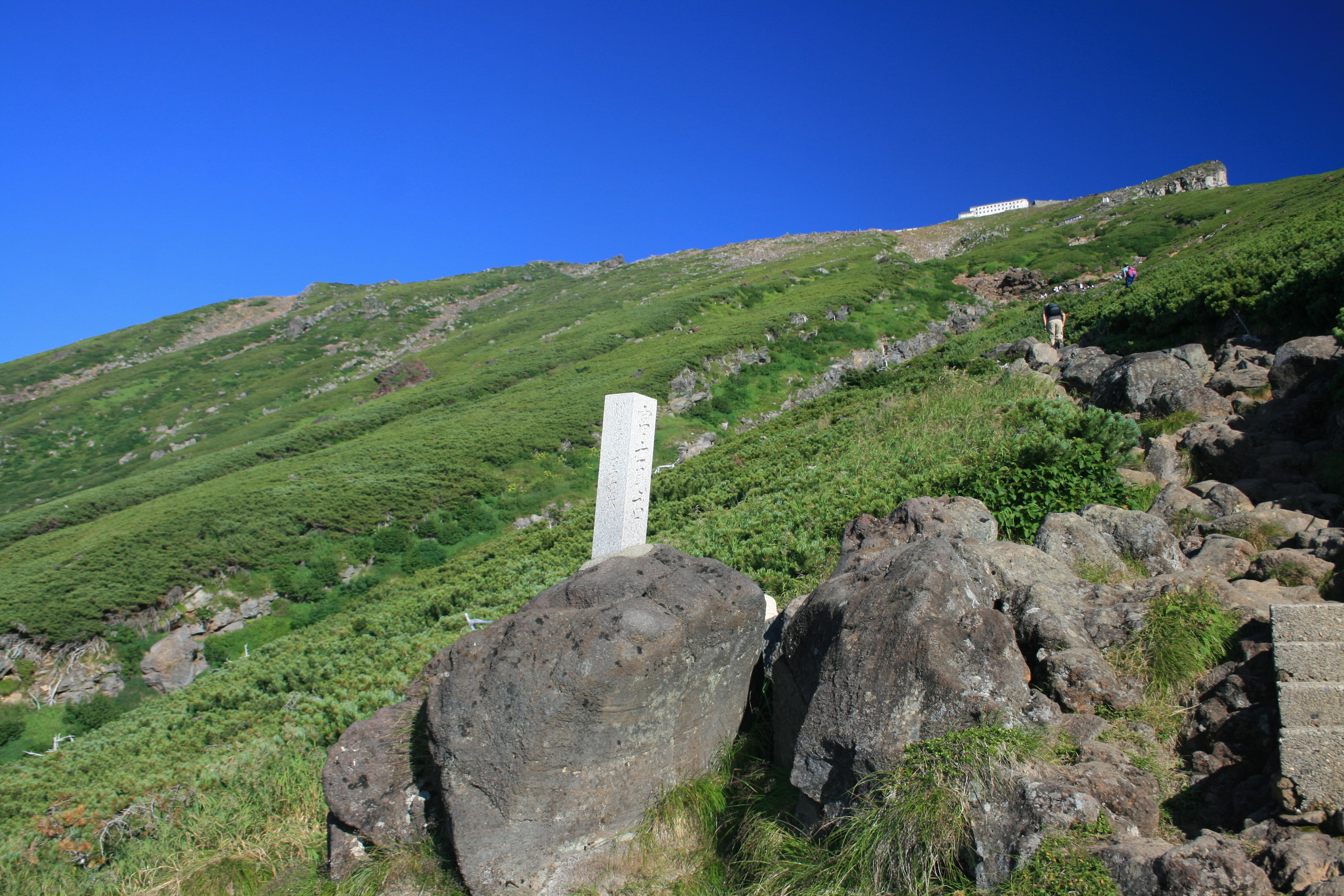
王滝口上部の富士見石、この高さまで登ると富士山が前衛の中央アルプス越しに頭を出し始める。

古来より信仰の対象として少数の修験者によって登られ、江戸時代に覚明行者が黒沢口を開き、普寛行者が王滝口を開き全国各地に御嶽講が広まり信者による集団登拝が盛んに行われ、現在も白装束の登拝者が見られる山である。江戸時代の御嶽登山者の病気や凍死による死亡者の記録（御嶽山遭難者遺族差出証文など）が多数残されていて、1847年（弘化4年）7月16日には山頂の強い風雨で7人中5人が凍死する山岳遭難が起きた。1868年（明治元年）に黒沢口8合目の「女人堂」が御嶽山で最初に山小屋としての営業を開始した。1872年（明治5年）に女人禁制が解かれるまでは、避難小屋などとして登拝者に利用されていた女人堂から上部への女性の立入りは禁じられていた。明治初期に外国人の登頂により近代登山が始まった。1894年にウォルター・ウェストンが登頂して以降、一般の登山者にも登られるようになった。ウェストンと同時期にアメリカの天文学者パーシヴァル・ローウェルが来訪した際に登頂し、『オカルト・ジャパン』（第1章「御嶽」）で当時の様子を記している。1907年（明治40年）の馬やかごに乗る御嶽山登山者の写真が残されている。御嶽山の登山口は木曽側から3つ（王滝口、黒沢口、開田口）、飛騨側から1つ（小坂口）が昔から利用されていたが、その後日和田口が比較的新しく開かれた。
1979年10月の噴火により、山頂から4合目までが入山規制された。1981年に山頂部の火口付近を除き入山規制が解除された。気象庁が発表する噴火警戒レベルにより入山が規制される場合がある。木の丸太などで整備された階段状の登山道は「木曽御嶽奉仕会」などによる地元の有志や御岳信仰の関係者によって修復整備がなされている。3,000 mを越える高峰であるが登山口の標高が高いため日帰りで登山されることもある。麓の開田中学校や王滝中学校、下呂市の小学校などで学校登山が行われている。黒沢口などでは御嶽講の先達を背負ったり、信者の荷物や、山小屋の物資を運ぶ強力を担う人がいる。1954年（昭和29年）から8月8日に山頂直下（剣ヶ峰と王滝頂上の間）の八丁ダルミで、御嶽教の御嶽山大神火祭が行われている。大多数の信仰登山者が利用する黒沢口と王滝口の登拝道は、一般登山道としても利用されている。積雪期の登山において難所はないものの、独立峰のため山頂付近が強風でアイスバーンとなるため滑落に注意を要し、視界が悪い時にはルート判断が難しくなる山である。百名山ブームもあって、旅行会社による登山ツアーが多数行われた。
2014年9月の噴火により、噴火警戒レベルが3(入山規制)に引き上げられたことに伴い、火口から概ね4kmの範囲が立入禁止区域に指定された。2015年6月、噴火警戒レベルが2(火口周辺規制)に引下げられたことに伴い、立入禁止区域は火口から概ね1kmの範囲に縮小された。2017年8月に噴火警戒レベルが1(活火山であることに留意)に引き下げられたが、現在も火口から概ね1kmの範囲は立入禁止区域である。黒沢口登山道では、７月から１０月までの登山シーズンの期間に限り、登山道のみ立入規制の緩和を行い、剣ヶ峰まで行くことができる。
「岐阜県北アルプス地区及び活火山地区における山岳遭難の防止に関する条例」により、御嶽山の火口域から4km以内の地域に立ち入る場合には登山届の提出が義務づけられている。
長野県では「長野県登山安全条例」により、指定登山道を通行しようとするときは、あらかじめ登山計画書を届出なければならない。

### 近代登山史
- 1868年（明治元年） - 黒沢口8合目の「女人堂」が御嶽山で最初に山小屋としての営業を開始した[201]。
- 1873年（明治6年） - ウィリアム・ゴーランドとエドワード・デイロンが外国人としての初登頂をした[92][118]。
- 1874年（明治7年） - ヨハネス・ユストゥス・ラインとイギリス人のワイウイー・ハウス他2名が登頂[92][203]。
- 1881年（明治14年） - アーネスト・サトウがウィリアム・ゴーランドと登頂し、『中部及び北方日本旅行案内』を執筆した[92]。
- 1891年（明治24年）8月 - ウォルター・ウェストンが登頂[214][215]。
- 1893年（明治26年） - 木暮理太郎が王滝口から御嶽講に加わり登頂[92][215]。
- 1894年（明治27年）8月14日 - ウォルター・ウェストンが黒沢口から再登頂し王滝口に下山、その後『日本アルプスの登山と探検』などの著書で御嶽山を含む日本の山々を世界に紹介した[93][215][216]。
- 1933年（昭和8年） - 三笠宮が登山を行った[93]。
- 1937年（昭和11年）7月17日 - 英文学者と登山家である田部重治が、王滝口から再登頂し小坂口へ下山した[217]。
- 1948年（昭和23年） - 麓の木曽町立開田中学校の生徒による学校登山が始まる[100]。
- 2006年（平成18年）6月25日 - 王滝村を中心とした御嶽山でOSJおんたけスカイレース（トレイルランニング競技）が開催され、以降毎年同レースが開催されている[218]。

### 登山道
各方面から登山道が開設されている。小坂口、日和田口利用者の中には、剣ヶ峰まで登らずに、飛騨頂上・継子岳あるいは、摩利支天山までの登山を目的とする登山者も多い。一ノ池を取り囲むの西側の稜線に登山道があり、剣ヶ峰からニノ池小屋へのルートの一つとなっている。以前は、王滝川の支流の濁川に沿って濁川温泉（現存せず）を経て、剣ヶ峰と継母岳の鞍部に登る松原新道があったが、1984年の長野県西部地震により発生した伝上崩れにより崩壊し、廃道となった。

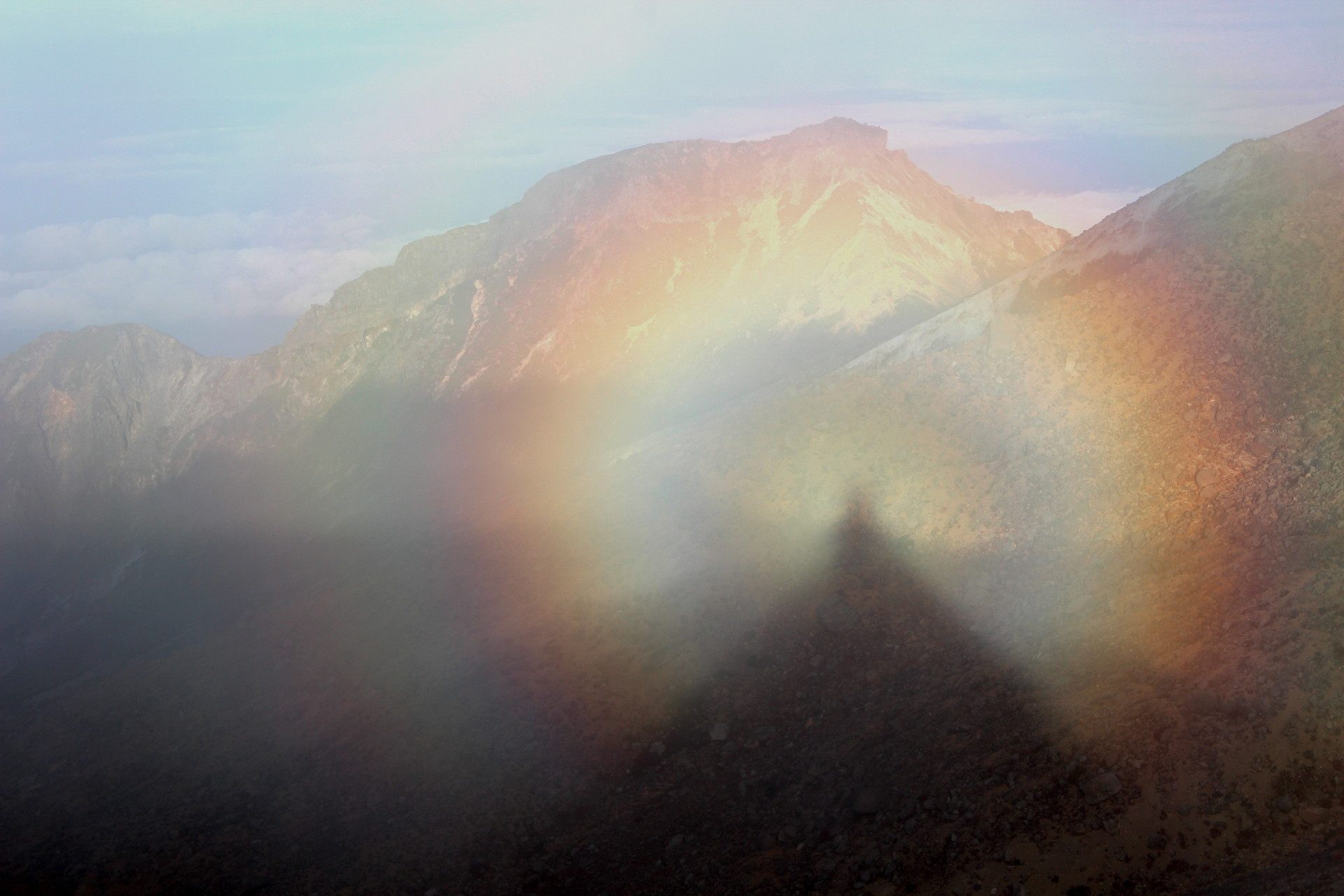
王滝頂上から望む継母岳とブロッケン現象

#### 王滝口
車道で上がれる登山口は御嶽山で最も高い標高地点（田の原、標高2,160 m）であり、山頂の剣ヶ峰への最短ルートである。途中での眺望が優れており、登山口から王滝頂上までのコースが常に上から下まで見渡せる。登山口の田の原から王滝頂上までの間には8合目と9合目に避難小屋がある。山開きに相当する開山祭は7月1日に行われる。積雪期には登山口の田の原への道路が閉鎖されるが、春先におんたけ2240のスキー場のゴンドラを利用して、雪山登山を行う例がある。1合目に国常立尊、大己貴命、少彦名命を祀った御嶽神社里宮があり登拝口となっている。3合目には清滝と新滝があり、清滝には清滝不動明王が祀られ、登拝者が水行を行う行場となっている。5合目には子授け神霊である十二権現、6合目には眼の神様の八海山大神がある。標高約2,190 mの田の原には田ノ原山荘と木曽御嶽自然休養林田ノ原自然公園があり、登山シーズン中には自動車で上がることができる。
- 田の原 - 7合目大江権現 - 金剛童子（8合目下） - 9合目石室 - 王滝頂上 - 剣ヶ峰[221]

#### 黒沢口

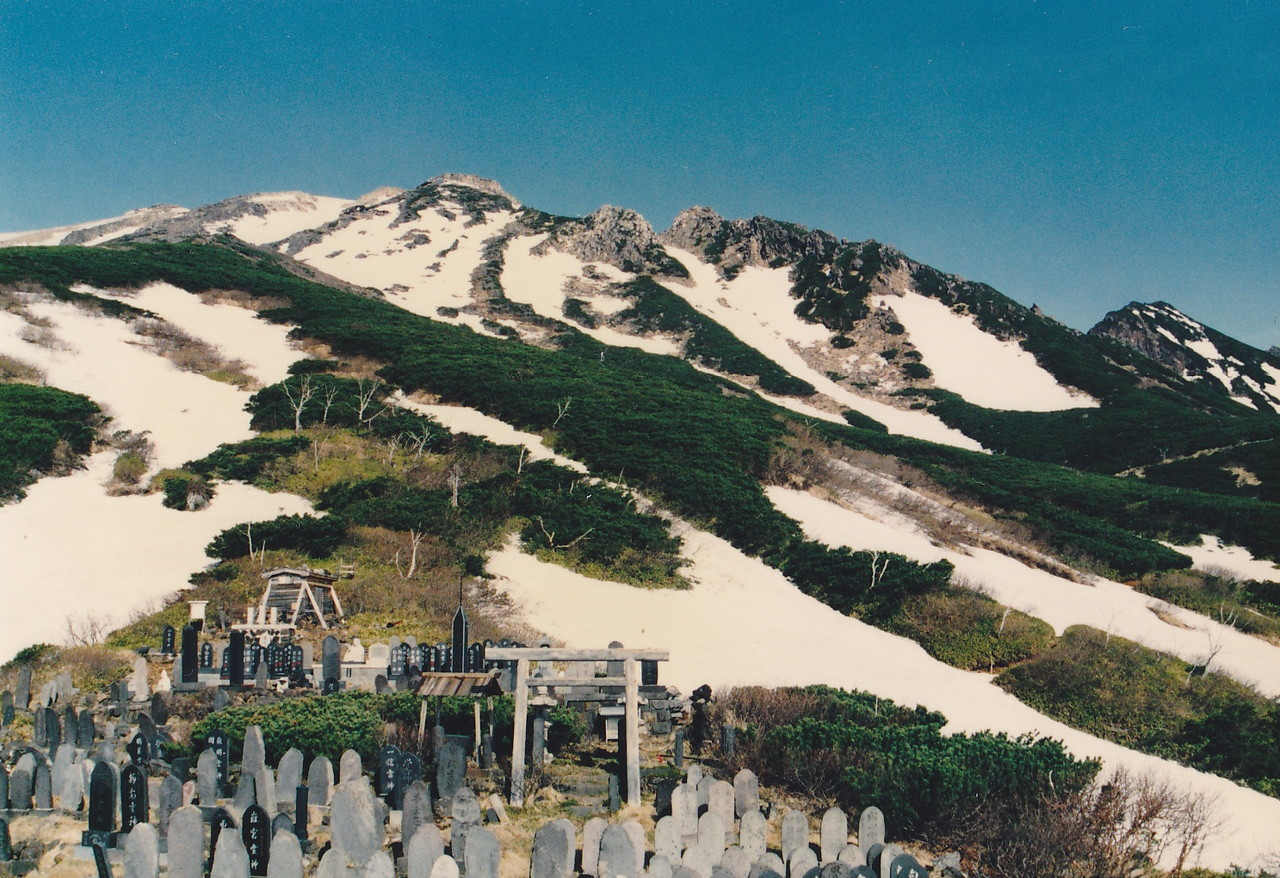
黒沢口8合目の女人堂から望む御嶽山、金剛堂には多数の霊神碑が設置されている。

覚明行者によって開かれた最も古い登山道。御嶽教、木曽御嶽本教に最も関わりの深い登山道でもある。夏には「懺悔反省、六根清浄」を唱える白衣の登拝者が見られる。有人山小屋が合目ごとにある。現在は7合目付近にロープウェーの飯森駅（標高2,150 m）ができ、王滝口登山口の田の原とほぼ同じ標高まで歩かずに登ることができるようになったため、大半の登山者がロープウェイを利用するようになったが、6合目から歩く登山者は現在でも少なくない。山開きに相当する開山祭は王滝口と同じ7月1日に行われる。1合目に大己貴命を祀った御嶽神社若宮と少彦名命を祀った御嶽神社里宮があり登拝口となっている。登拝道場には多数の霊神碑が並べられていて、4合目の屋敷場には御嶽山で最大規模の霊神場があり講社単位で建てられた多数の霊神碑がある。松尾滝から油木尾根を経て百間滝から8合目の女人堂に至るルートは百間滝道と呼ばれている。百間滝には百間滝小屋があり行場となっている。
- 中の湯（6合目）またはロープウェイ飯森駅 - 行場山荘（7合目） - 女人堂（8合目） - 石室山荘（9合目） - 覚明堂 - 剣ヶ峰[223]

#### 開田口
木曽側の3つの登山口のうち、唯一、信仰のためでなく作られた登山道。営林署（現・森林管理署）の作業道として開かれた。距離は長いが、大自然を満喫することが出来る。水場は4合目付近に湧き水があり、それ以外は三の池まで無し。登山口の標高が低く（1,500 m）標高差が大きいため、健脚向き。
- 開田口4合目 - 7合目避難小屋跡 - 三ノ池避難小屋 - 賽の河原 - 二ノ池 - 剣ヶ峰

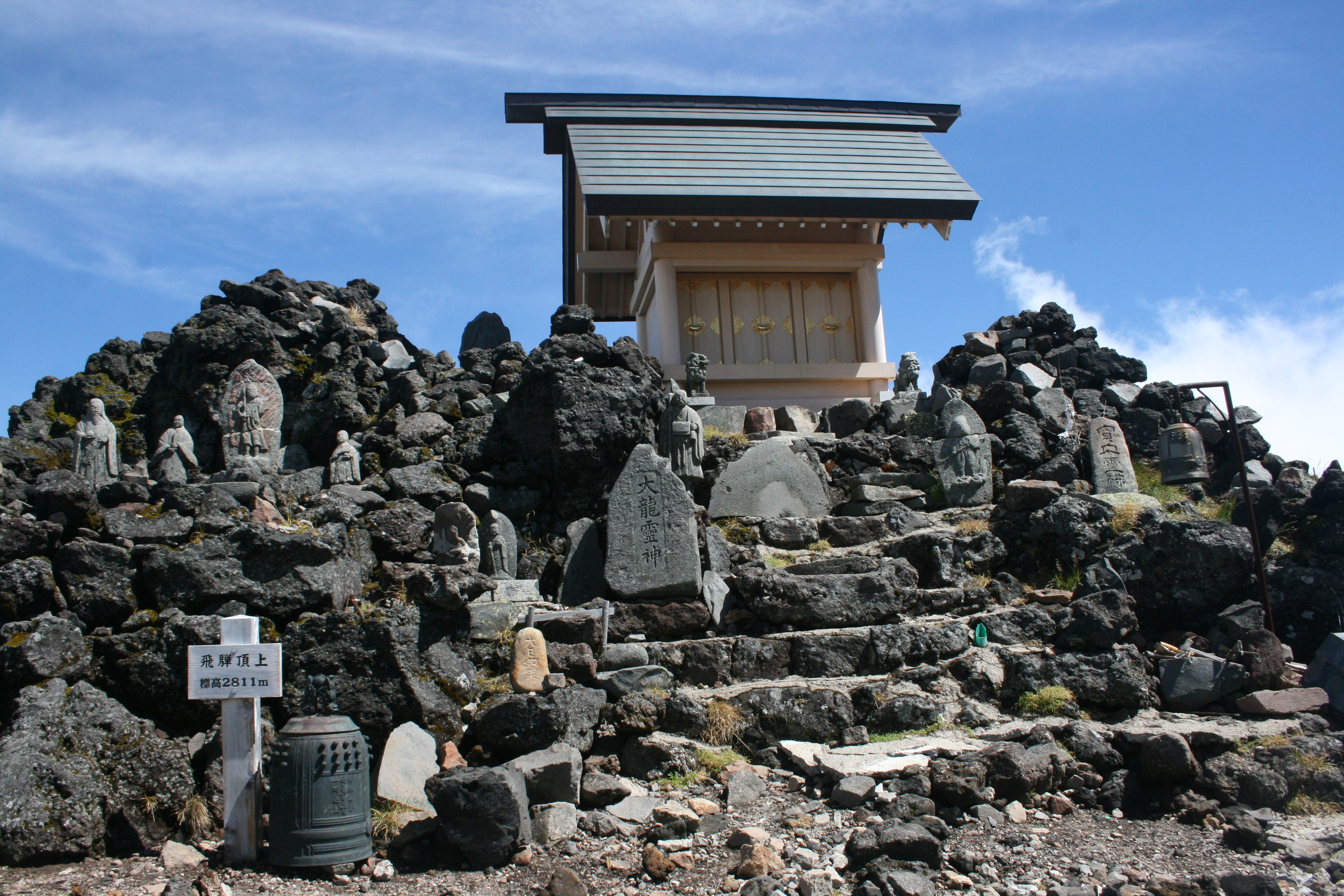
飛騨頂上、この直下南に五の池小屋がある。

#### 小坂口
剣ヶ峰へのアプローチが長いためか、現在は信仰登山者はほとんど見かけず、一般登山客が多い。このルートの山開きは、毎年6月15日に御嶽神社飛騨口里宮で開催されている。下山時に温泉を楽しめるのが魅力のコース。なお、登山口を胡桃島とし、のぞき岩避難小屋下で濁河温泉からの道と合流するコースもあるが、このコースを特に胡桃島コースと称することもある。飛騨頂上の五の池小屋は、2010年に新館が増築され収容人数が100人に倍増した。なお、平成30年6月豪雨の影響により登山道が崩落したが、迂回ルートが整備され2018年9月より通行可能となった。
- 濁河温泉 - 湯の花峠 - のぞき岩避難小屋 - 飛騨頂上（五の池小屋） - 賽の河原 - 二ノ池 - 剣ヶ峰

#### 日和田口
継子岳頂上を目指して登るコースで宗教登山に由来しないコースのひとつ。1998年のチャオ御岳スキー場の開発に伴い、通年運行されるゴンドラリフトの「フライングチャオ」を利用することが多くなり、旧来の登山口からの登山は減った。ゴンドラリフトを使用した場合は王滝口とほほ同じ標高（2,190 m）まで登ることができるが、継子岳から最高峰剣ヶ峰までの距離が長い。また、ルートは他のコースに比べてあまり手入れがされていない。2010年現在、フライングチャオはスキーシーズン（12月初旬 - 5月初旬）のみの運行となっており、春 - 秋の登山には利用できなくなっている。
- 日和田口またはゴンドラリフト山頂駅 - 継子岳 - 飛騨頂上（五の池小屋） - 賽の河原 - 二ノ池 - 剣ヶ峰

### 山小屋

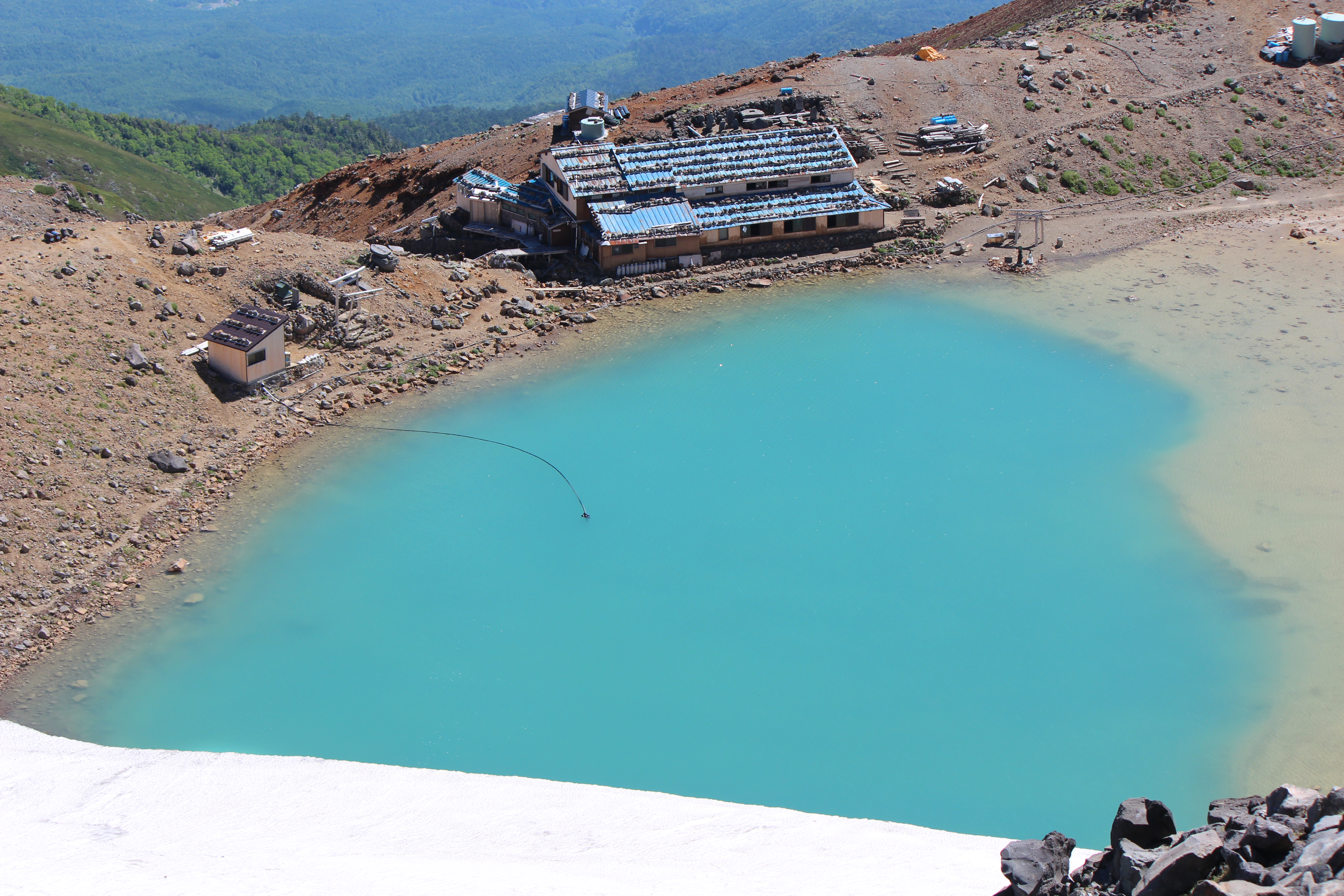
二ノ池畔にあった旧ニノ池小屋、涸れることない池から水がポンプアップされ周辺の山小屋に送水されていた（2013年7月撮影）。

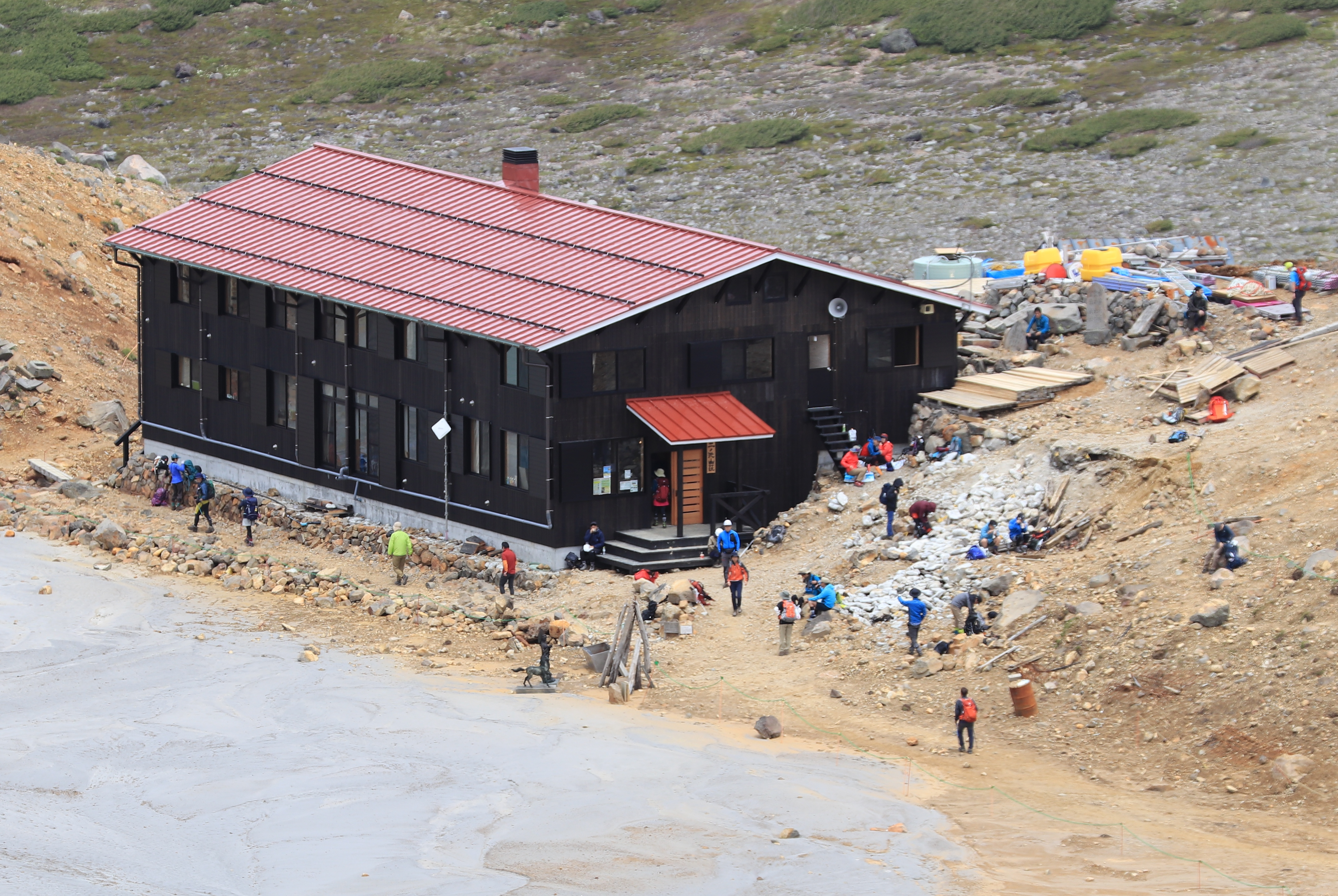
2014年の御嶽山噴火後に建替えられた火山灰が堆積した二ノ池畔にあるニノ池山荘、（2021年7月撮影）

御嶽山は宗教登山が盛んであるため、山小屋も宗教施設としての側面がある山小屋が多い。五の池小屋は近代的なアルペンスタイルの山小屋である。各登拝道や山頂などに多数の山小屋と避難小屋がある。登山道上にキャンプ指定地はないが、胡桃島口の登山口に「胡桃島キャンプ場」がある。それらの山小屋は大広間や客室内に御嶽神社の掛け軸などが祀られている。また、王滝口・黒沢口の開山祭の7月1日以降の営業開始となる小屋が多く、営業終了は山小屋によって差があるものの、8月末から9月末までの間が多い。御嶽神社・御嶽教・木曽御嶽本教は山開きを7月10日から9月10日までとしているため、その間は特に白装束の宗教登山者の宿泊利用や立ち寄り利用が多い。なお、五の池小屋は例外的に例年6月1日から10月15日までの営業と、長期間の営業を行っている。8合目と7合目の山小屋は紅葉シーズンも営業する。
山頂地域に多くの有人山小屋があるが、黒沢口には途中にも合目ごとに有人山小屋が営業している。2014年噴火以前は、二ノ池の水を飲料水などの水源としている山小屋が多く、二ノ池から遠い「五の池小屋」や7合目以下の山小屋以外の山小屋は「二の池水組合」を設立し、共同で水道施設の設置・維持・撤去を行っていた。また、日頃の水源ポンプ施設の操作は「二ノ池本館（現：二ノ池山荘）」のスタッフが行い、豊富な湖水を使って「二ノ池本館（現：ニノ池山荘）」「二ノ池新館（現：二の池ヒュッテ ）」「石室山荘」「覚明堂（現在無人）」では、宿泊者向けの風呂を毎日用意するほか、宿泊者が少ない時のみ宿泊者にスタッフ用の風呂を提供する山小屋もあったが、2014年噴火の降灰によると思われる湖水の酸性化により、現在は湖水からの取水利用は行われていない。
かつて、山小屋のトイレはほぼ垂れ流しの状態であったが、環境問題への関心の高まりを背景に、有人の山小屋については汲み取り式のトイレへと改修が進められている。汲み取られたし尿は、ヘリにより麓まで運搬し処理業者へ引き渡される。そのらの維持費用が高額となるため、トイレ利用者に一回の利用につき１００円の協力金の負担をお願いしている。

#### 有人山小屋

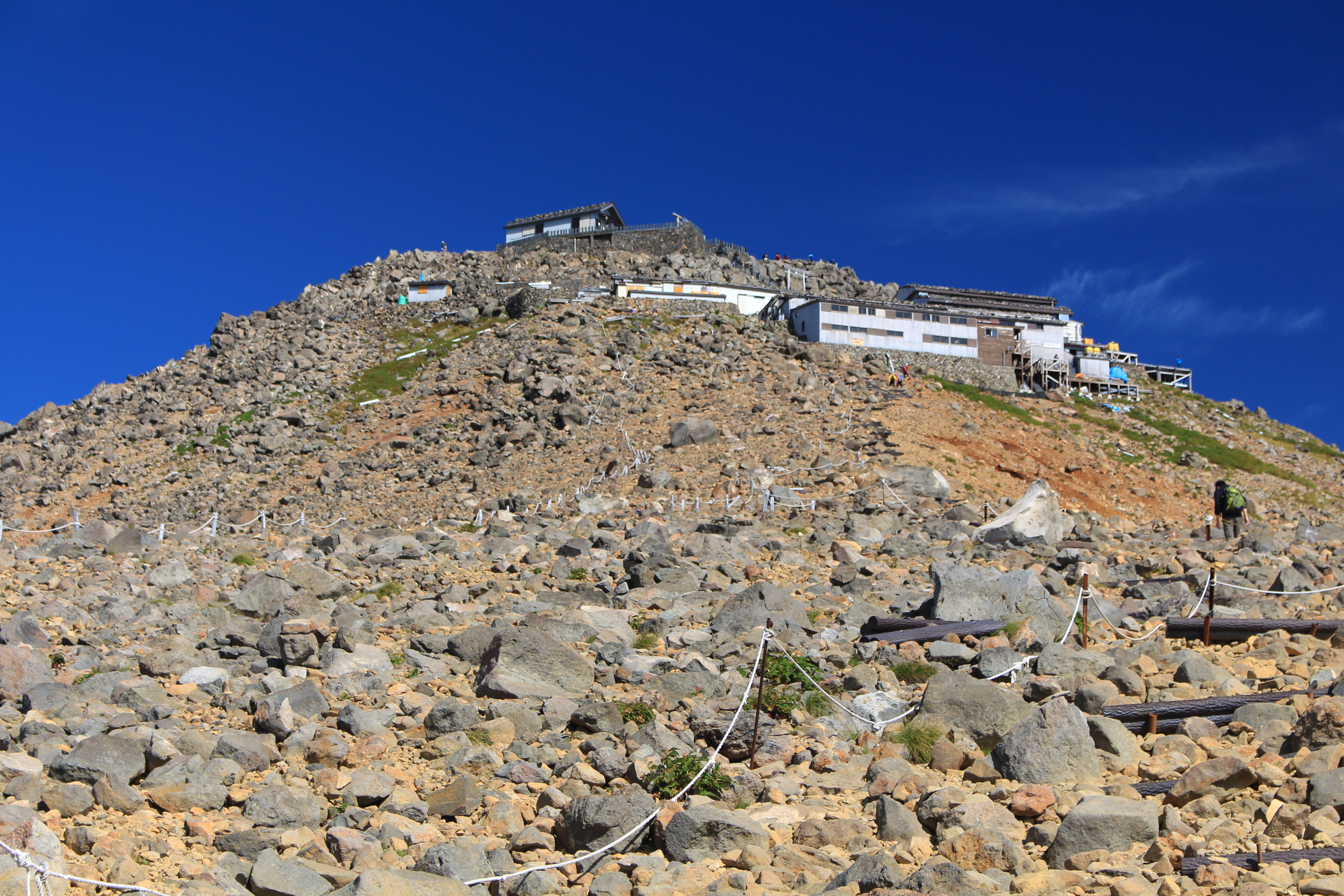
八丁ダルミ付近の登山道から望む御嶽山の最高点の剣ヶ峰、山頂部に御嶽神社、御嶽剣ヶ峰山荘、御嶽頂上山荘（2014年9月6日撮影）

- 王滝口…田の原登山口2軒（田の原山荘および御嶽観光センター・ただし山小屋とされないことが多い）・王滝頂上（王滝頂上山荘）・剣ヶ峰山頂（御嶽剣ケ峰山荘・旧称「剣ヶ峰旭館」）
- 黒沢口…7合目（行場山荘・旧称「一ノ又行者小屋」または「覚明行場小屋」）・8合目（女人堂・別称「金剛堂」）・9合目（石室山荘）
- 小坂口…飛騨頂上（五の池小屋）

- 二ノ池周辺…池畔（二ノ池山荘）・飛騨側（二の池ヒュッテ）（なお、二ノ池山荘と二の池ヒュッテは全くの別経営である）

| 画像 | 名称           | 所在地                      | 標高 (m) | 御嶽山からの 方角と距離 (km) | 収容 人数 | 備考                              |
| --- | -------------- | --------------------------- | -------- | ---------------------------- | --------- | --------------------------------- |
| | 五の池小屋     | 小坂口飛騨頂上 五ノ池の北畔 | 2,780    | 北 1.8                       | 100       | 2010年増築                        |
| | 女人堂         | 黒沢口8合目                 | 2,470    | 東 1.6                       | 120       | 別名が金剛堂                      |
| | 石室山荘       | 黒沢口9合目                 | 2,800    | 東北東 0.7                   | 80        |                                   |
| | 二の池ヒュッテ | 二ノ池の北西傍              | 2,900    | 北 0.7                       | 250       | 2014年9月噴火前は入浴施設があった |
| 2014年の御嶽山噴火後に解体された二ノ池本館の場所に再建されたニノ池畔にある「ニノ池山荘」、長野県木曽郡木曽町にて（2021年7月17日撮影） | 二ノ池山荘     | 二ノ池の東畔                | 2,900    | 北北東 0.6                   | 100       | 2014年9月噴火前は入浴施設があった |

以下は、2014年9月噴火の前まで営業していた山小屋である。
| 画像 | 名称           | 所在地       | 標高 (m) | 御嶽山からの 方角と距離 (km) | 収容 人数 | 備考                   |
| ---- | -------------- | ------------ | -------- | ---------------------------- | --------- | ---------------------- |
|      | 覚明堂         | 黒沢口9合半  | 3,000    | 東北東 0.6                   | 100       | 傍らに覚明行者の霊場   |
|      | 御嶽頂上山荘   | 山頂直下南東 | 3,040    | 南東 0.03                    | 70        |                        |
|      | 御嶽剣ヶ峰山荘 | 山頂直下南東 | 3,040    | 南東 0.03                    | 150       |                        |
|      | 王滝頂上山荘   | 王滝口頂上   | 2,930    | 南南東 0.5                   | 100       | 王滝御嶽神社奥社と隣接 |
|      | 田ノ原山荘     | 王滝口7合目  | 2,200    | 南東 3.0                     | 136       | 御嶽観光センターに隣接 |

#### 避難小屋
- 王滝口…8合目避難小屋、9合目避難小屋
- 開田口…7合目避難小屋（荒廃し倒壊）、三ノ池避難小屋、白竜避難小屋

#### 焼印
多くの有人山小屋や山頂神社社務所では、宗教登山に使われる金剛杖に焼印を押印するサービスを有料で行っている。1891年（明治24年）に登山道の神社などで、「登山杖に記念の印を捺します」の看板が設置されこの焼印が行われていた。富士山で特にポピュラーなサービスであるが、御嶽山でも実施する山小屋を少し減らしながらも現存しており、貴重な存在である。ただ、富士山ほど押印希望者は多くなく、希望者が現われてから焼印を加熱するところが多いため、焼印に時間がかかることが多い。また、押印の料金も富士山よりも割高になっている。

### 登山者数の推計
昭和中期までの木曽側からの御嶽山の登山者数は下表のように推計されている。2010年頃の黒沢口から入山者は年間3万人を越える程度であった。
| 年度               | 登山者数 | 備考                   |
| ------------------ | -------- | ---------------------- |
| 1887年（明治20年） | 8,000    | 故老の談話による       |
| 1914年（大正3年）  | 30,000   | 『木曽案内』による     |
| 1917年（大正6年）  | 50,000   | 丸山梓水『木曽』による |
| 1929年（昭和4年）  | 37,900   | 木曽福島駅調査による   |
| 1936年（昭和11年） | 41,999   | 木曽福島駅調査による   |
| 1939年（昭和14年） | 63,020   | 木曽福島駅調査による   |
| 1951年（昭和26年） | 26,900   | 木曽福島駅調査による   |
| 1955年（昭和30年） | 31,458   | 木曽福島駅調査による   |

## 地理
木曽川水系の源流の山であり、西側から飛騨川、東と南側から王滝川などの本流へと流れ太平洋側の伊勢湾へ流れる。剣ヶ峰の山頂には一等三角点（点名が「御岳山」、標高3,063.41 m）が設置されていて、一等三角点百名山のひとつに選定されている。最高点は御嶽神社の西側のある岩の標高点。日本で14番目に高い山。南東中腹の王滝村の区域は「御岳高原」と呼ばれている。

### 周辺の山

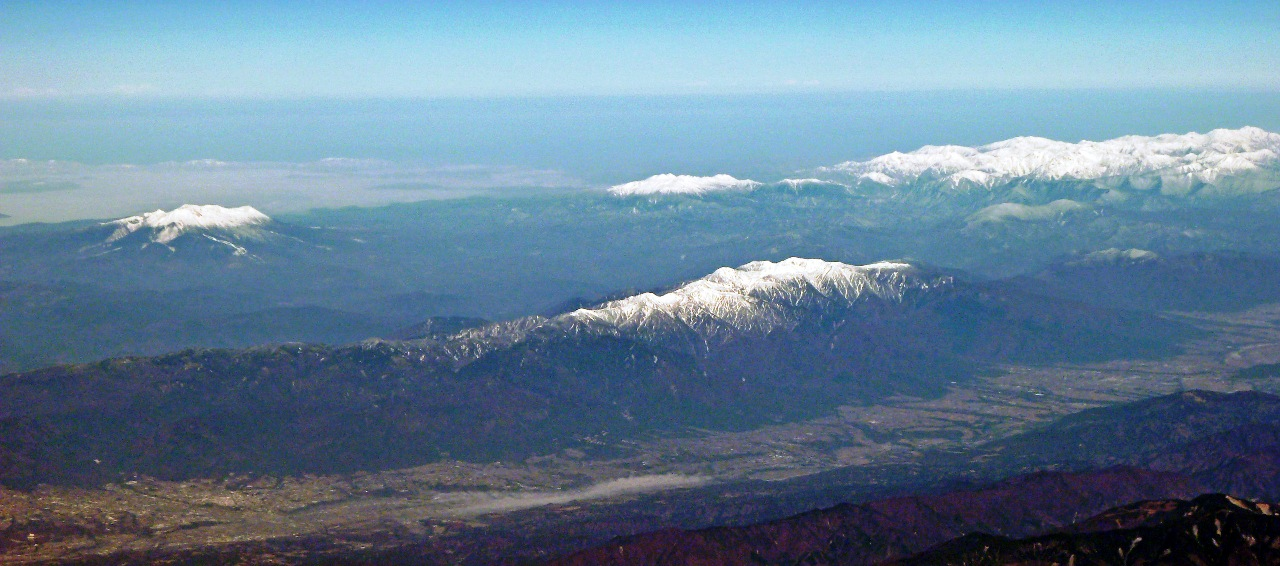
手前・木曽山脈と左奥に御嶽山と右奥・飛騨山脈。間に稜線はない。

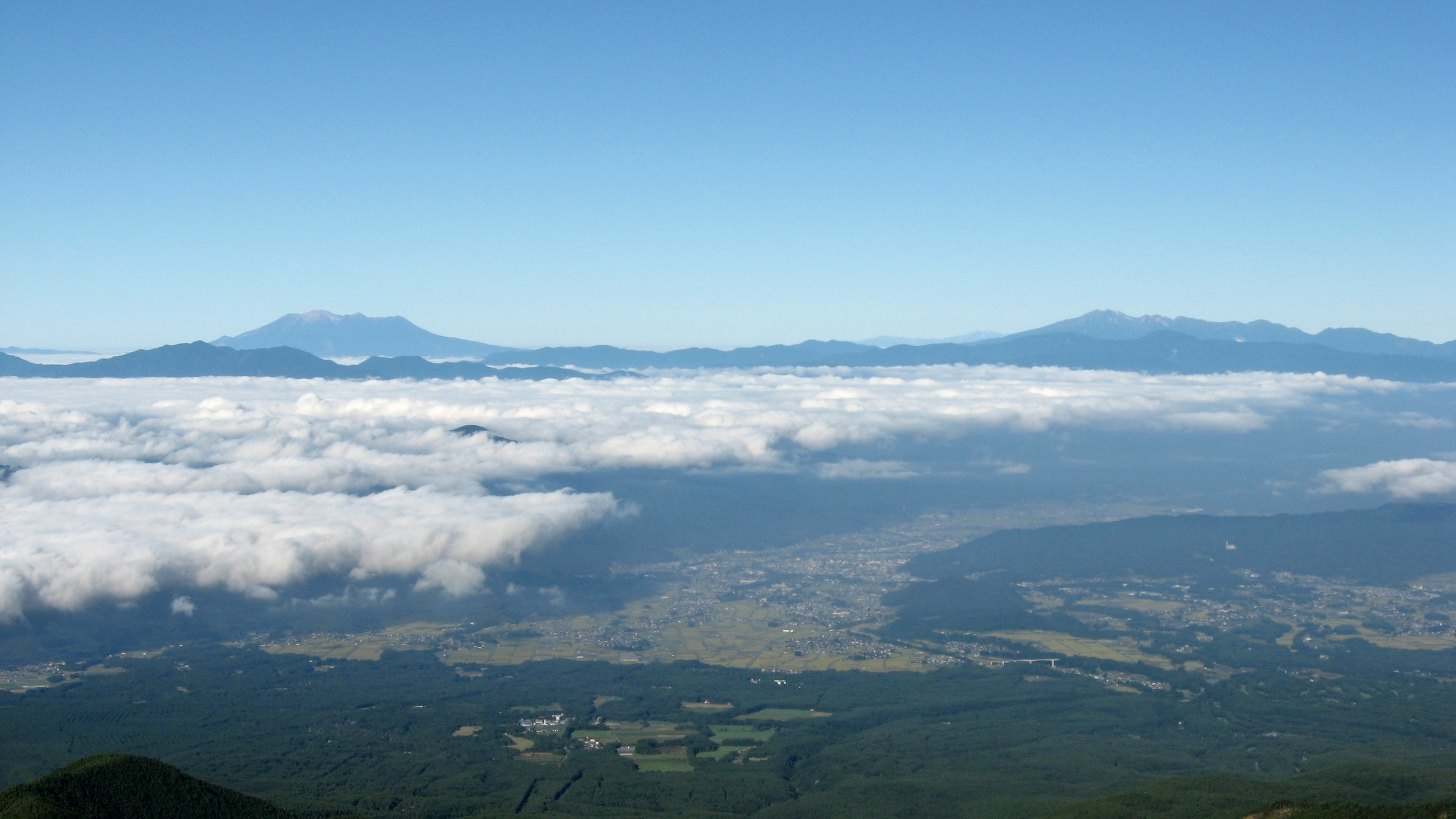
八ヶ岳から望む御嶽山（左）と乗鞍岳（右）

独立峰であるため、周囲の多くの山からその山容を望むことができる。山頂部は広く、複数のピークから成る。濃尾平野からも北東にその大きな山容が望める。岐阜県側には前衛の山として、ぎふ百山の一つである御前山（1,646 m）と続ぎふ百山の一つである下呂御前山（1,412 m）がある。
| 山容                                                                         | 山名       | 標高 (m) | 三角点等級 基準点名             | 御嶽山からの 方角と距離(km) | 備考         |
| ---------------------------------------------------------------------------- | ---------- | -------- | ------------------------------- | --------------------------- | ------------ |
| 御嶽山の王滝頂上方面から望む白山（2013年7月9日）                             | 白山       | 2,702.14 | 一等 「白山」                   | 西北西 70.2                 | 日本百名山   |
| 御嶽山から望む乗鞍岳と槍ヶ岳（2014年9月6日）                                 | 乗鞍岳     | 3,025.73 | 一等 「乗鞍岳」                 | 北北東 24.6                 | 日本百名山   |
| 野麦峠スキー場から望む鎌ヶ峰（2009年4月19日）                                | 鎌ヶ峰     | 2,121.25 | 二等 「鎌ケ岳」                 | 北東 18.3                   |              |
| 鉢盛山から望む御嶽山、右手前は継子岳（日和田富士）（2008年4月25日）          | 御嶽山     | 3,067    | （一等） 「御岳山」 (3,063.61m) | 0                           | 日本百名山   |
| 御嶽山から望む小秀山周辺の阿寺山地の山並み（2014年9月6日）                   | 小秀山     | 1,981.86 | 二等 「小秀山」                 | 南南西 14.1                 | 日本二百名山 |
| 御嶽山の王滝口登山道から望む中央アルプスの木曽駒ヶ岳と宝剣岳（2014年5月2日） | 木曽駒ヶ岳 | 2,956.14 | 一等 「信駒ケ岳」               | 東南東 31.4                 | 日本百名山   |
| 御嶽山の山頂部から望む雲海と恵那山（2019年9月25日撮影）                      | 恵那山     | 2,191    | （一等） 「恵那山」 (2,190.28m) | 南南東 51.0                 | 日本百名山   |

### 源流の河川

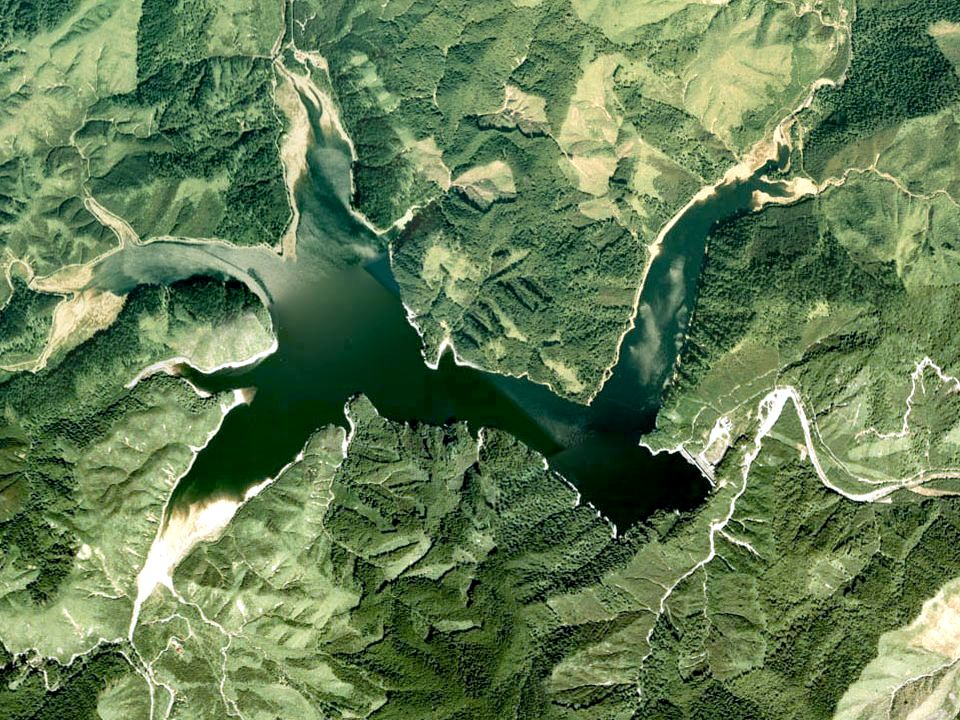
南山腹の木曽川水系王滝川上流部にある三浦ダム

源流となる以下の河川は木曽川水系で伊勢湾へ流れる。山頂の南東13.4 kmにある王滝川の牧尾ダムの御岳湖に貯水された水は愛知県などの飲料水、工業用水及び農業用水に利用されていて、その上流部には関西電力の水力発電用の三浦ダム（山頂の南西11.0 km）がある。王滝川の支流の濁川上流部の赤川では浸食と崩落が激しく「地獄谷」と呼ばれている。南面の王滝川の支流の濁川は、1979年10月28日噴煙後地獄谷上部の火口から白いガスと火山灰で黒色となった温泉水が大量に流れ出て白く濁った。
- 西野川、白川、王滝川（木曽川の支流）
- 飛騨川
- 秋神川、小坂川（飛騨川の支流）

### 主な峠
- 野麦峠 - 乗鞍岳との間に映画『あゝ野麦峠』などで有名となった峠がある。標高1,672 mで長野県道・岐阜県道39号奈川野麦高根線が通る。
- 長峰峠 - 国道361号にある岐阜県と長野県との県境で、暮岩川（飛騨川の支流）と西野川（木曽川の支流）との分水嶺となっている。
- 九蔵峠 - 国道361号の開田高原にある峠で、九蔵峠展望台からは西南西に御嶽山を望むことができる。
- 濁河峠 - 秋神川と濁河川（小坂川の支流）との分水嶺となっている。
- 白巣峠 - 白川（王滝川の支流）と付知川との分水嶺となっていて、林道が通る。
- 鞍掛峠 - 水無川（王滝川の支流）と竹原川（飛騨川の支流）との分水嶺となっていて、林道が通る。

### 交通・アクセス
南山麓の王滝川沿いには1923年（大正12年）に竣工された木曽森林鉄道の王滝森林鉄道が敷設され、1975年（昭和50年）5月30日まで国有林の材木の運搬に利用されていた。1925年（大正14年）に御嶽自動車商会（現在のおんたけ交通）が開業、おんたけ交通は山麓や御嶽山の登山口まで路線バスを運行している。1963年（昭和38年）に西山腹の名古屋営林局小坂営林署が運営する小坂森林鉄道濁河温泉線が開通し伐採した木材の運搬に利用されていたが、林道が敷設されトラックによる輸送への切り替えに伴い1971年（昭和46年）に廃止された。1966年（昭和41年）に山麓の王滝村の長野県道256号御岳王滝黒沢線から田の原までの「有料道路林道黒石線」が全線開通し、1997年（平成9年）4月1日に村道41号線（御岳スカイライン）として無料開放され、おんたけ2240のスキー場利用者、登山者、観光客などに利用されている。長野県道473号上松御岳線が南東の山麓から通じ無料化された白崩林道を経て中腹の中の湯まで通じている。東山麓を長野県道20号開田三岳福島線が通り、木曽町三岳の木曽温泉付近から御岳ロープウェイスキー場まで東山腹に「御岳ブルーライン」が通る。その鹿の瀬温泉から上部は冬期閉鎖されている。南東山麓の県道20号開田三岳福島線沿いに道の駅三岳がある。北東山麓に国道361号が通り、北山腹に岐阜県道463号朝日高根線、北西山腹に岐阜県道435号御岳山朝日線が通る。西山麓の下呂市小坂町から濁河温泉まで岐阜県道441号濁河温泉線が通り、「御嶽パノラマライン」と呼ばれている。小三笠山（標高2,029 m）の南面には御岳林道と王滝林道が通る。
王滝村側の木曽御岳山頂と木曽町側の三岳黒沢字石室、御岳山山頂、行場小屋、金剛堂、二ノ池小屋は日本郵便から交通困難地の指定を受けており、地外から当地宛に郵便物を送付することは出来ない。

#### 主な交通機関
- 松本空港の南西50 kmに位置する。
- JR東海中央本線木曽福島駅の西北西20.0 kmに位置し[5]、JR東海高山本線飛騨小坂駅の東南東21.2 kmに位置する。
- 中部縦貫自動車道（高山清見道路）高山インターチェンジの南東37.8 kmに位置し、中央自動車道伊那インターチェンジの西42.0 km、中津川インターチェンジの北46.3 km、塩尻インターチェンジの西南西51.4 kmに位置する。

#### 路線バス
岐阜県側のJR東海高山本線飛騨小坂駅及び高山駅から御嶽山の登山口である濁河温泉への濃飛バス路線は2007年（平成19年）11月30日に廃止された。
- 王滝・田の原線（黒沢・王滝線） - 長野県木曽合同庁舎前 - 木曽福島駅前 - 王滝 - 田の原（御嶽山登山口）、2006年7月よりおんたけ交通から王滝村営バスに移管された。
- 御岳ロープウェイ線 - 木曽福島駅前から御岳ロープウェイまでの区間、2006年（平成18年）6月1日よりおんたけ交通から木曽町生活交通システムに移管された。
- チャオスノーリゾート線（おんたけ交通） - 木曽福島駅前 - チャオ御岳スノーリゾート - 濁河温泉

## 観光

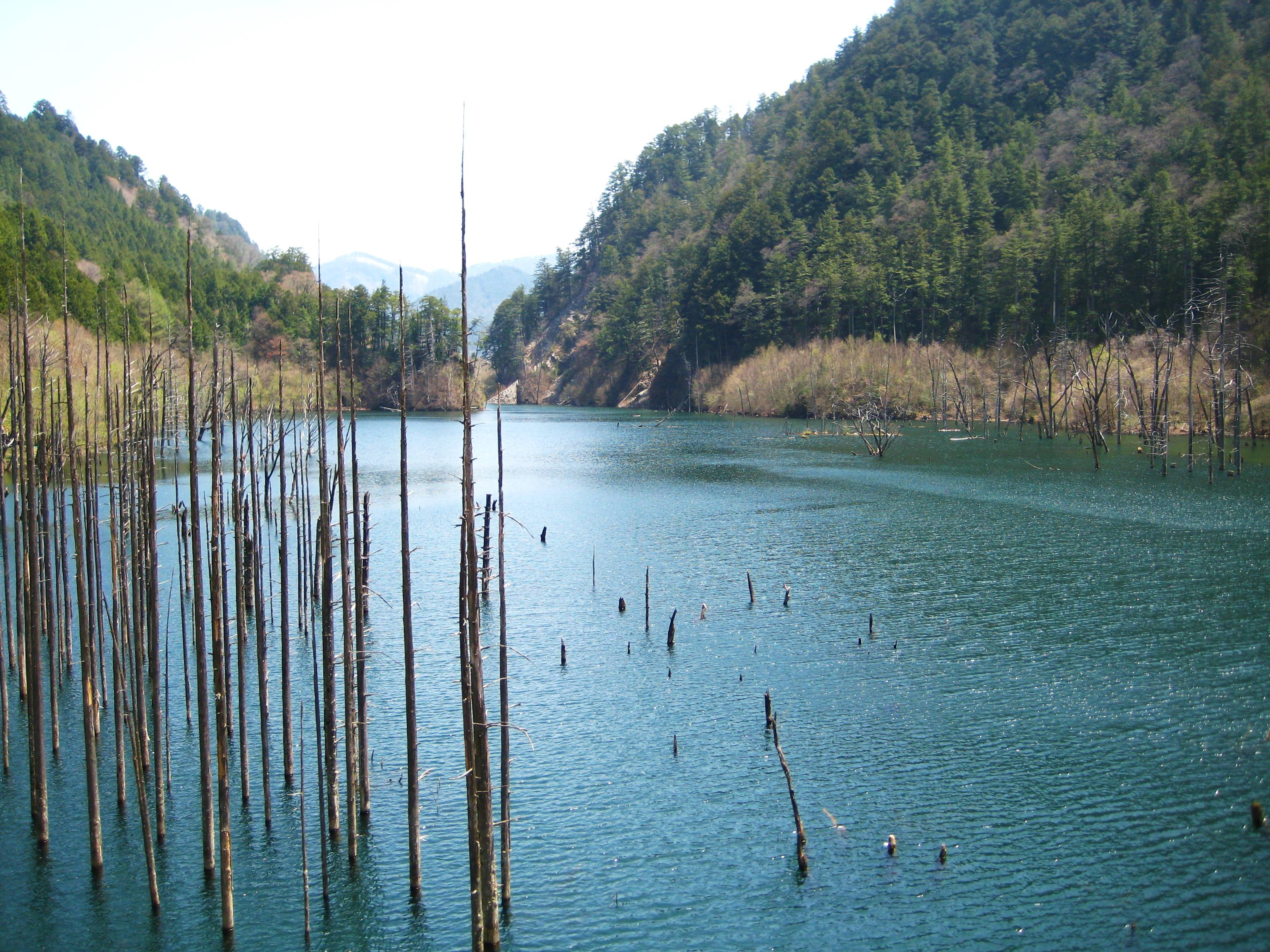
1984年（昭和59年）9月14日に発生した長野県西部地震で王滝川が堰き止められて誕生した自然湖

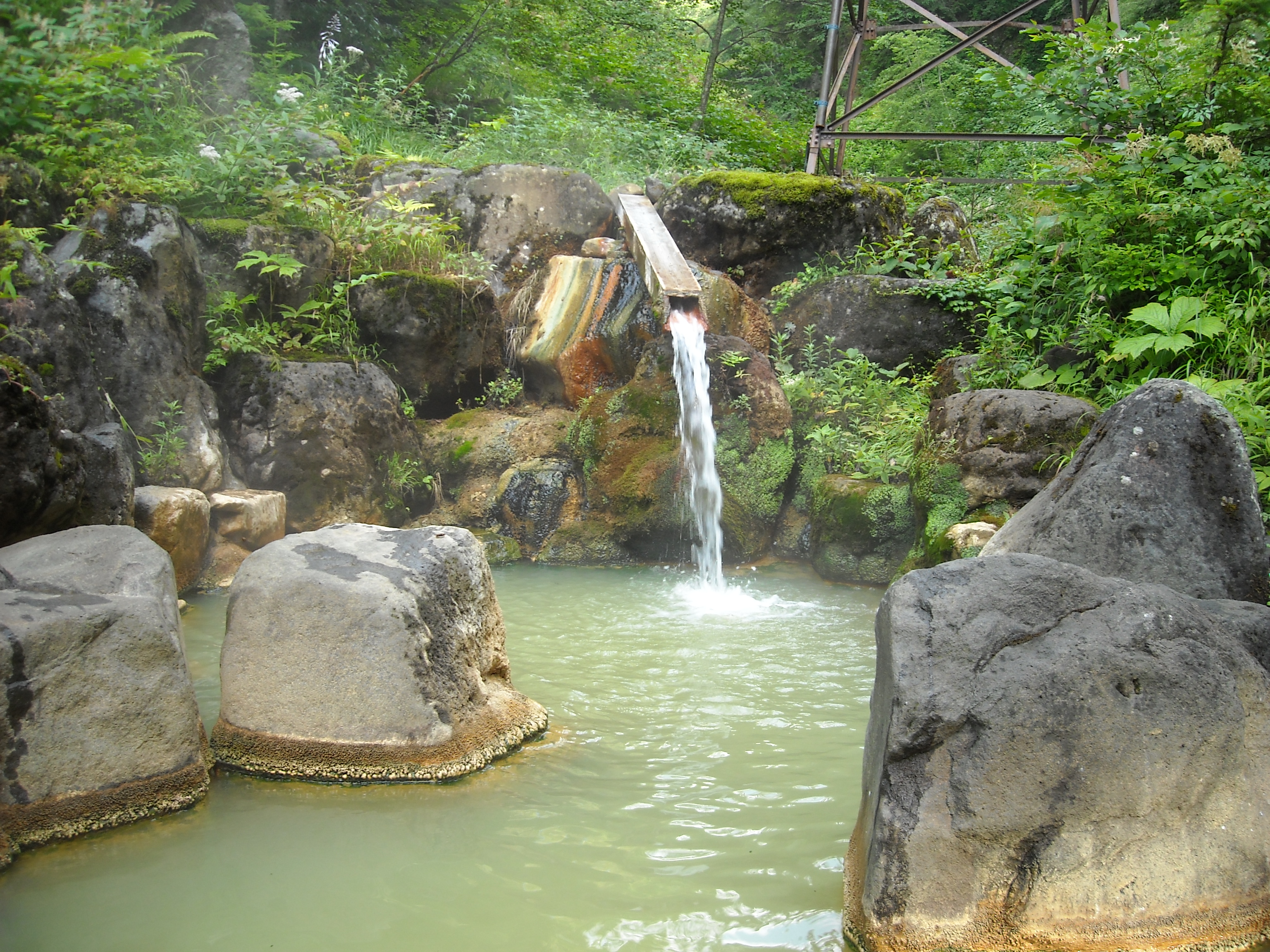
濁河温泉（岐阜県下呂市、御嶽山の濁河口の登山口）

### 主な観光スポット
- 御嶽山ビジターセンター[238]
  - 長野県立御嶽山ビジターセンター「やまテラス王滝」（長野県王滝村）[238]
  - 木曽町御嶽山ビジターセンター「さとテラス三岳」（長野県木曽町）[238]
- 御嶽山資料館 - 王滝口の二合目の木曽郡王滝村大又にある。
- 田の原天然公園 - 御嶽山の登山道の王滝口標高約2,200m付近に広がる天然公園で、湿原、背の低い針葉樹林帯に遊歩道や展望台が整備されている[165]。
- 御岳ロープウェイ - 御岳ロープウェイスキー場は2013年にスキー場の営業を休止していて、冬期の運行が行われていない[239]。
- 開田高原 - 蕎麦の産地や木曽馬の里としても知られ、乗馬体験ができる施設がある。
- 自然湖 - 長野県西部地震によりせき止められた木曽川の支流である王滝川上流の湖で、立ち枯れの木が湖の中に並んでいて夏季シーズンのカヌーが人気となっている[240]。
- 御岳湖 - 王滝川の牧尾ダムによりできた湖。
- おんたけ休暇村 - 御岳高原にある名古屋市の保険休養地、周辺には木曽御岳カントリークラブのゴルフ場がある。
- 濁河温泉 - 御嶽山の濁河口の登山口にある温泉
- 東京大学天文台木曽観測所 - 東京大学大学院理学系研究科附属天文学教育研究センターの木曽観測所が木曽郡木曽町三岳10762-30にあり、1977年（昭和55年）2月に香西洋樹と古川麒一郎が発見した小惑星がその場所にちなんで「御嶽」と命名された。
- 飛騨御嶽高原高地トレーニングエリア - 北西山腹にある高地トレーニング施設。2007年（平成19年）に濁河温泉付近に下呂市が「御嶽パノラマグランド」を開設した。濁河温泉とチャオ御岳リゾートを結ぶ「飛騨御嶽尚子ボルダーロード」が整備されている[241]。
- 小坂の滝めぐりコース - 西山腹の下呂市小坂町の飛騨川の支流の小坂川には落差5 m以上の滝が200以上あり[6][57]、多数の滝めぐりコースが紹介されている[105]。滝によってはガイドが必要な箇所もある[105]。
  - 三ツ滝コース（椹谷） - 三ツ滝（上段の落差5 m、中段11 m、下段6 m）、あかがねとよ（落差14 m）、からたに滝（落差15 m）
  - 仙人滝コース（濁河川上流部） - 仙人滝（落差30 m）、無名の滝（落差15 m）、白糸の滝（落差15 m、日本の滝百選）、緋の滝（落差20 m）根尾の滝
（落差 63m・幅 5m）

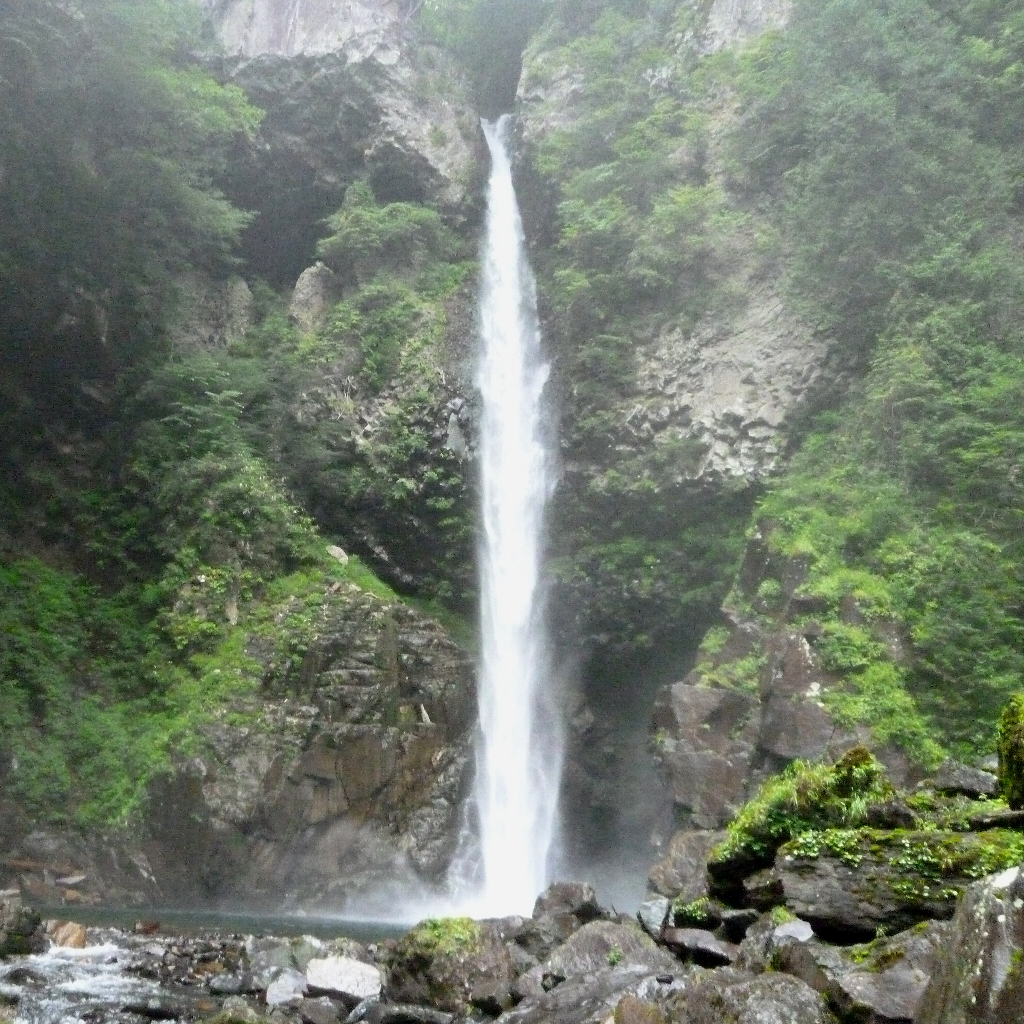
根尾の滝
（落差 63m・幅 5m）

  - 根尾の滝コース（濁河川） - 根尾の滝（落差63 m、日本の滝百選）
  - 材木滝コース（兵衛谷） - 材木滝（落差23 m）、翡翠の滝（上段の落差10 m、下段8 m）
  - あまつばの滝コース（椹谷） - あまつばの滝（落差17 m）、二段の滝（上段の落差10 m、下段3 m）、孫八滝（落差15 m）、焼小屋の滝（落差17 m）
  - 観音滝コース（大洞川） - 観音滝（落差9 m）、立岩の滝（落差45 m）、塩滝（落差15 m）
  - 濁滝コース（濁河川） - 二段の滝（上段の落差10 m、下段10 m）、くの滝（落差15 m）、濁滝（落差27 m）
  - 岩折の滝コース（兵衛谷） - 岩折の滝（落差21 m）、屏風の滝（落差28 m）、吹上の滝（落差25 m）
  - 千畳の滝コース（真谷） - 千畳の滝（落差50 m）
  - しょうけ滝コース（兵衛谷） - しょうけ滝（落差23 m）、扇滝（落差6 m）
  - 龍門の滝コース（兵衛谷） - 龍門の滝（落差15 m）、袴滝（落差20 m）
  - 回廊の滝コース（椹谷） - 回廊の滝（落差40 m）、開門の滝（落差40 m）
  - 百間滝コース（兵衛谷） - パノラマの滝（上段の落差50 m、下段10 m）、百間の滝（落差60 m）

### スキー場

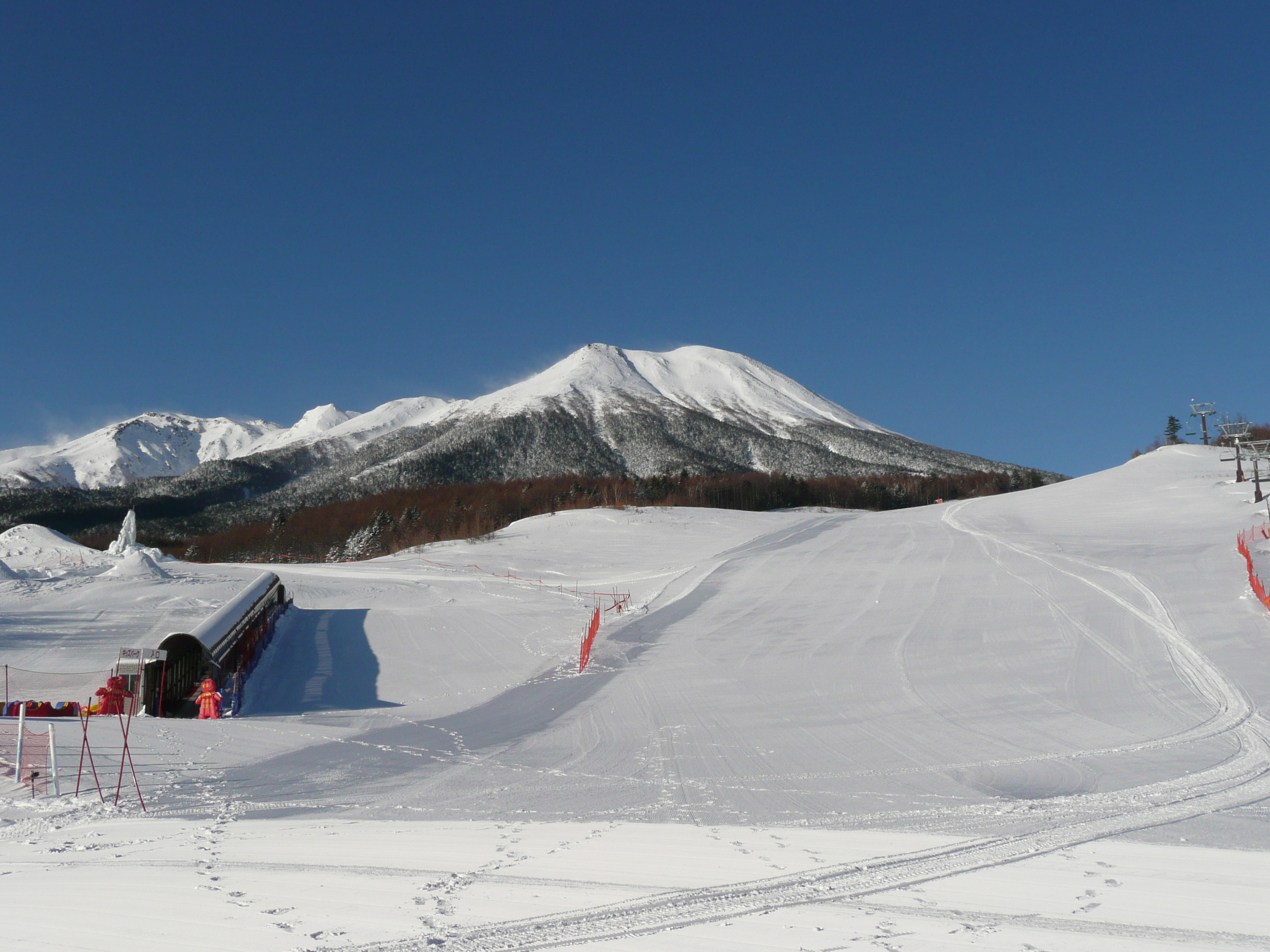
開田高原マイアスキー場から望む「日和田富士」と呼ばれる継子岳

北側と東側の山腹には以下のスキー場があり、標高の高い位置（上部は標高2,000 m以上）にあり雪質が良く、ゴールデンウィーク頃の遅い時期まで滑走が可能である。王滝村は、村営であった旧おんたけスキー場の負債により厳しい財政状況となっている。
- おんたけ2240（旧おんたけスキー場）
- 御岳ロープウェイスキー場 - 平成22年度より冬季営業休止
- 開田高原マイアスキー場
- チャオ御岳スキー場

### 眺望スポット
3,000mを越える高山であるが、奥深い山中にあるため、山体全体を眺められる場所は意外と少ない。高山市中切町の「中切町付近の山より望む御嶽山」、高山市久々野町無数河の「舟山山頂道路より望む御嶽山」、高山市朝日町西洞の「鈴蘭高原より望む御嶽山」、高山市朝日町胡桃島の「胡桃島キャンプ場近く展望台より望む御嶽山」と「秋神地域より望む継子岳」が、「新高山市100景」のひとつに選定されている。
- 長野県側に、九蔵峠と地蔵峠などがある[129]。
- 岐阜県側に、御嶽パノラマライン、日和田高原、御嶽鈴蘭高原などがある。

## 御嶽山の風景
独立峰である御嶽山の大きな山容を、名古屋市をはじめとした濃尾平野（尾張や美濃）や遠方の山からなどの各方面から望むことができる。東海地方の多くの 小中高等学校の校歌で山名が歌い込まれている。木曽谷では開田高原以外に麓から御嶽山を望める箇所は少ない。5月中旬ごろ、東面の9合目付近に残雪の白い背景に黒色の種をまくお爺さんの姿の雪形（ネガ型）が見られる。深田久弥は1965年（昭和39年）に第16回読売文学賞（評論・伝記賞）を受賞した『日本百名山』の著書で御嶽山の山容を
と表現している。

### 各方面からの山容

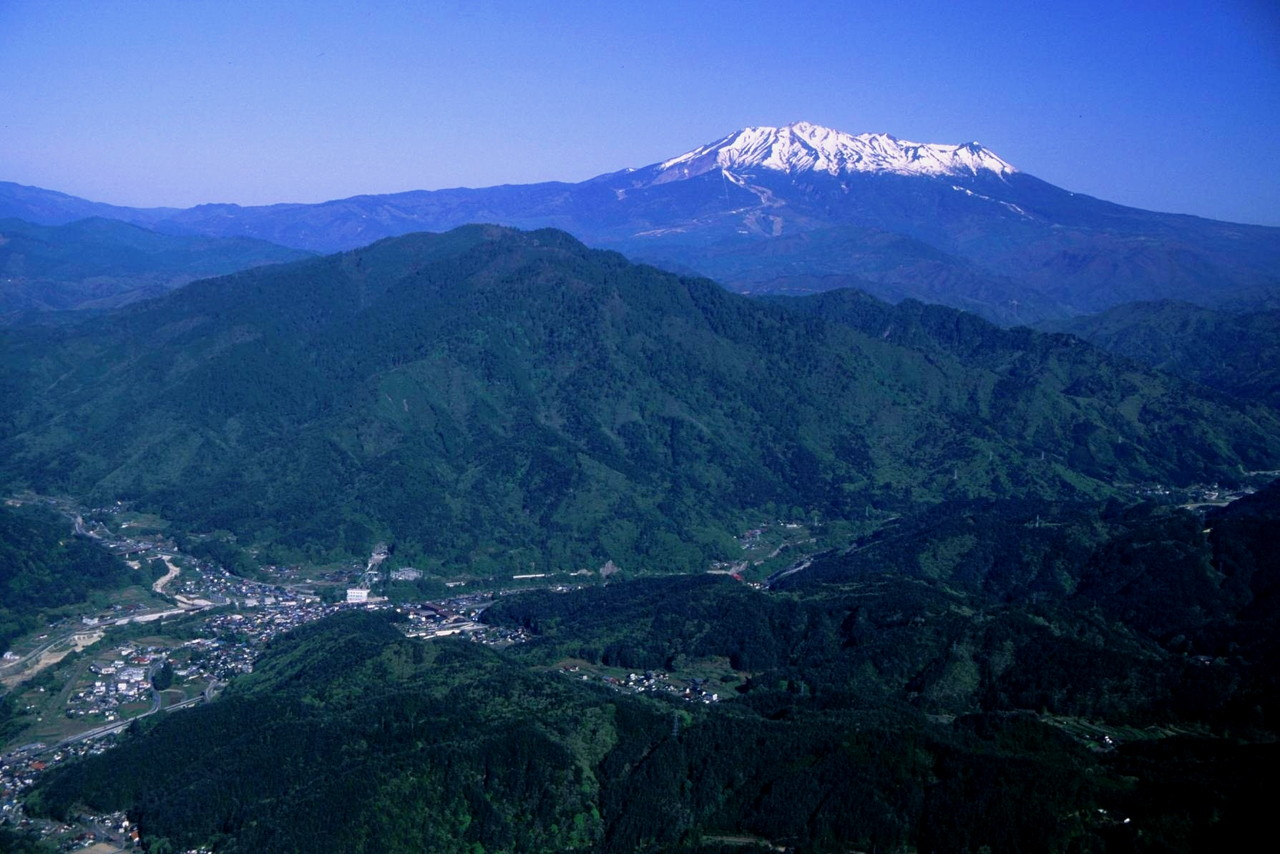
東の風越山より。
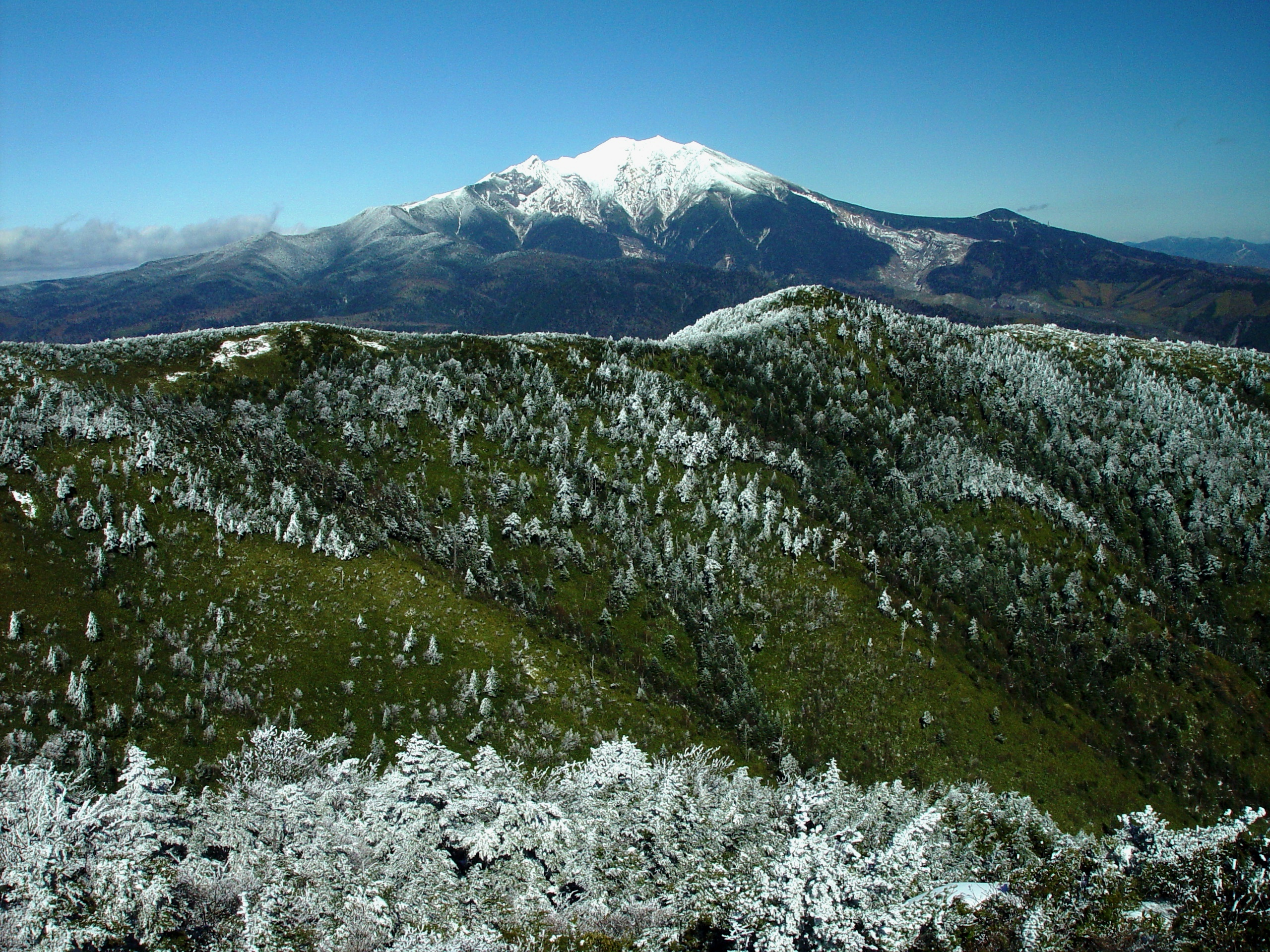
南の小秀山より。
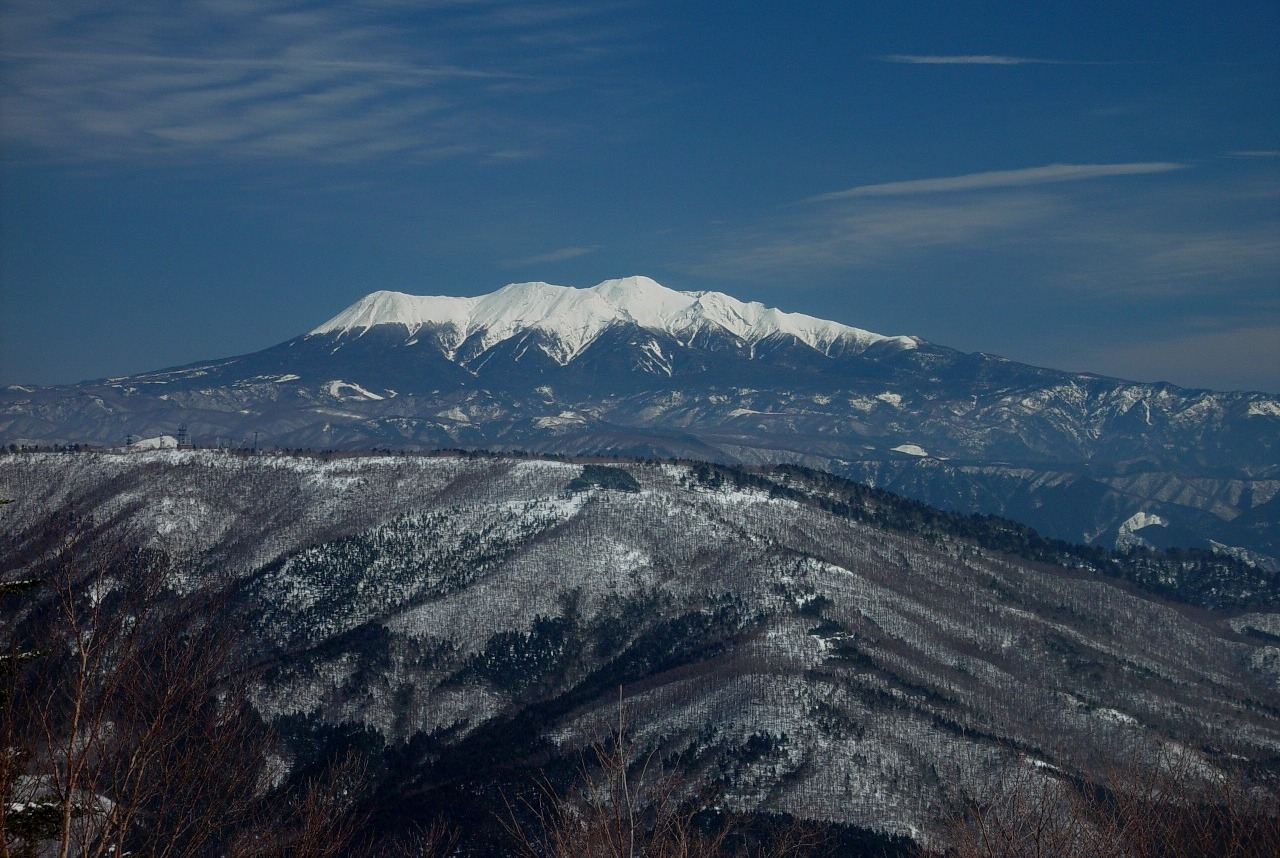
西の位山より。
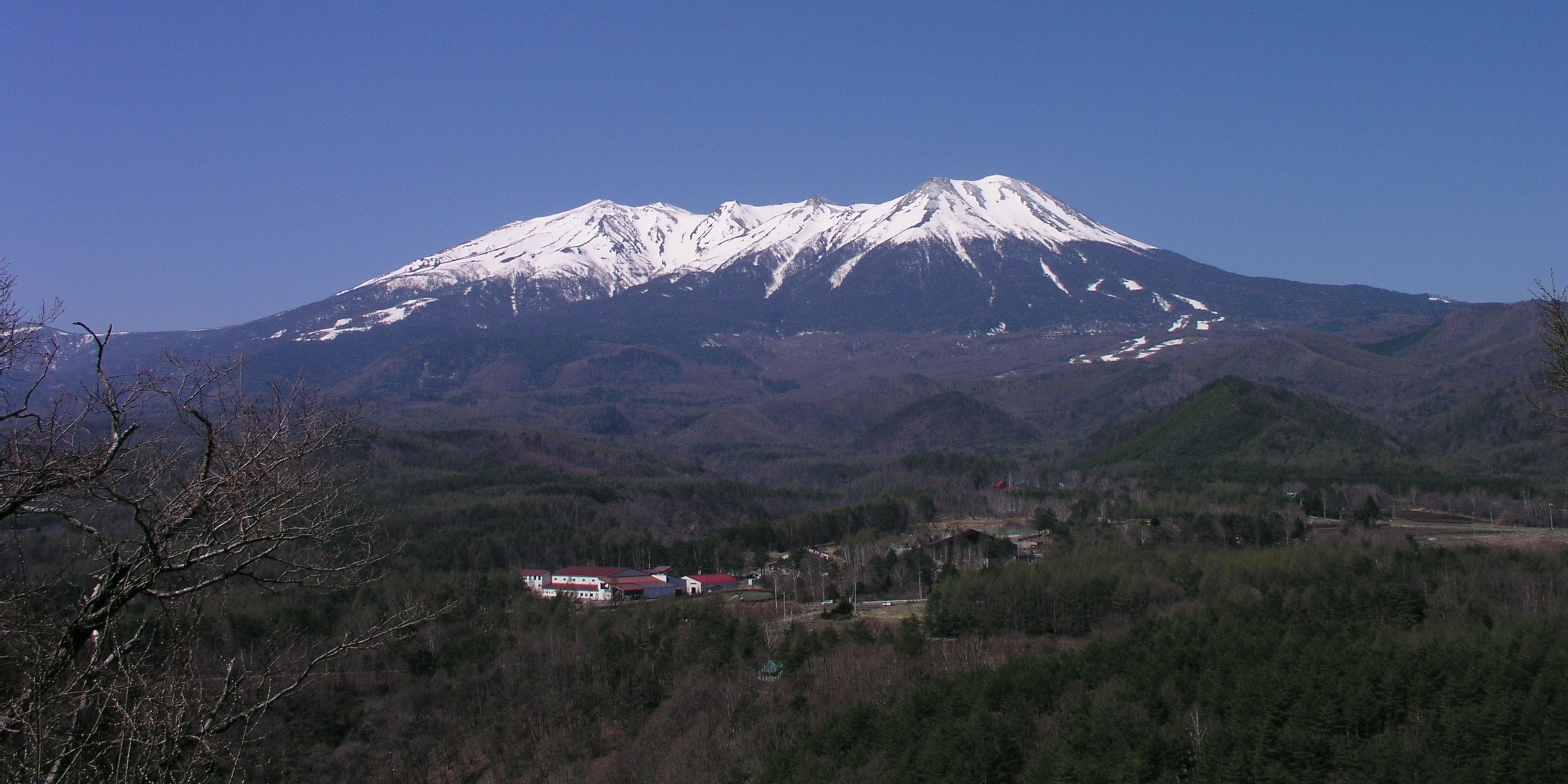
北の国道361号より。
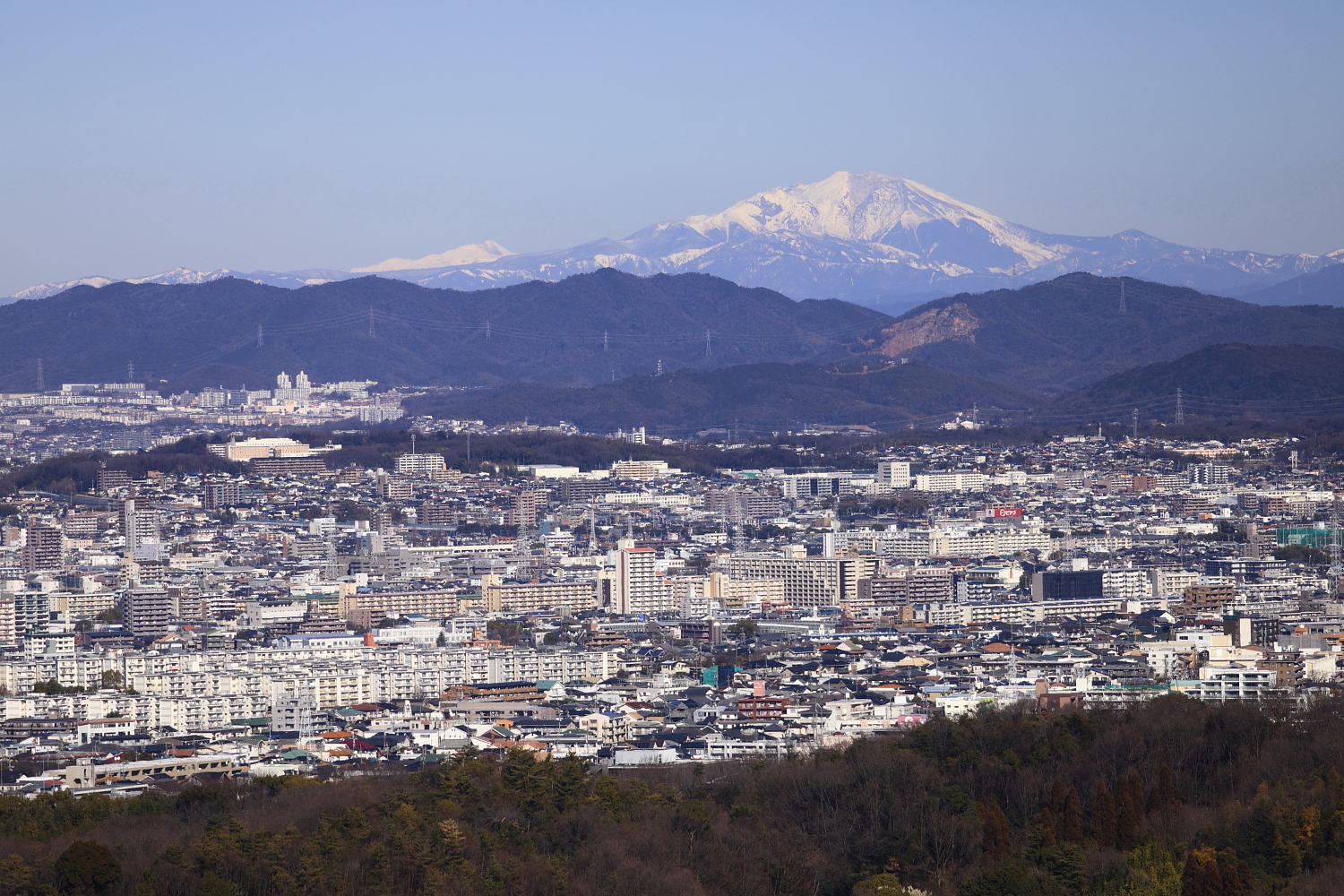
東山スカイタワーより。画像左奥は乗鞍岳。 （愛知県名古屋市千種区）
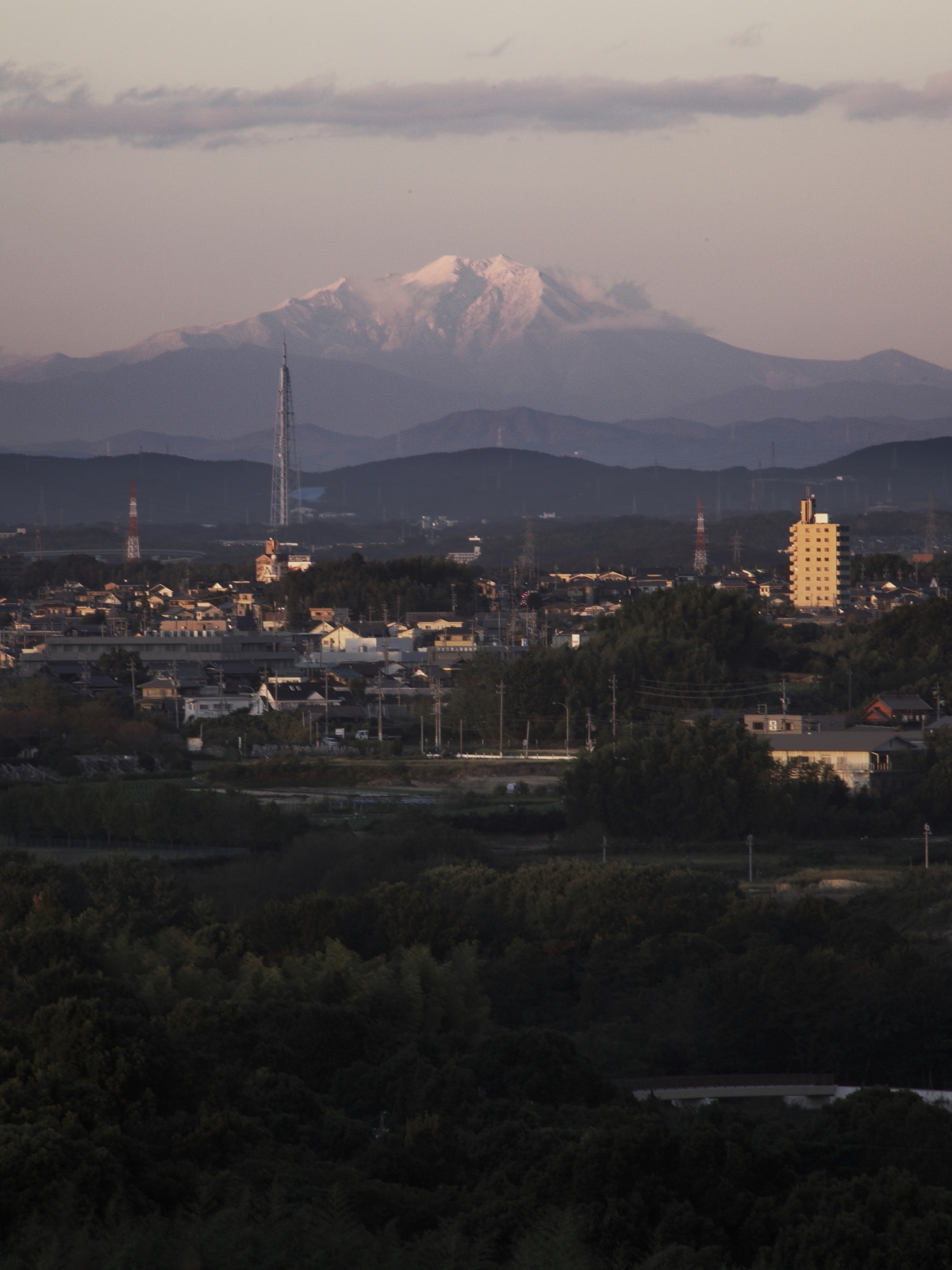
二村山より。 （愛知県豊明市）
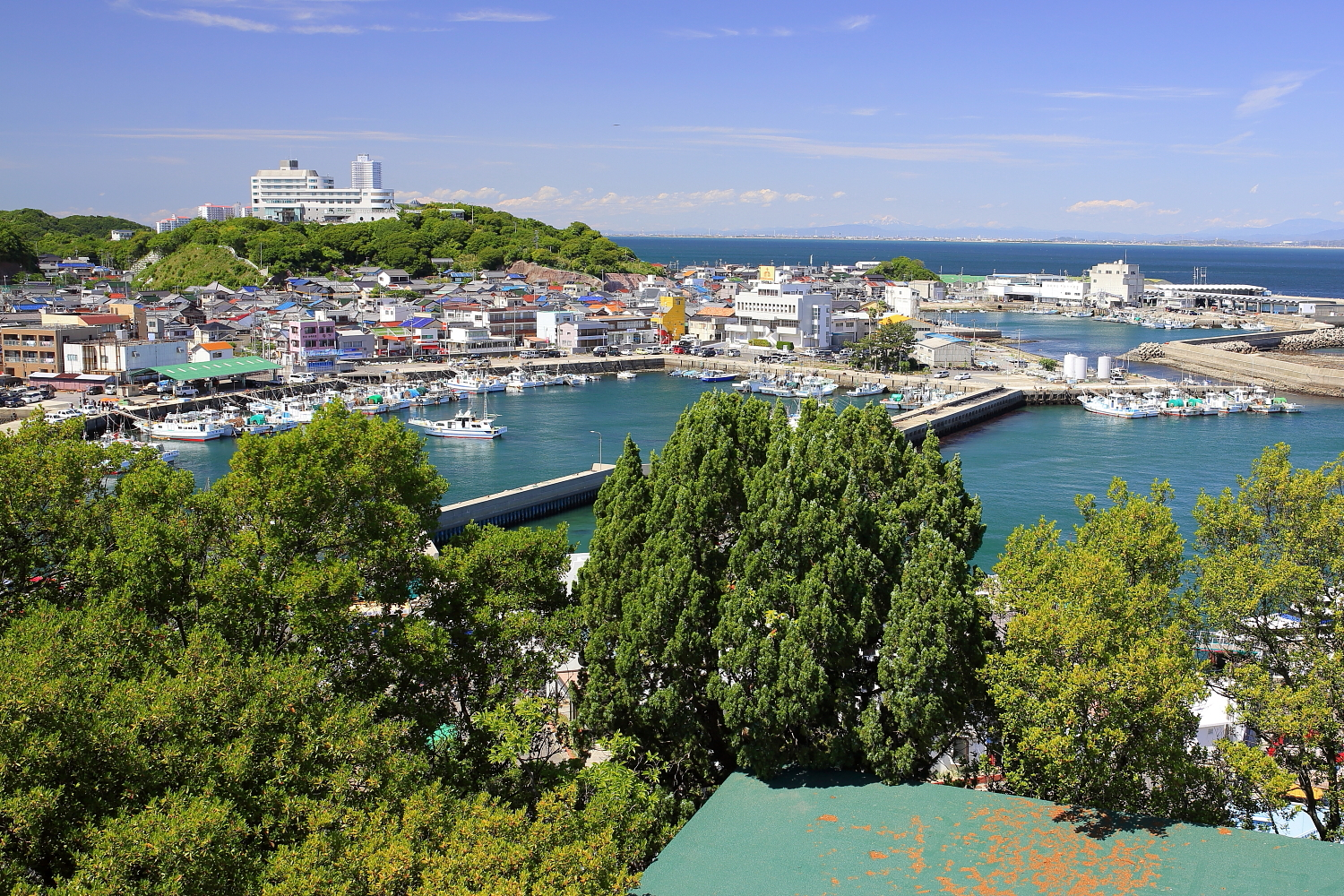
師崎港より（画像右奥）。 （愛知県知多郡南知多町）

### 御嶽山からの展望
山上部からは東に八ヶ岳、中央アルプス、南アルプス、富士山、南に小秀山などの阿寺山地、濃尾平野、西に白山などの両白山地、北にニノ池、乗鞍岳などの北アルプスが望める。

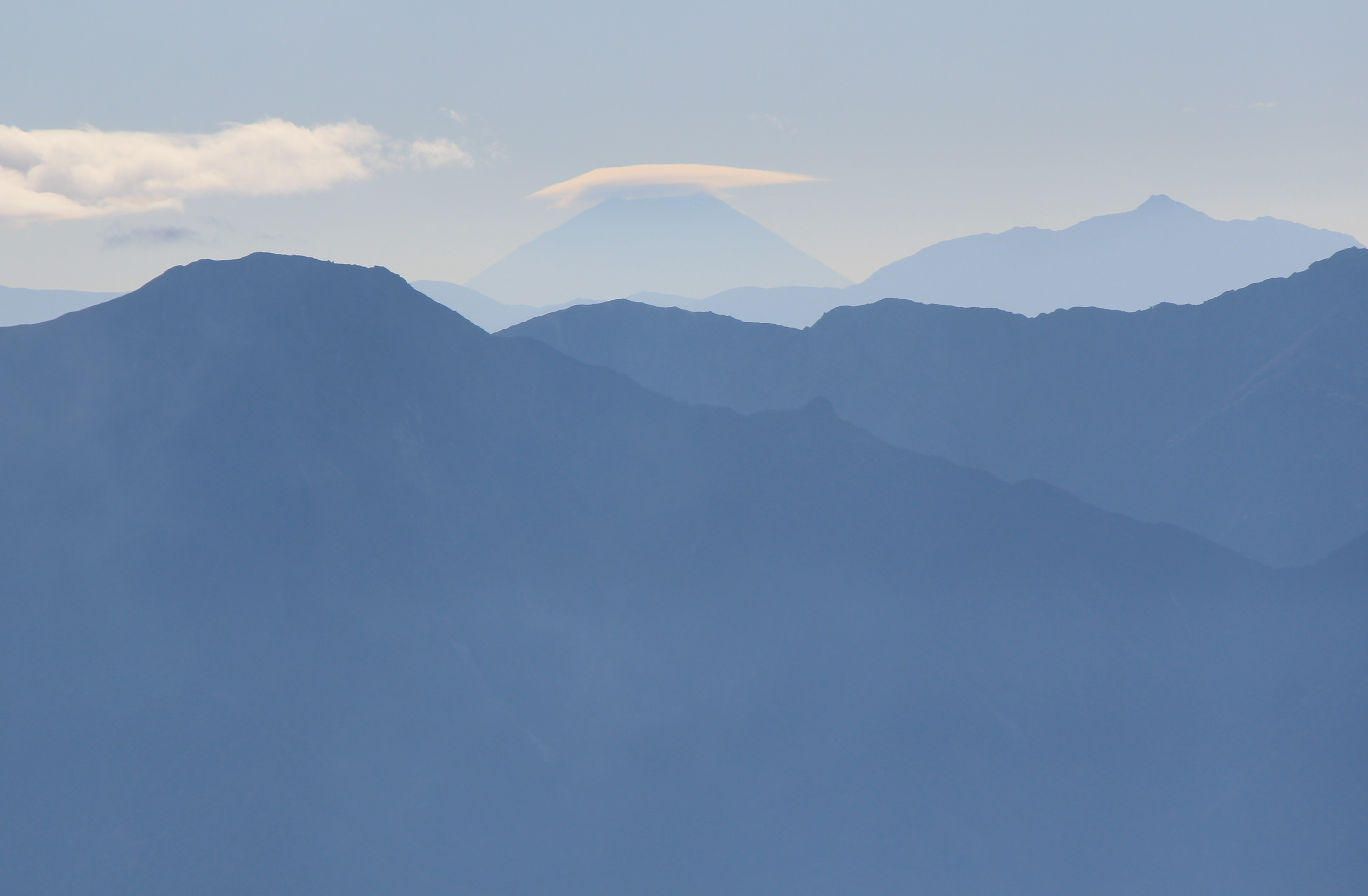
中央アルプス越しの富士山。
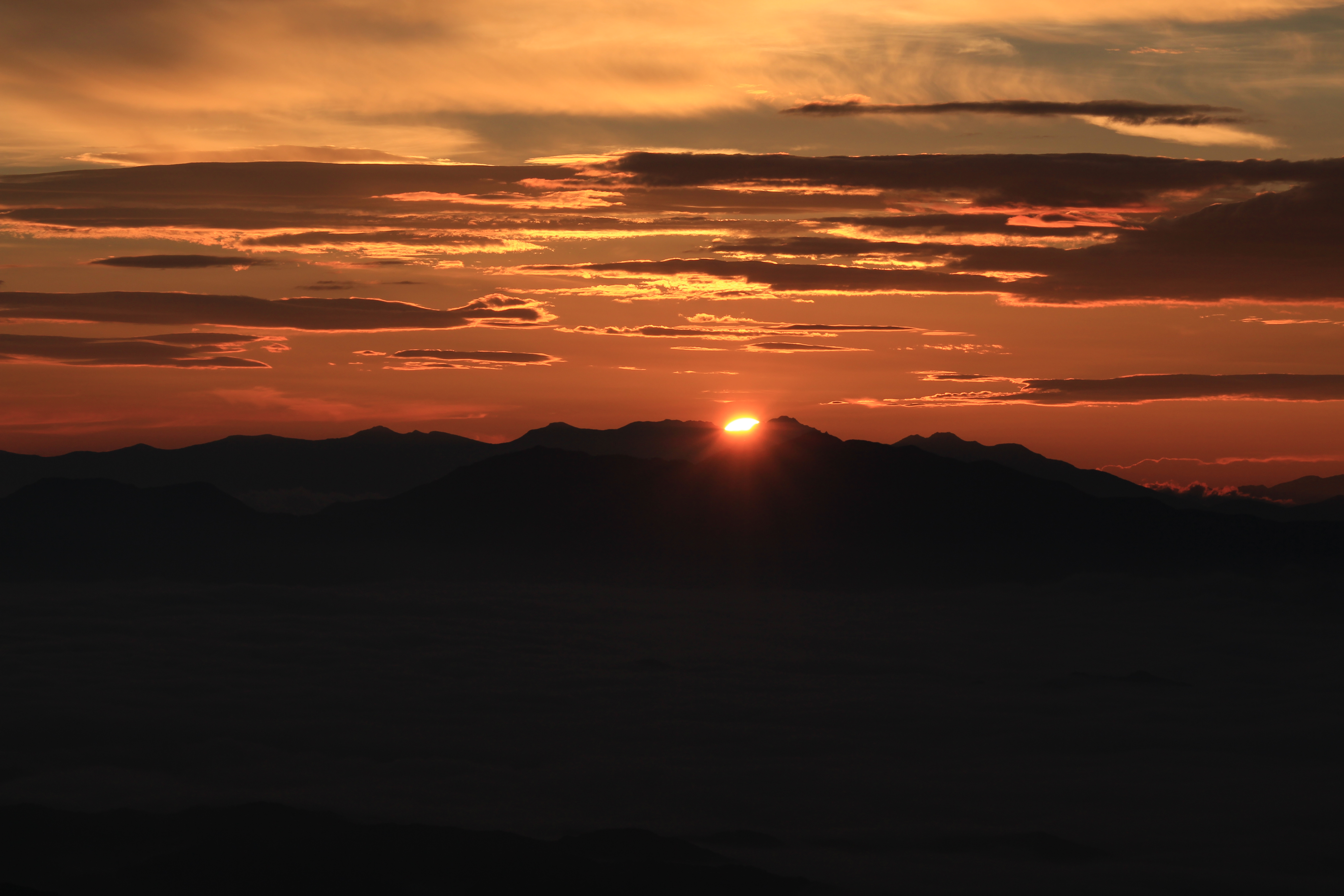
八ヶ岳とご来光。
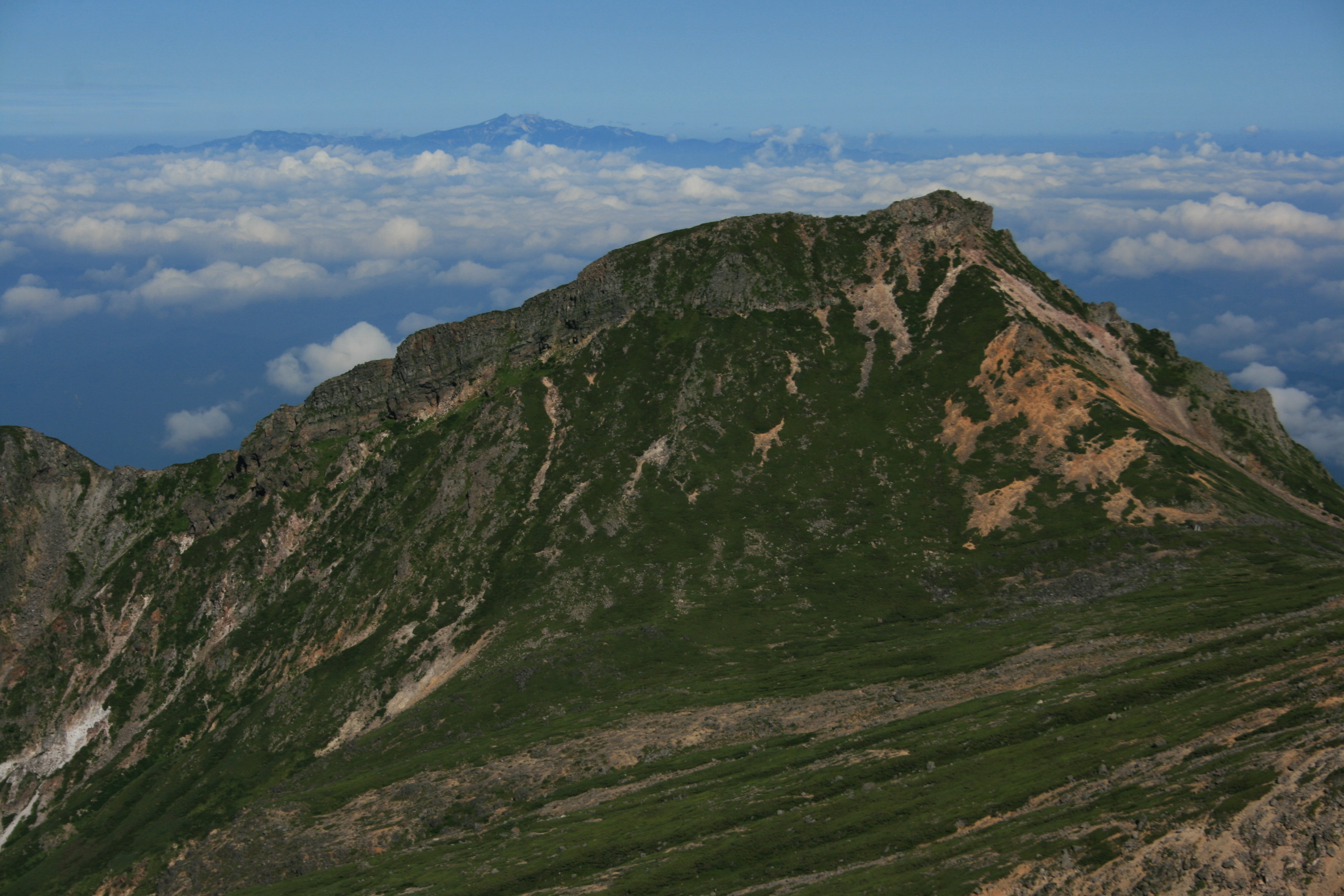
継母岳と白山。
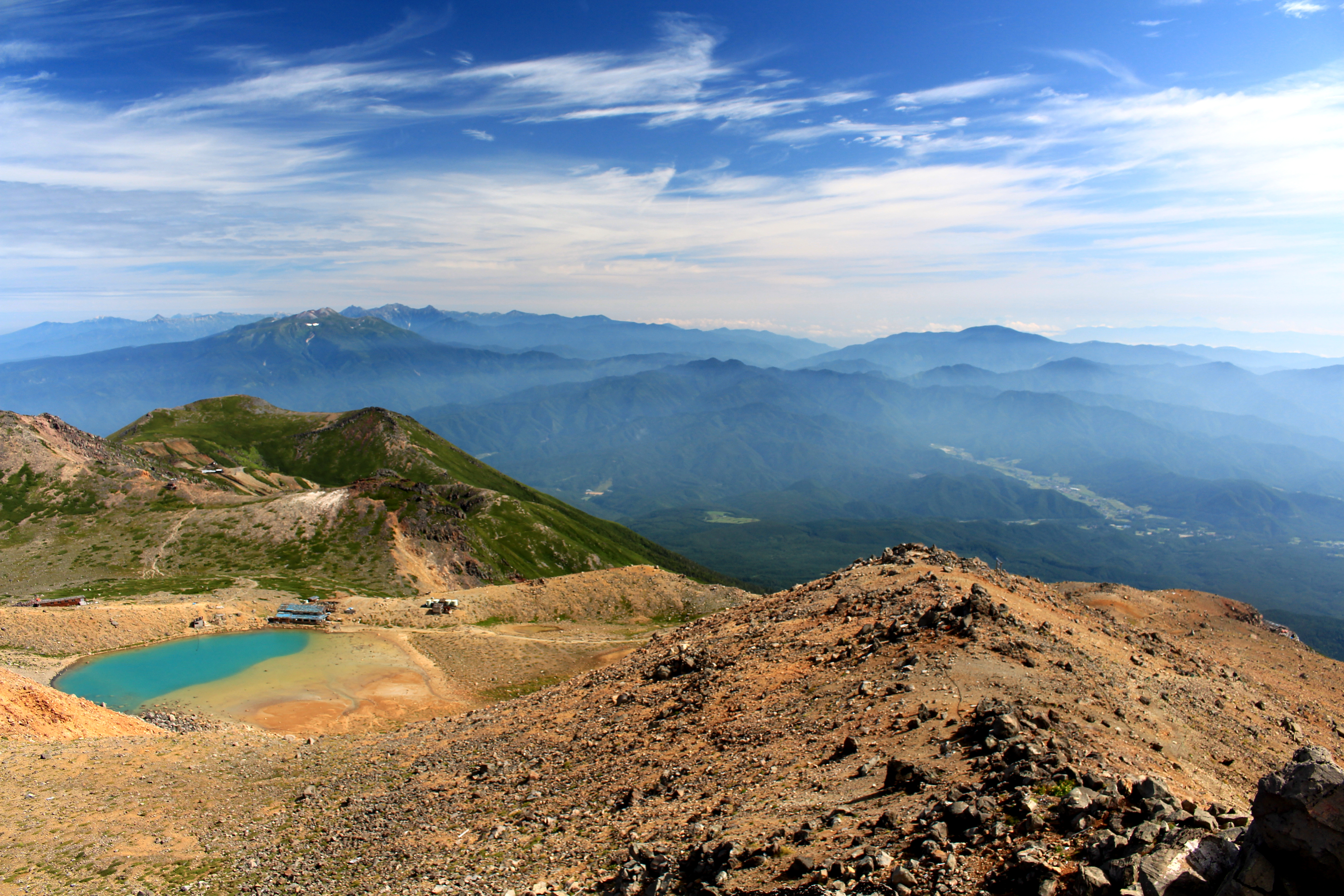
ニノ池と飛騨山脈（北アルプス）。

## メディア

### 古文書
- 『御嶽登山社礼伝祝詞巻』 - 1576年（天正4年）の古祭文
- 『御嶽縁起』 - 室町時代の中期1592年（天正20年）に書写された御嶽の神を祀る祝詞、祭文、縁起などの巻物
- 『御嶽蔵王権現登山次第』 - 1704年-1710年（宝永年間）の筆写本で道者の王滝口での登拝の方法などが記載されている[247]。
- 『登山古例之事』 - 道者の黒沢口での登拝の方法などが記載されている[247]。
- 『御嶽由来伝記』
- 『御嶽登山案内』
- 『御嶽一山記録』
- 『木曽採薬記』 - 1804年-1818年（文化年間）に水谷豊文が刊行[189]。

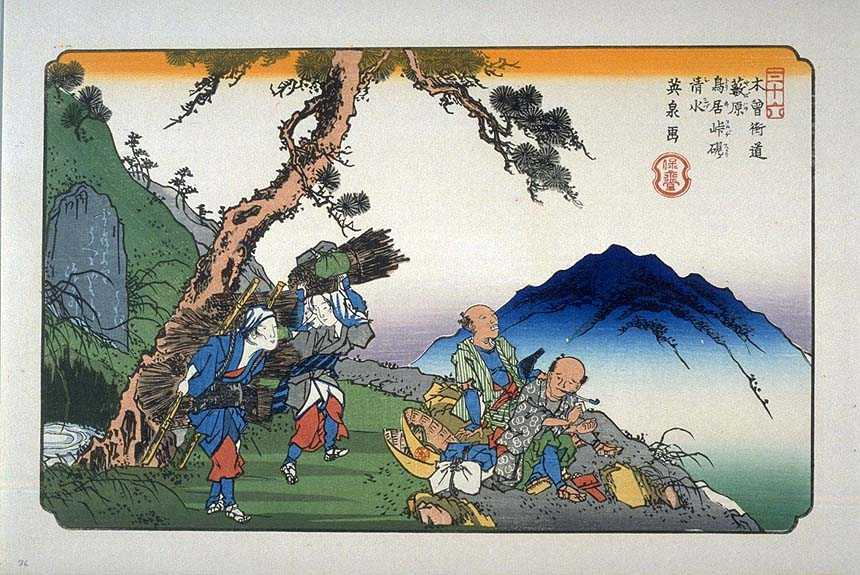
『木曾街道六拾九次 藪原』（渓斎英泉画）に鳥居峠から望む御嶽山が描かれている。

- 『中山道六十九次』の藪原宿と奈良井宿 - 1835-1837年（天保6-8年）頃に、渓斎英泉により鳥居峠からの御嶽山の風景が描かれた。
- 『木曽産草花根皮類』 - 1844年（天保15年）に周辺の木曽谷の山域で採取された植物の「おしば帳」[190]
- 『御嶽山総図』 - 1848年（嘉永元年）
- 『日本名山図会』 - 江戸後期、江戸南画の谷文晁が、旅人と鳥居峠からの御嶽山の風景を描写している[248]。

### 新聞
- 大型写真企画「御岳山」 - 信濃毎日新聞で2009年（平成21年）7月から2010年（平成22年）4月まで39回の連載[249]

### 写真集
- 宮原卓司『信州木曽御嶽 山麓逍遙』遊人工房、2001年12月。ISBN 4946562346。

### 関連書籍
- 青木保編『御岳巡礼―現代の神と人』講談社、1994年10月。ISBN 4061591487。
- 上野ミチオ『御嶽山』近代文藝社、1994年11月15日。ISBN 4773322586。
- 三浦清吉『木曽御岳山』ゼンリン〈登山・ハイキング(5)〉、1999年7月。ISBN 4432901535。
- 久山喜久雄『御岳の風に吹かれて―開田高原への招待』ナカニシヤ出版、2007年1月。ISBN 4888487111。
- 中山郁『修験と神道のあいだ―木曽御嶽信仰の近世・近代―』弘文堂、2007年7月9日。ISBN 978-4335100826。
- 木股文昭『御嶽山―静かなる活火山』信濃毎日新聞社、2010年6月。ISBN 9784784071395。
- 飛騨山岳会『飛騨の山 研究と案内』ナカニシヤ出版、2010年11月、160-161頁。ISBN 9784779505041。
- 菅原壽清『木曽御嶽信仰とアジアの憑霊文化』岩田書院、2012年10月。ISBN 978-4872947687。
- 参考文献も参照

### テレビ番組
- 『こころの時代 宗教・人生 山の信仰 霊山御嶽』 NHK教育テレビジョン、1985年9月8日放送[250]
- 『日本百名山 御嶽』 NHK衛星第2テレビジョン、1994年11月3日放送[251]
- 『いのち輝く山 〜四季・御嶽〜』 NHK総合テレビジョン、2005年1月1日放送[252]
- 『週刊 日本の名峰 御嶽山』 NHKデジタル衛星ハイビジョン、2007年6月11日放送[253]
- 『絶景！夏の御嶽山 〜御嶽山〜 』 総合テレビ（NHK名古屋放送局）、ウイークエンド中部、2010年8月21日放送[254]
- 『小さな旅 山の歌 祈りの峰 いまも〜御嶽山〜』 NHK総合テレビジョン、小さな旅、2010年8月28日放送[100]
- 『天空の宿へ 〜にっぽん山小屋物語〜』 テレビ東京、土曜スペシャル、2011年9月3日放送[95]
- 『にっぽん百名山 御嶽山』 NHK BSプレミアム、にっぽん百名山、2012年9月10日放送[255]